# Блокада Ленинграда
Блока́да Ленингра́да — военная блокада города Ленинграда (ныне — Санкт-Петербург) немецкими и финскими войсками и их союзниками во время Великой Отечественной войны. Длилась с 8 сентября 1941 года по 27 января 1944 года (блокадное кольцо было прорвано 18 января 1943 года) — блокада продолжалась 872 дня, в ряде источников 871 день. В литературе и на памятниках встречается округление — 900 дней и ночей.
К началу блокады в городе находилось недостаточное количество продуктов и топлива, чтобы выдержать длительную осаду. Единственным путём сообщения с Ленинградом оставался маршрут через Ладожское озеро, находившийся в пределах досягаемости артиллерии и авиации осаждающих, а также военно-морских сил противника, действовавших на озере. В результате этого начавшийся в Ленинграде массовый голод, усугублённый особенно суровой первой блокадной зимой, проблемами с отоплением и транспортом, привёл к смерти сотен тысяч его жителей.
После прорыва блокады в январе 1943 года снабжение города было постепенно нормализовано и уже с середины февраля в Ленинграде начали действовать «нормы продовольственного снабжения военного времени», установленные для других промышленных центров страны. Однако осада Ленинграда вражескими войсками и флотом продолжалась до января 1944 года. В январе — феврале 1944 года советские войска провели Ленинградско-Новгородскую операцию, в результате которой противник был отброшен на 220—280 километров от южных рубежей города. В июне — августе 1944 года советские войска при поддержке кораблей и авиации Балтийского флота провели Выборгскую и Свирско-Петрозаводскую операции, 20 июня взяли Выборг, а 28 июня — Петрозаводск. В сентябре 1944 года был взят остров Гогланд.
Приказом Верховного главнокомандующего И. В. Сталина от 1 мая 1945 года № 20 Ленинград (наряду со Сталинградом, с Севастополем и Одессой) назван городом-героем. Позже, Указом Президиума Верховного Совета СССР от 8 мая 1965 года, город был награждён медалью «Золотая Звезда».
27 января — день, когда Ленинград был полностью освобождён от блокады в 1944 году, — является одним из Дней воинской славы России.

## Нападение Германии на СССР
16 сентября 1941 года Гитлер в рейхсканцелярии в беседе с немецким послом в Париже Отто Абецем заявил: «Ядовитое гнездо Петербург, из которого в Балтийское море так долго ключом бьёт яд, должен исчезнуть с лица земли. Город уже блокирован; теперь остаётся только обстреливать его артиллерией и бомбить, пока водопровод, центры энергии и всё, что необходимо для жизнедеятельности, не будут уничтожено. Азиаты и большевики должны быть изгнаны из Европы. Период 250-летнего азиатства должен быть закончен».
18 декабря 1940 года Гитлер подписал директиву № 21, известную как План «Барбаросса». Этот план предусматривал нападение на СССР тремя группами армий (ГА) по трём основным направлениям: ГА «Север» на Ленинград, ГА «Центр» на Москву и ГА «Юг» на Киев. Захват Москвы предполагалось провести только после захвата Ленинграда и Кронштадта. Уже в директиве № 32 от 11 июня 1941 года Гитлер определял время завершения «победоносного похода на Восток» концом осени.

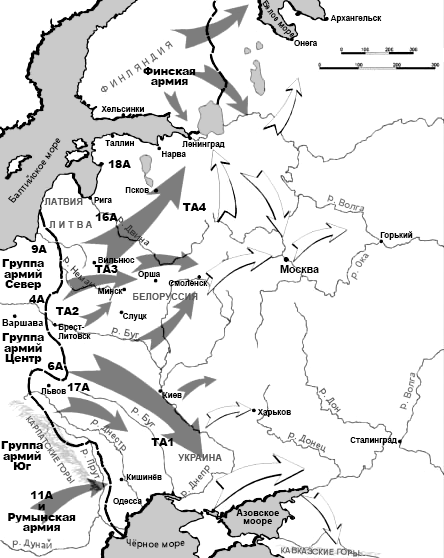
План «Барбаросса»

Ленинград был вторым по значению городом в СССР с населением около 3,2 млн человек. Он давал стране почти четверть от всей продукции тяжёлого машиностроения и треть продукции электротехнической промышленности, в нём действовало 333 крупных промышленных предприятия, на которых работало 565 тыс. человек, а также большое количество заводов и фабрик местной промышленности и артелей. Примерно 75 % выпускаемой продукции приходилось на оборонный комплекс, для которого был характерен высокий профессиональный уровень инженеров и техников. Очень высок был научно-технический потенциал Ленинграда, где насчитывалось 130 научно-исследовательских институтов и конструкторских бюро, 60 высших учебных заведений и 106 техникумов.
С захватом Ленинграда немецкое командование могло бы разрешить ряд важных задач, а именно:
- овладеть мощной экономической базой Советского Союза, дававшей до войны около 12 % общесоюзной промышленной продукции;
- захватить или уничтожить Балтийский военно-морской, а также огромный торговый флот;
- обеспечить с Севера левый фланг ГА «Центр», ведущей наступление на Москву, и высвободить большие силы ГА «Север»[16];
- закрепить своё господство на Балтийском море и обезопасить поставки руды из портов Норвегии для германской промышленности[17];

А. Гитлер 21 июля 1941 года в ходе поездки в группу армий «Север» заявил, что «в сравнении со значением Ленинграда, Москва для него всего лишь географический объект». В подготовленных в ставке Гитлера тезисах доклада «О блокаде Ленинграда» от 21 сентября указывалось:

«…б) сначала мы блокируем Ленинград (герметически) и разрушаем город, если возможно, артиллерией и авиацией… г) остатки „гарнизона крепости“ останутся там на зиму. Весной мы проникнем в город… вывезем всё, что осталось живое, в глубь России или возьмём в плен, сравняем Ленинград с землёй и передадим район севернее Невы Финляндии».— «Советская военная энциклопедия. Том 1» Москва, Воениздат, 1976

## Вступление Финляндии в войну
Согласно разработанным в январе—апреле 1941 года планам взаимодействия германских и финских войск, 17 июня 1941 года в Финляндии был издан указ о мобилизации всей полевой армии, и 20 июня мобилизованная армия сосредоточилась на советско-финской границе. С 21 июня 1941 года Финляндия начала проводить военные операции (операция «Регата») против СССР, а с 21—25 июня с территории Финляндии против СССР действовали военно-морские и военно-воздушные силы Германии.
23 июня нарком иностранных дел СССР Молотов вызвал к себе финского поверенного в делах Хюннинена. Молотов потребовал от Финляндии четкого определения ее позиции — выступает ли она на стороне Германии или придерживается нейтралитета, но ответа не получил.
25 июня 1941 года утром по приказу Ставки Верховного главнокомандования ВВС Северного фронта совместно с авиацией Балтийского флота нанесли массированный удар по девятнадцати (по другим данным — 18) аэродромам Финляндии и Северной Норвегии, на которых базировались самолёты ВВС Финляндии и германской 5-й воздушной армии. В тот же день парламент Финляндии проголосовал за войну с СССР.
29 июня 1941 года финские войска, перейдя государственную границу, начали сухопутную операцию против СССР.
План «Барбаросса» в соответствии с согласованным с германским верховным военным командованием решением ставил перед финскими войсками задачи: как можно быстрее захватить полуостров Ханко, прикрыть развёртывание немецких войск в Северной Финляндии и не позже того момента, когда войсками группы армий «Север» будет форсирована Двина, нанести главный удар восточнее Ладожского озера на олонецком и петрозаводском направлениях, а другой удар на Карельском перешейке, чтобы соединиться с немецкими войсками на реке Свирь и в районе Ленинграда.

## Выход войск противника к Ленинграду
22 июня 1941 года Германия напала на СССР. В тот же день в Ленинграде и Ленинградской области, как и во многих других регионах страны, было объявлено военное положение. В первые 18 дней наступления главный ударный кулак войск, нацеленных на Ленинград, — 4-я танковая группа — с боями прошла более 600 километров (с темпом 30—35 км в сутки), форсировала реки Западная Двина и Великая. 5 июля части вермахта заняли город Остров в Ленинградской области. Продвинувшись ещё дальше, 9 июля немцы заняли Псков, расстояние от которого до Ленинграда по дороге составляло 280 километров. От Пскова самый короткий путь к Ленинграду проходит по Киевскому шоссе, идущему через Лугу.
Уже 23 июня командующим Ленинградским военным округом генерал-лейтенантом М. М. Поповым было отдано распоряжение о начале работ по созданию дополнительного рубежа обороны на псковском направлении в районе Луги. 25 июня Военный совет Северного фронта утвердил схему обороны южных подступов к Ленинграду и обязал начать строительство. Строились три оборонительных рубежа: один — вдоль реки Луга, затем до Шимска; второй — Петергоф — Красногвардейск — Колпино; третий — от Автова до Рыбацкого. 4 июля это решение было подтверждено директивой Ставки главного командования за подписью Г. К. Жукова. К строительству укреплений было привлечено гражданское население города и области. С 29 июня население Ленинграда (мужчины в возрасте от 16 до 50 лет и женщины — от 16 до 45 лет) было привлечено к трудовой повинности, включавшей в основном строительство оборонительных сооружений. Привлечённые к трудовой повинности обязаны были отработать по три часа после основной работы, не работающие граждане — восемь часов. График отбывания трудовой повинности включал семь рабочих дней подряд, затем — перерыв на четыре дня. Оборонительные сооружения строились как на подходах к Ленинграду, так и в самом городе. На 20 августа 1941 года в Ленинграде было 4612 бомбоубежищ, рассчитанных на 814 тыс. человек и 336 погонных км щелей-траншей, рассчитанных на 672 тыс. человек. Строилось ещё 383 убежища на 65 тыс. человек.

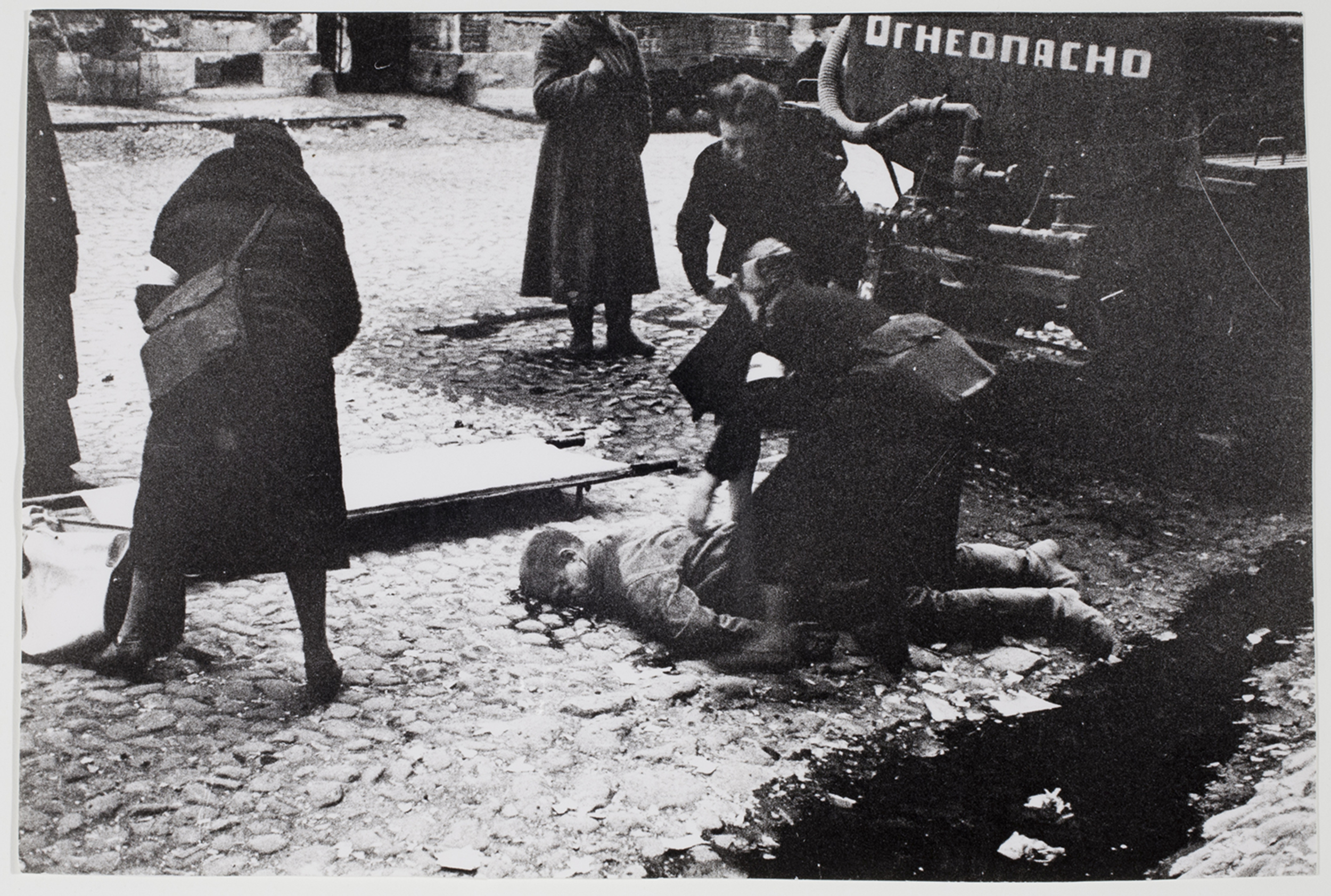
Последствия первого артобстрела города, фото Тарасевича, 10 сентября, 1941 года

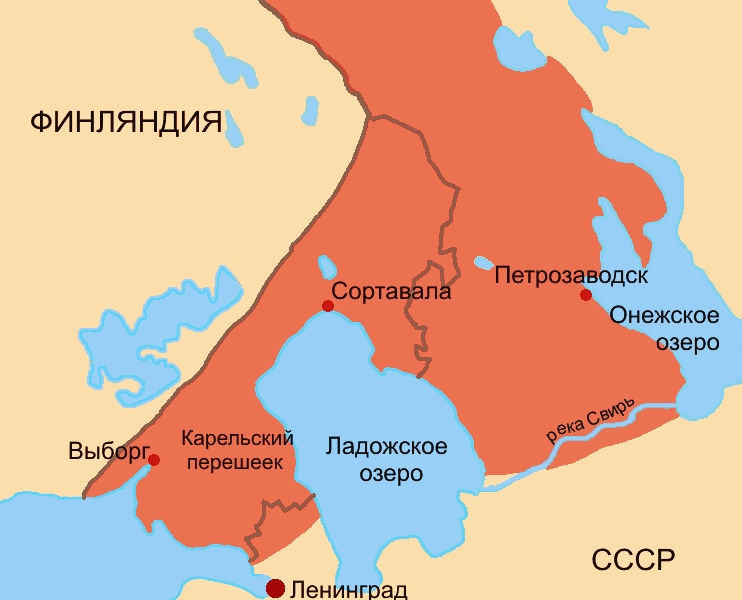
Граница максимального продвижения финской армии. Светло-серым отмечена госграница 1939 года

Лужский оборонительный рубеж был хорошо подготовлен в инженерном отношении: были построены оборонительные сооружения протяжённостью 175 километров и общей глубиной 10—15 километров, 570 дотов и дзотов, 160 км эскарпов, 94 км противотанковых рвов. Оборонительные сооружения строились руками ленинградцев, в большинстве своём женщин и подростков (мужчины уходили в армию и ополчение).

12 июля передовые германские части вышли к Лужскому укреплённому району, где произошла задержка немецкого наступления. Донесения командующих немецкими войсками в штаб:
Танковая группа Гёпнера, авангарды которой обессилели и устали, лишь незначительно продвинулись в направлении Ленинграда.
Командование Ленинградского фронта воспользовалось задержкой 4-й танковой группы Гёпнера, ожидавшей подкрепления, и подготовилось ко встрече противника, использовав, в том числе, новейшие тяжёлые танки КВ-1 и КВ-2, только что выпущенные Кировским заводом. Германское наступление было приостановлено на несколько недель. Вражеским войскам не удалось овладеть городом с ходу. Эта задержка вызвала резкое недовольство Гитлера, который совершил специальную поездку в группу армий «Север» для подготовки плана захвата Ленинграда не позднее сентября 1941 года. В беседах с военачальниками фюрер, помимо чисто военных доводов, привёл немало политических аргументов. Он полагал, что захват Ленинграда даст не только военный выигрыш (контроль над всеми балтийскими побережьями и уничтожение Балтийского флота), но и принесёт огромные политические дивиденды. Советский Союз потеряет город-колыбель Октябрьской революции, имевший для советского государства особый символический смысл. Кроме того, Гитлер считал очень важным помешать советскому командованию вывести войска из района Ленинграда и использовать их на других участках фронта. Он рассчитывал уничтожить оборонявшие город войска.
Немецким командованием была произведена перегруппировка войск, и 8 августа, с ранее захваченного плацдарма у Большого Сабска, началось наступление в направлении Красногвардейска. Несколькими днями позже оборона Лужского укрепрайона была прорвана и под Шимском. 15 августа противник взял Новгород, 20 августа — Чудово. 30 августа германские войска захватили Мгу, перерезав последнюю железную дорогу, связывавшую Ленинград со страной.
В приказе группе армий «Север» от 28 августа говорилось:
На основании указаний высшего руководства приказываю: Окружить Ленинград кольцом как можно ближе к самому городу, чтобы сэкономить наши силы. Требование о капитуляции не выдвигать. Для того чтобы избежать больших потерь в живой силе при решении задачи по максимально быстрому уничтожению города запрещается наступать на город силами пехоты… Любая попытка населения выйти из кольца должна пресекаться, при необходимости — с применением оружия…
29 июня, перейдя границу, финская армия начала боевые действия против СССР. На Карельском перешейке финны проявляли вначале незначительную активность. Крупное финское наступление в направлении Ленинграда на этом участке началось 31 июля. К началу сентября финны перешли существовавшую до подписания мирного договора 1940 года старую советско-финскую границу на Карельском перешейке на глубину до 20 км и остановились на рубеже Карельского укрепрайона. Связь Ленинграда с остальной страной через территории, оккупированные Финляндией, была восстановлена летом 1944 года.

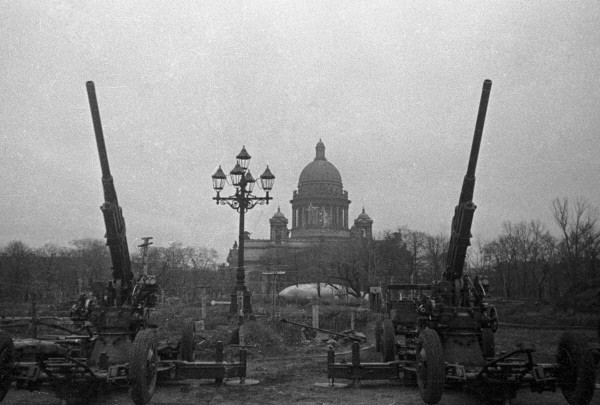
Фото Д. М. Трахтенберга «Зенитчики на страже Ленинградского неба», октябрь 1941

4 сентября 1941 года в ставку Маннергейма в Миккели был направлен начальник Штаба оперативного руководства Верховного командования вермахта генерал-лейтенант Альфред Йодль, который получил отказ от участия финских войск в наступлении на Ленинград. Вместо этого Маннергейм повёл успешное наступление на севере Ладоги, перерезав Кировскую железную дорогу, Беломоро-Балтийский канал в районе Онежского озера и Волго-Балтийский путь в районе реки Свирь, блокировав тем самым ряд маршрутов для поставок грузов в Ленинград.
Остановку финнов на Карельском перешейке примерно на линии советско-финской границы 1918—1940 годов в своих воспоминаниях К. Г. Маннергейм объясняет собственным нежеланием наступать на Ленинград, в частности, утверждая, что он согласился занять должность верховного главнокомандующего войсками Финляндии при условии, что не будет вести наступление против города. С другой стороны эта позиция оспаривается А. В. Исаевым и Н. И. Барышниковым, по мнению которых это оправдание Маннергейм придумал задним числом после войны.
Ещё 11 сентября 1941 года президент Финляндии Ристо Рюти заявил германскому посланнику в Хельсинки:

Если Петербург не будет больше существовать как крупный город, то Нева была бы лучшей границей на Карельском перешейке… Ленинград надо ликвидировать как крупный город.— из заявления Ристо Рюти немецкому послу 11 сентября 1941 года .
В конце августа к городу подошёл из Таллина Балтийский флот со своими 153 орудиями главного калибра корабельной артиллерии, также для защиты города имелось 207 стволов береговой артиллерии. Небо города защищал 2-й корпус ПВО. Наивысшая плотность зенитной артиллерии при обороне Москвы, Ленинграда и Баку была в 8—10 раз больше, чем при обороне Берлина и Лондона. 4 сентября 1941 года город подвергается первым артиллерийским обстрелам со стороны оккупированного немецкими войсками города Тосно:
В сентябре 1941 г. небольшая группа офицеров по заданию командования ехала на автомашине-полуторке по Лесному проспекту с аэродрома Левашово. Немного впереди нас шёл переполненный народом трамвай. Он тормозит перед остановкой, где стоит большая группа ожидающих. Раздаётся разрыв снаряда, и многие на остановке падают, обливаясь кровью. Второй разрыв, третий… Трамвай разнесён в щепки. Груды убитых. Раненые и искалеченные, в основном женщины и дети, разбросаны по булыжной мостовой, стонут и плачут. Светловолосый мальчик лет семи-восьми, чудом уцелевший на остановке, закрыв лицо обеими ручонками, рыдает над убитой матерью и повторяет: — Мамочка, что они наделали…

## Осень 1941 года

### Провал попытки блицкрига

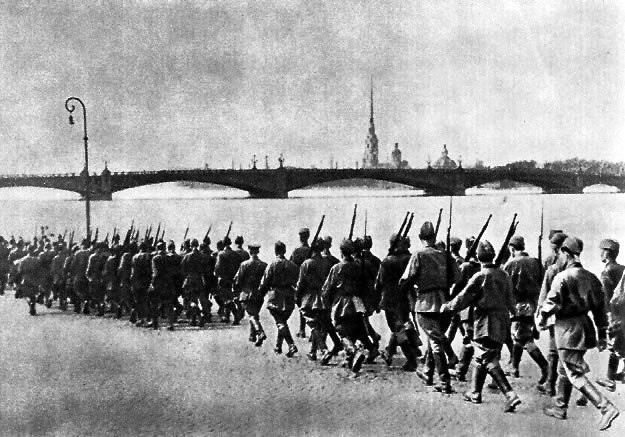
Мобилизация в Ленинграде летом 1941 года

Линии фронта на 21 сентября 1941 года

Линии фронта на 21 сентября 1941 года

6 сентября Гитлер подписал директиву о подготовке к наступлению на Москву, согласно которой группа армий «Север» совместно с финскими войсками на Карельском перешейке должна окружить в районе Ленинграда советские войска и не позднее 15 сентября передать группе армий «Центр» часть своих механизированных войск и авиационных соединений.
8 сентября войска группы «Север» захватили город Шлиссельбург (Петрокрепость), взяв под контроль исток Невы и блокировав Ленинград с суши. С севера город блокировали финские войска, которые были остановлены 23-й армией у Карельского укрепрайона. С этого дня началась длившаяся 872 дня блокада города. Общая площадь взятых в кольцо Ленинграда и пригородов составляла около 5000 км². Внутри кольца оказались практически все силы Балтийского флота и большая часть войск Ленинградского фронта (8-я, 23-я, 42-я и 55-я армии) — всего более полумиллиона человек. Помимо войск в кольце блокады оказалось всё гражданское население города — примерно 2,5 миллиона жителей и 340 тысяч человек, проживавших в пригородах. Были разорваны все железнодорожные, речные и автомобильные коммуникации. Сообщение с Ленинградом теперь поддерживалось только по воздуху и Ладожскому озеру, к побережью которого из города вела Ириновская железнодорожная ветка.

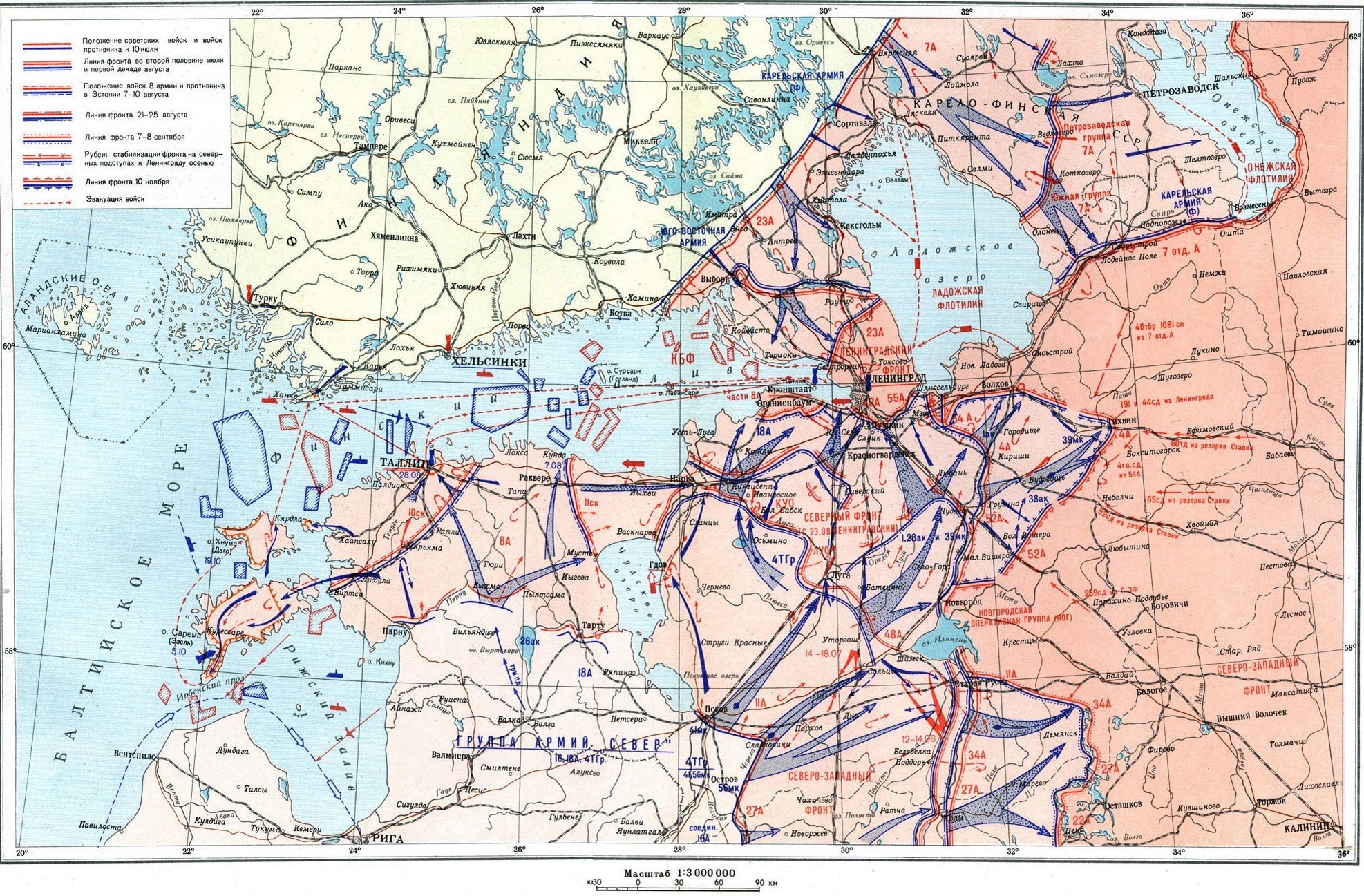
Боевые действия советских, финских и немецких войск на подступах к Ленинграду. 10 июля — 10 ноября 1941

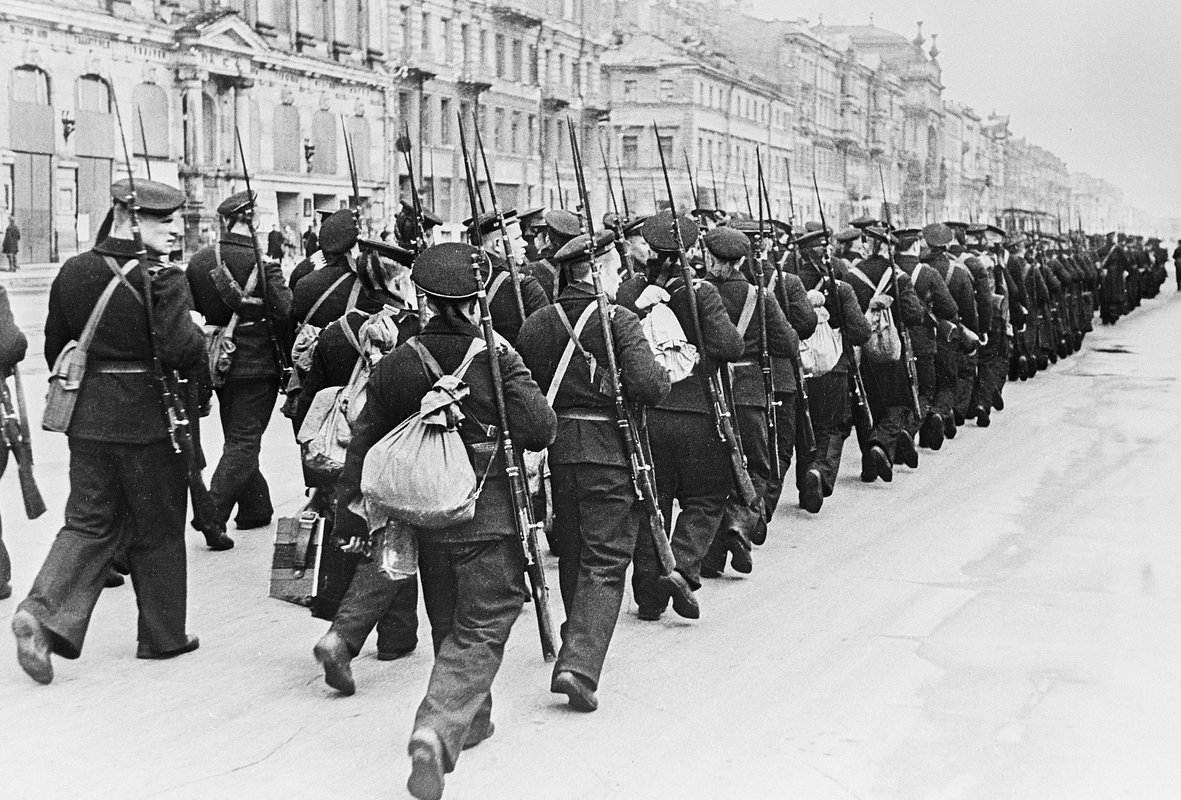
Моряки идут на фронт по улицам Ленинграда, октябрь 1941, фото
Б. П. Кудоярова

10 сентября, несмотря на приказ Гитлера передать войскам группы армий «Центр» 15 подвижных соединений, фон Лееб, командующий группой армий «Север», начинает штурм Ленинграда. В результате оборона советских войск вокруг города оказалась прорвана. Налаживанием обороны города руководили командующий Балтийским флотом В. Ф. Трибуц, К. Е. Ворошилов и А. А. Жданов. 13 сентября в город прибыл Г. К. Жуков, который приступил к командованию фронтом 14 сентября. Точная дата прибытия Жукова в Ленинград до настоящего времени остаётся предметом споров и варьируется в промежутке 9—13 сентября. По словам Г. К. Жукова, 
положение, сложившееся под Ленинградом, Сталин в тот момент оценивал как катастрофическое. Однажды он даже употребил слово „безнадёжное“. Он говорил, что, видимо, пройдёт ещё несколько дней, и Ленинград придётся считать потерянным
Местное руководство подготовило к взрыву основные заводы. Все корабли Балтийского флота должны были быть затоплены, в наркомате ВМФ был разработан и не позднее 13 сентября утверждён у И. В. Сталина соответствующий план. Пытаясь прекратить самовольное отступление, Жуков не останавливался перед самыми жестокими мерами. Он, в частности, издал приказ о том, что за самовольное отступление и оставление рубежа обороны вокруг города все командиры и солдаты подлежали немедленному расстрелу.
Фон Лееб продолжал успешные действия на ближайших подступах к городу. К 18 сентября были захвачены Пушкин, Красное Село и Слуцк; германские войска вышли к Финскому заливу в районе Петергофа, тем самым разрезав окружённую советскую группировку надвое. Меньшая из двух частей окружённой территории стала известна как Ораниенбаумский плацдарм. В конце концов враг остановился в 4—7 км от города, фактически в его пригородах. Линия фронта, то есть окопы, где сидели солдаты, проходила всего в 4 км от Кировского завода и в 16 км от Зимнего дворца. Несмотря на близость фронта, Кировский завод не прекращал работу во время блокады. От завода к линии фронта даже ходил трамвай. Это была обычная трамвайная линия из городского центра в пригород, которая использовалась теперь для перевозки солдат и боеприпасов.
21—23 сентября для уничтожения части Балтийского флота германские воздушные силы произвели массированные бомбардировки кораблей и объектов Кронштадтской военно-морской базы. В результате было потоплено и повреждено несколько кораблей, в частности, тяжёлые повреждения получил линкор «Марат», на котором погибло более 300 человек.

Начальник немецкого генерального штаба Гальдер применительно к боям за Ленинград записал 18 сентября в своём дневнике следующее: 
Сомнительно, что наши войска сумеют далеко продвинуться, если мы отведём с этого участка 1-ю танковую и 36-ю моторизованную дивизии. Учитывая потребность в войсках на ленинградском участке фронта, где у противника сосредоточены крупные людские и материальные силы и средства, положение здесь будет напряжённым до тех пор, пока не даст себя знать наш союзник — голод.

### Начало продовольственного кризиса

#### Идеология немецкой стороны
Ещё до начала вторжения в СССР в Германии был разработан план голода, согласно которому на захваченной территории Советского Союза предполагалось уничтожить до 30 млн человек посредством намеренно созданного голода, в первую очередь в городах нечерноземья.
В директиве начальника штаба военно-морских сил Германии за № 1601/41 от 22 сентября 1941 года «Будущее города Петербурга» (нем. Weisung Nr. Ia 1601/41 vom 22. September 1941 «Die Zukunft der Stadt Petersburg») говорилось:
2. Фюрер принял решение стереть город Ленинград с лица Земли. После поражения Советской России, дальнейшее существование этого крупнейшего населённого пункта не представляет никакого интереса…
<…>
4. Предполагается окружить город тесным кольцом и путём обстрела из артиллерии всех калибров и беспрерывной бомбёжки с воздуха сровнять его с землёй. Если вследствие создавшегося в городе положения будут заявлены просьбы о сдаче, они будут отвергнуты, так как проблемы, связанные с пребыванием в городе населения и его продовольственным снабжением, не могут и не должны нами решаться. В этой войне, ведущейся за право на существование, мы не заинтересованы в сохранении хотя бы части населения.
Согласно показаниям Йодля во время Нюрнбергского процесса,
Во время осады Ленинграда фельдмаршал фон Лееб, командующий группой армий «Север», сообщил ОКВ, что потоки гражданских беженцев из Ленинграда ищут убежища в германских окопах и что у него нет возможности их кормить и заботиться о них. Фюрер тотчас отдал приказ (от 7 октября 1941 года № S.123) не принимать беженцев и выталкивать их обратно на неприятельскую территорию
В том же приказе № S.123 было следующее уточнение:
... ни один немецкий солдат не должен вступать в эти города [Москву и Ленинград]. Кто покинет город против наших линий, должен быть отогнан назад огнём.
Небольшие неохраняемые проходы, делающие возможным выход населения поодиночке для эвакуации во внутренние районы России, следует только приветствовать. Население нужно принудить к бегству из города при помощи артиллерийского обстрела и воздушной бомбардировки.
Чем многочисленнее будет население городов, бегущее вглубь России, тем больше будет хаос у неприятеля и тем легче будет для нас задача управления и использования оккупированных областей. Все высшие офицеры должны быть осведомлены об этом желании фюрера.

#### Изменение тактики ведения войны
Бои под Ленинградом не прекратились, но изменился их характер. Немецкие войска приступили к разрушению города массированными артиллерийскими обстрелами и бомбёжками. Особенно сильными были бомбовые и артиллерийские удары в октябре-ноябре 1941 года. Немцы сбросили на Ленинград несколько тысяч зажигательных бомб, чтобы вызвать массовые пожары. Особое внимание было уделено уничтожению складов с продовольствием. Так, 8 сентября неприятелю удалось разбомбить Бадаевские склады, где находились значительные запасы продовольствия. На этих складах было безвозвратно утеряно 3 тыс. тонн муки и 700 тонн сахара.

#### Судьба горожан: демографические факторы
По данным на 1 января 1941 года, в Ленинграде проживало чуть менее трёх миллионов человек. Для города был характерен более высокий, чем обычно, процент нетрудоспособного населения, в том числе детей и стариков. Город отличался и невыгодным военно-стратегическим положением, связанным с близостью к границе и оторванностью от сырьевых и топливных баз. В то же время городская медицинская и санитарная служба Ленинграда была одной из лучших в стране.

#### Фактическое начало блокады
Началом блокады считается 8 сентября 1941 года, когда была прервана сухопутная связь Ленинграда со всей страной. Однако жители города потеряли возможность покинуть Ленинград двумя неделями раньше: железнодорожное сообщение было прервано 27 августа, и на вокзалах и в пригородах скопились десятки тысяч людей, ожидавших возможности эвакуироваться на восток. Положение осложнялось ещё и тем, что с началом войны в Ленинград прибыли не менее 300 000 беженцев из прибалтийских республик и соседних с ними областей РСФСР.
Продовольственные карточки были введены в Ленинграде 17 июля, то есть ещё до блокады, однако это было сделано лишь для того, чтобы навести порядок в снабжении. Город вступил в войну, имея обычный запас продуктов. Нормы отпуска продуктов по карточкам были высокие, и никакой нехватки продовольствия до начала блокады не было. Снижение норм выдачи продуктов впервые произошло 2 сентября 1941 года. Кроме того, 1 сентября была запрещена свободная продажа продовольствия (эта мера действовала вплоть до середины 1944 года). При сохранении «чёрного рынка» официальная продажа продуктов в так называемых коммерческих магазинах по рыночным ценам прекратилась.
В октябре жители города почувствовали на себе явную нехватку продовольствия, а в ноябре в Ленинграде начался настоящий голод. Были отмечены сначала первые случаи потери сознания от голода на улицах и на работе, первые случаи смерти от истощения, а затем и первые случаи каннибализма. Запасы продовольствия доставлялись в город как по воздуху, так и по воде через Ладожское озеро до установления льда. Пока лёд набирал достаточную толщину, движение автомашин через Ладогу практически отсутствовало. Все эти транспортные коммуникации находились под постоянным огнём противника.
Несмотря на самые низкие нормы выдачи хлеба, смерть от голода ещё не стала массовым явлением, и основную часть погибших пока составляли жертвы бомбардировок и артиллерийских обстрелов.

## Зима 1941—1942 годов

### Паёк блокадников
Исходя из фактически сложившегося расхода, наличие основных продуктов на 12 сентября 1941 года составляло (цифры приведены по данным учёта, произведённого отделом торговли Ленгорисполкома, интендантства фронта и КБФ): хлебное зерно и мука — на 35 суток, крупа и макароны — на 30 суток, мясо и мясопродукты — на 33 дня, жиры — на 45 суток, сахар и кондитерские изделия — на 60 суток.
Суточный расход муки на выпечку хлеба для блокированных войск и жителей Ленинграда до 11 сентября составлял 2100 т, с 11 сентября — 1300 т, с 16 сентября — 1100 т, с 1 октября — 1000 т, с 26 октября — 880 т, с 1 ноября — 735 т, с 13 ноября — 622 т, с 20 ноября — 510 т, с 25 декабря — 560 т.

|                                  | Мука, т | Крупа и макароны, т | Сахар, т | Мясо, т | Жиры, т |
| -------------------------------- | ------- | ------------------- | -------- | ------- | ------- |
| Ленинградский военный округ      | 247     | 117                 | 19,3     | 63      | 27      |
| Краснознамённый Балтийский флот  | 65      | 22                  | 5        | 18      | 6,5     |
| Население Ленинграда             | 587     | 166                 | 184      | 72      | 51,5    |
| Население Лениниградской области | 51      | 14                  | 10,5     | 8       | 4,4     |
| Закрытые учреждения и общепит    | —       | —                   | —        | 49      | 19,6    |
| ВСЕГО                            | 950     | 319                 | 218,8    | 210     | 109     |

Из 18 хлебозаводов Ленинграда, работавших до войны, во время блокады восемь не работали и были законсервированы. В зимние месяцы 1941—1942 годов 96—98 % всех грузов завозилось в магазины со складов или хлебозаводов вручную на санках или тележках.
Отпуск товаров по карточкам ввели в Ленинграде ещё 18 июля 1941 года. Во время блокады хлеб по карточкам ленинградцы получали ежедневно, остальные же продукты — ежедекадно (раз в десять дней). Цена на хлеб, отпускавшийся по карточкам, составляла 1,7 — 1,9 рубля за килограмм. На рынке хлеб стоил по 500 рублей за килограмм в конце декабря 1941 года, по 400 рублей в марте 1942 года, по 100—150 рублей в марте 1943 и по 50 рублей в декабре того же года. Цены эти были до некоторой степени условными, ибо на рынке преобладала меновая торговля, а не продажа за деньги. Для продавцов она была относительно безопасна, в отличие от продажи продуктов по высоким ценам, за что можно было попасть под действие статьи о спекуляции. Для уменьшения случаев незаконного получения продуктов питания с 12 по 18 октября 1941 года была произведена перерегистрация продовольственных карточек населения. В результате, число выдаваемых карточек на хлеб сократилось на 88 тыс., на мясо — на 97 тыс., на жиры — на 92 тыс.

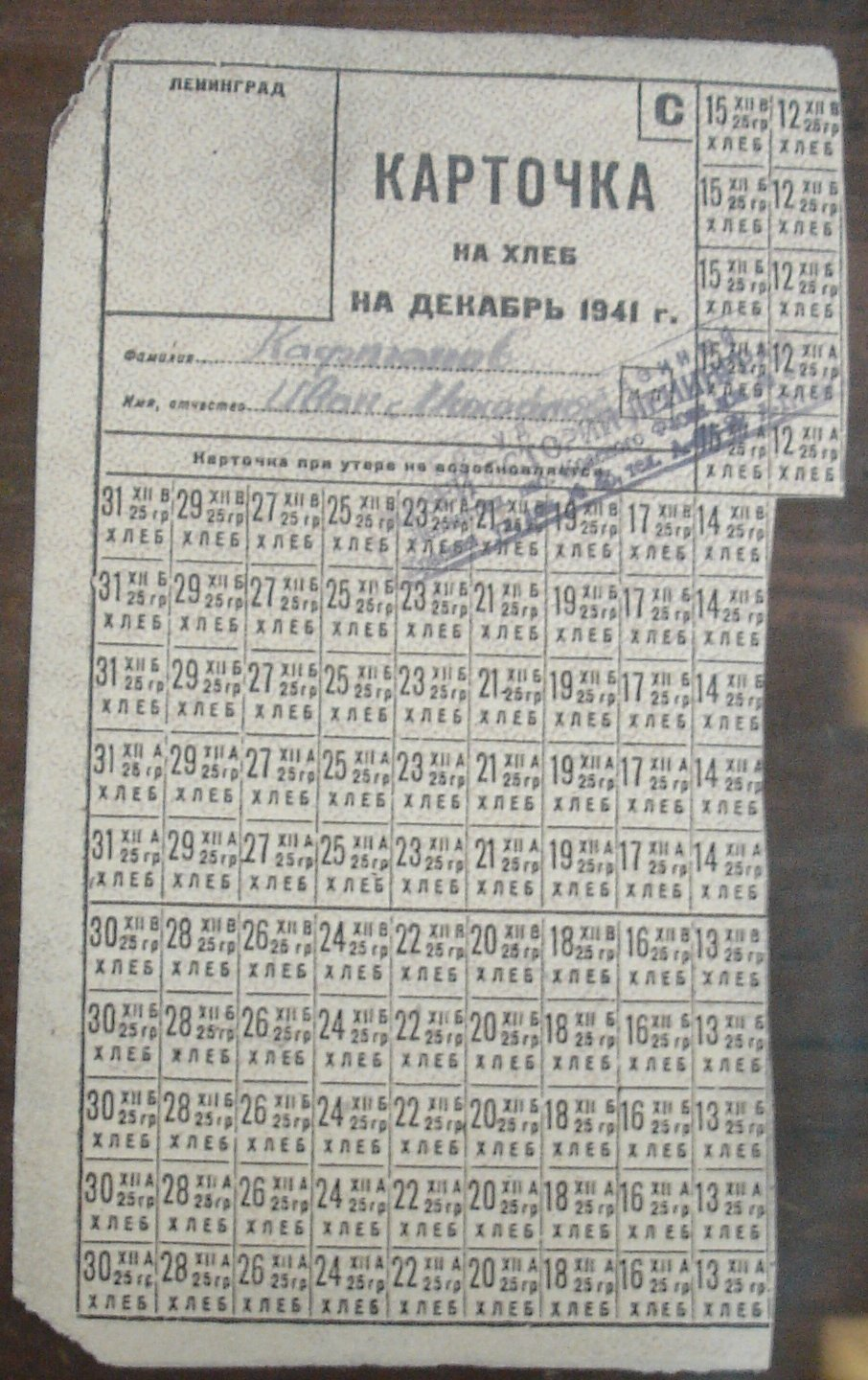
Хлебная карточка блокадника

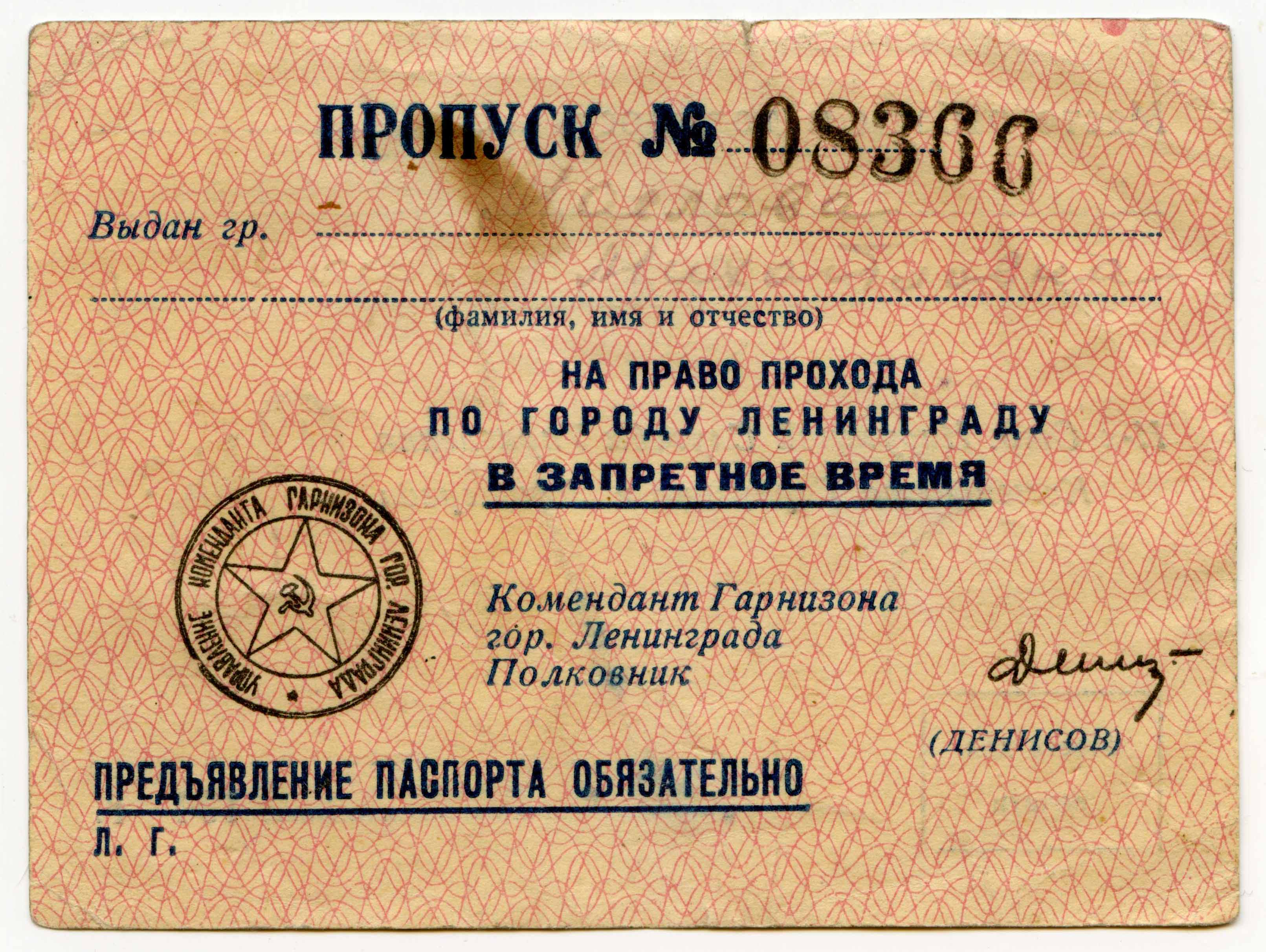
Пропуск блокадного Ленинграда на право прохода во время комендантского часа

Начиная с сентября 1941 года, нормы питания как для военнослужащих, так и для гражданского населения, регулярно снижались и были минимальными с 20 ноября по 25 декабря 1941 года, после чего ситуация с нормами питанием стала улучшаться. В ноябре — декабре 1941 года 34,4 % населения города питалось по норме отпуска продуктов по карточке для рабочего, 29,5 % — по норме для иждивенца, 18,6 % — по детской и 17,5 % — по норме для служащих. С 1 декабря 1941 года каждый ленинградец был приписан для отоваривания карточки к определённому магазину. До этого времени купить товар по карточке можно было в любом магазине города. Магазины работали с 6 утра до 21 вечера. Хлеб для блокадников был основным продуктом питания. Несмотря на то, что по карточке выдавались и другие продукты, они составляли значительно меньшую часть в рационе и выдавались с перебоями. Рецепты блокадного хлеба менялись в зависимости от того, какие ингредиенты были в наличии. Так, 23 сентября прекратилось производство пива, и все запасы солода, ячменя, соевых бобов и отрубей были переданы хлебозаводам, чтобы уменьшить расход муки. Для обогащения хлеба витаминами и полезными микроэлементами добавляли муку из луба сосны, ветвей берёзы и семян дикорастущих трав. В начале 1942 года в рецептуру добавили гидроцеллюлозу, которая использовалась для придания объёма.
Из продуктов питания, распределявшихся по карточкам осенью 1941 — зимой 1941/42 годов, своевременно выдавались хлеб и, до января, сахар. С остальными продуктами были перебои в снабжении. Так, мясо в ноябре — декабре выдавалось по карточкам с перебоями и, в значительной мере, в виде заменителей по соответствующим коэффициентам, что зачастую не было полноценной заменой мясу. Например, килограмму мяса соответствовали 3 кг студня из кишок, 0,75 кг мясных консервов, 0,3 кг сала шпик или 0,17 кг яичного порошка. Карточки по жирам в ноябре — декабре не отоваривались . С третьей декады декабря 1941 года по середину января 1942 года не отоваривались карточки по всем съестным продуктам, кроме хлеба; положенное по карточкам в полном объёме начали выдавать с марта 1942 года. В январе 1942 года доля отоваренных продуктов по карточкам составляла: по мясу — 43 % (из положенных по карточкам 1932 т мяса горожане недополучили 1095 т), по жиру — 35 % (из 1362 т не выдано 889 т), по сахару — 48 % (из 2639 т не выдано 1373 т).
Для колхозников ленинградских пригородов, оказавшихся внутри блокадного кольца, в сентябре была введена норма питания картофелем с собственного приусадебного участка в расчёте 15 кг на человека в месяц; остальной картофель требовалось сдать государству, включая запасы, необходимые для посадки в следующем году. В декабре был ограничен отпуск соли и спичек, до того находившихся в свободной продаже: на карточку стали давать 400 граммов соли и четыре коробка спичек в месяц. В сентябре населению выдавали по 2,5 л керосина на человека в месяц, затем до февраля 1942 года отпуск керосина гражданскому населению был прекращён. Месячная норма мыла составляла 200 граммов.
25 декабря 1941 года были повышены нормы выдачи хлеба — население Ленинграда стало получать 350 г хлеба по рабочей карточке и 200 г — по карточке для служащих, детской и иждивенческой карточкам, в войсках стали выдавать по полевому пайку 600 г хлеба в день, а по тыловому — 400 г. С 10 февраля на передовой норма увеличилась до 800 г, в остальных частях — до 600 г. С 11 февраля были введены новые нормы снабжения для гражданского населения: 500 граммов хлеба для рабочих, 400 г — для служащих, 300 г — для детей и неработающих. Из хлеба почти исчезли примеси. Но главное — снабжение стало регулярным, продукты по карточкам стали выдавать своевременно и почти полностью. 16 февраля 1942 года было даже впервые выдано качественное мясо — мороженая говядина и баранина.
| Период действия нормы | Хлеб, граммов | Хлеб, граммов | Мясо, граммов | Мясо, граммов | Рыба, граммов | Рыба, граммов |
| Период действия нормы | на передовой  | в тылу        | на передовой  | в тылу        | на передовой  | в тылу        |
| --------------------- | ------------- | ------------- | ------------- | ------------- | ------------- | ------------- |
| до 2 октября 1941     | 800           | 700           | 150           | 120           | 100           | 80            |
| с 2 октября           | 800           | 600           | 150           | 75            | 80            | 50            |
| с 7 ноября            | 600           | 400           | 125           | 50            | -             | -             |
| с 20 ноября           | 500           | 300           | 125           | 50            | -             | -             |

|               | Хлеб, граммов | Крупа, граммов | Сахар, граммов | Жиры, граммов | Мясо, граммов | Калорий |
| ------------- | ------------- | -------------- | -------------- | ------------- | ------------- | ------- |
| Рабочие и ИТР | 250           | 50             | 50             | 20            | 50            | 1087    |
| Служащие      | 125           | 33,3           | 33,3           | 8,3           | 26,6          | 581     |
| Иждивенцы     | 125           | 20             | 26,6           | 6,6           | 13,2          | 466     |
| Дети          | 125           | 40             | 40             | 16,6          | 13,2          | 684     |

| Дата установления нормы | Рабочие горячих цехов | Рабочие и ИТР | Служащие | Иждивенцы | Дети до 12 лет |
| ----------------------- | --------------------- | ------------- | -------- | --------- | -------------- |
| 18 июля 1941            | 1000                  | 800           | 600      | 400       | 400            |
| 2 сентября 1941         | 800                   | 600           | 400      | 300       | 300            |
| 11 сентября 1941        | 700                   | 500           | 300      | 250       | 300            |
| 1 октября 1941          | 600                   | 400           | 200      | 200       | 200            |
| 13 ноября 1941          | 450                   | 300           | 150      | 150       | 150            |
| 20 ноября 1941          | 375                   | 250           | 125      | 125       | 125            |
| 25 декабря 1941         | 500                   | 350           | 200      | 200       | 200            |
| 24 января 1942          | 575                   | 400           | 300      | 250       | 250            |
| 11 февраля 1942         | 700                   | 500           | 400      | 300       | 300            |
| 23 февраля 1943         | 700                   | 600           | 500      | 400       | 400            |

| Период действия нормы           | Рабочие и ИТР | Служащие | Иждивенцы | Дети до 12 лет |
| ------------------------------- | ------------- | -------- | --------- | -------------- |
| Мясо (кг)                       |               |          |           |                |
| С июля по сентябрь 1941         | 2,2           | 1,2      | 0,6       | 0,6            |
| С сентября 1941 по январь 1942  | 1,5           | 0,8      | 0,4       | 0,4            |
| С февраля 1942                  | 1,35          | 0,75     | 0,375     | 0,375          |
| С марта 1942                    | 1,5           | 0,8      | 0,4       | 0,4            |
| С апреля 1942                   | 1,8           | 1,0      | 0,6       | 0,6            |
| Крупа и макароны (кг)           |               |          |           |                |
| С июля по сентябрь 1941         | 2,0           | 1,5      | 1,0       | 1,2            |
| С сентября 1941 по февраль 1942 | 1,5           | 1,0      | 0,6       | 1,2            |
| март 1942                       | 2,0           | 1,5      | 1,0       | 1,2            |
| Жиры (кг)                       |               |          |           |                |
| С июля по сентябрь 1941         | 0,8           | 0,4      | 0,2       | 0,4            |
| С сентября по ноябрь 1941       | 0,95          | 0,5      | 0,3       | 0,5            |
| С ноября 1941 по январь 1942    | 0,6           | 0,25     | 0,2       | 0,5            |
| март 1942                       | 0,8           | 0,4      | 0,2       | 0,4            |
| Сахар (кг)                      |               |          |           |                |
| С июля по сентябрь 1941         | 1,5           | 1,2      | 1,0       | 1,2            |
| С сентября по ноябрь 1941       | 2,0           | 1,7      | 1,5       | 1,7            |
| С ноября 1941 по январь 1942    | 1,5           | 1,0      | 0,8       | 1,2            |
| С февраля 1942                  | 0,6           | 0,5      | 0,4       | 0,5            |
| С марта 1942                    | 0,9           | 0,5      | 0,4       | 0,5            |

### Система оповещения жителей. Метроном
В первые месяцы блокады на улицах Ленинграда было установлено 1500 громкоговорителей. Радиосеть несла информацию для населения о налётах и воздушной тревоге. Знаменитый метроном, вошедший в историю блокады Ленинграда как культурный памятник сопротивления населения, транслировался во время налётов именно через эту сеть. Быстрый ритм (150 ударов в минуту) означал воздушную тревогу, медленный ритм — отбой. Тревогу объявлял диктор Михаил Меланед. Кроме того, было установлено несколько сирен, оповещавших жителей города о начале налёта.

### Ухудшение ситуации в городе
Летом 1941 года из Ленинграда было эвакуировано много детей, осенью возле города шли бои. Многие учебные заведения были заняты под госпитали или эвакуационные пункты. Занятия в ленинградских школах начались не в начале сентября, как обычно, а только 3 ноября 1941 года. Открылись 103 из 408 работавших до войны школ. В начале января 1942 года большинство школ закрылось, но в 39 из них занятия продолжались всю блокадную зиму.
В ноябре 1941 года положение горожан резко ухудшилось. Собственных запасов продовольствия у населения уже практически не было. Смертность от голода стала массовой. Специальные похоронные службы ежедневно подбирали только на улицах около сотни трупов. Рыть могилы в промёрзшей земле было тяжело, поэтому команды местной противовоздушной обороны использовали взрывчатку и экскаваторы, и хоронили десятки, а иногда и сотни трупов в братские могилы, не зная имени погребённых.
Сохранилось много рассказов о людях, падавших от слабости и умиравших — дома или на работе, в магазинах или на улицах. Жительница блокадного города Елена Скрябина в дневнике записала:
Теперь умирают так просто: сначала перестают интересоваться чем бы то ни было, потом ложатся в постель и больше не встают.Е. А. Скрябина, пятница, 7 ноября 1941 год
Смерть хозяйничает в городе. Люди умирают и умирают. Сегодня, когда я проходила по улице, передо мной шёл человек. Он еле передвигал ноги. Обгоняя его, я невольно обратила внимание на жуткое синее лицо. Подумала про себя: наверное, скоро умрёт. Тут действительно можно было сказать, что на лице человека лежала печать смерти. Через несколько шагов я обернулась, остановилась, следила за ним. Он опустился на тумбу, глаза закатились, потом он медленно стал сползать на землю. Когда я подошла к нему, он был уже мёртв. Люди от голода настолько ослабели, что не сопротивляются смерти. Умирают так, как будто засыпают. А окружающие полуживые люди не обращают на них никакого внимания. Смерть стала явлением, наблюдаемым на каждом шагу. К ней привыкли, появилось полное равнодушие: ведь не сегодня – завтра такая участь ожидает каждого. Когда утром выходишь из дому, натыкаешься на трупы, лежащие в подворотне, на улице. Трупы долго лежат, так как некому их убирать.Е. А. Скрябина, суббота, 15 ноября 1941 год
Д. В. Павлов, уполномоченный Государственного Комитета Обороны (ГКО) по обеспечению продовольствием Ленинграда и Ленинградского фронта, пишет:
Период с середины ноября 1941 года до конца января 1942 года был самым тяжёлым за время блокады. Внутренние ресурсы к этому времени оказались полностью исчерпанными, а завоз через Ладожское озеро производился в незначительных размерах. Все свои надежды и чаяния люди возлагали на зимнюю дорогу.

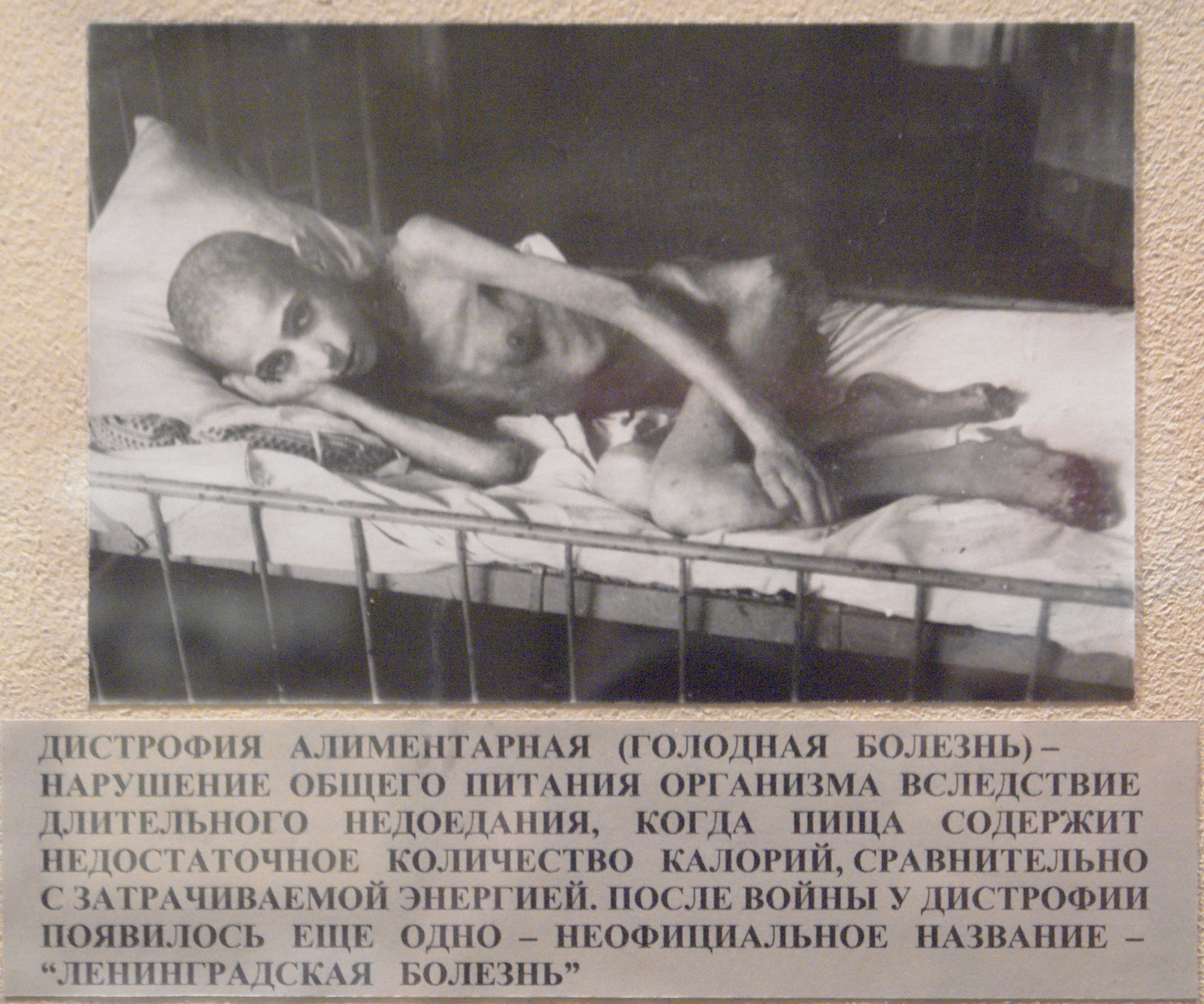
Жертва «Ленинградской болезни» — дистрофии

Число жертв голода росло. Только в декабре умер 52 881 человек, потери же за январь-февраль составили 199 187 человек. Мужская смертность существенно превышала женскую — на каждые 100 смертей приходилось в среднем 63 мужчины и 37 женщин. К концу войны женщины составляли основную часть городского населения.

### Воздействие холода
Ещё одним важным фактором роста смертности стал холод. С наступлением зимы в городе практически кончились запасы топлива: выработка электроэнергии составляла всего 15 % от довоенного уровня. Прекратилось централизованное отопление домов, замёрзли, были отключены или уничтожены водопровод и канализация. Остановилась работа практически на всех фабриках и заводах (кроме оборонных). Часто пришедшие на рабочее место горожане не могли выполнять работу из-за отсутствия подачи воды, тепла и энергии.
Зима 1941—1942 годов оказалась значительно холоднее и продолжительнее обычного — по совокупным показателям она стала одной из самых холодных за весь период систематических инструментальных наблюдений за погодой в Санкт-Петербурге — Ленинграде. Среднесуточная температура устойчиво опустилась ниже 0 °C уже 11 октября, и стала устойчиво положительной после 7 апреля 1942 года — климатическая зима составила 178 дней, то есть половину года. За этот период было 14 дней со среднесуточной температурой выше 0 °C, в основном в октябре, то есть практически не отмечалось привычных для зимней ленинградской погоды оттепелей. Даже в мае 1942 года наблюдалось четыре дня с отрицательной среднесуточной температурой, 7 мая максимальная температура днём поднялась лишь до +0,9 °C. Устойчивый снежный покров в Ленинграде образовался необычно рано, 26—27 октября 1941 года, и не таял до второй недели апреля 1942 года. Несмотря на то, что с ноября 1941 года по март 1942 года выпало немногим более 50 % от среднеклиматической нормы осадков, в силу постоянной отрицательной температуры высота снега к концу зимы была более полуметра. По максимальной высоте снежного покрова (53 см) апрель 1942 года — рекордсмен за весь период наблюдений по 2023 год включительно.
- Среднемесячная температура воздуха в октябре была +1,4 °C (среднее значение за период 1901—1930 годов составляет +4,5 °C), что на 3,1 °C ниже нормы. В середине месяца морозы доходили до −6 °C. К концу месяца установился снежный покров.
- Средняя температура ноября 1941 года составила −4,2 °C (средняя многолетняя за 1901—1930 годы равна −0,6 °C), амплитуда температур была от +1,6 до −13,8 °C.
- В декабре среднемесячная температура воздуха опустилась до −12,5 °C (при средней многолетней в −5,4 °C). Температура колебалась от +1,6 до −25,3 °C.
- Первый месяц 1942 года был самым холодным этой зимой и одним из самых холодных за весь период наблюдений. Средняя температура месяца была −18,7 °C (средняя температура за период 1901—1930 годов составляла −7,4 °C). Мороз доходил до −32,1 °C, максимальная температура доходила до +0,7 °C. Средняя глубина снега составила 41 см (средняя глубина за 1890—1941 года — 23 см)[94].
- Февральская среднемесячная температура составила −12,4 °C (при средней многолетней в −7,6 °C) и колебалась от −0,6 до −25,2 °C.
- Март был немногим теплее февраля — средняя температура воздуха была −11,6 °C (при средней за 1901—1930 годы температуре в −3,6 °C). Температура изменялась от +3,6 до −29,1 °C в середине месяца. Март 1942 года по средней температуре месяца стал самым холодным за всю историю метеонаблюдений по 2023 год.
- Среднемесячная температура апреля была несколько ниже средних значений (+3,1 °C) и составила +1,8 °C, в то же время минимум температуры составил −14,4 °C[92][93].

В книге «Воспоминания» Дмитрия Лихачёва о годах блокады сказано:
Холод был каким-то внутренним. Он пронизывал всего насквозь. Тело вырабатывало слишком мало тепла.
Человеческий ум умирал в последнюю очередь. Если руки и ноги уже отказались тебе служить, если пальцы уже больше не могли застегнуть пуговицы пальто, если человек больше не имел никаких сил закрыть шарфом рот, если кожа вокруг рта стала тёмной, если лицо стало похоже на череп мертвеца с оскаленными передними зубами — мозг продолжал работу. Люди писали дневники и верили, что им удастся прожить и ещё один день.

### Жилищно-коммунальное хозяйство и транспорт
На 1941 год в Ленинграде было 27 624 домовладения — домов, где проживали люди. Площадь жилого фонда составляла 16,6 млн м². 17 % домов имело центральное отопление. В связи с недостаточными поставками топлива в осаждённый город, 17 ноября было запрещено расходовать теплоэнергию на снабжение населения горячей водой. В ноябре центральное отопление поддерживало температуру воздуха в жилых домах на уровне +12 °C, в учреждениях +10 °C, на предприятиях +8 °C. 6 декабря 1941 года прекратилось центральное отопление жилых домов. Зимой 1941/42 года оказались замороженными 6369 домовых вводов водоснабжения или 43 % от общего количества. В большинстве домов не работала канализация, водопровод в январе 1942 года действовал лишь в 85 домах. 25 января из-за нехватки электричества на 36 часов была отключена главная водопроводная станция. Хлебозаводы перестали получать воду и на сутки прекратили работу . Водопроводные магистрали в ряде мест замёрзли; общая длина замороженных уличных водопроводов составила 36 км. Несмотря на низкие температуры в городе, часть водопроводной сети действовала; большая часть рабочих «Водоканала» была переведена на казарменное положение и были открыты десятки водоразборных колонок, из которых жители окрестных домов могли брать воду, но жителям приходилось также брать воду и из повреждённых труб и прорубей. В январе были закрыты все городские бани за исключением двух, с конца февраля 1942 года они вновь стали открываться. Ещё 13 сентября 1941 года была отключена телефонная связь в квартирах. Постепенно возвращать телефонию стали с апреля 1943 года.
Главным отопительным средством для большинства обитаемых квартир стали особые маленькие печки-буржуйки. В них жгли всё, что могло гореть, в том числе мебель и книги. По решению Ленгорсвета от 8 декабря 1941 года, промышленность города должна была начать выпуск железных временных печек «буржуек» и отпускать их Ленжилуправлению. В декабре должны были изготовить 10 тыс. печек. К 1 февралю 1942 года в городе было 135 тыс. буржуек. Буржуйки были востребованы и в следующую зиму с 1942 на 1943 год, ибо центральное отопление жилых домов в городе также не работало. Добыча топлива стала важнейшей частью быта ленинградцев.
Недостаток электричества и массовые разрушения контактной сети остановили движение городского электротранспорта. 20 ноября 1941 года в городе прекратилось движение троллейбусов. Подвижной состав троллейбусного депо был рассредоточен по улицам из-за того, что депо уже находилось в непосредственной близости от фронта. Занесённые снегом троллейбусы простояли на улицах всю зиму. Более 60 машин были разбиты, сгорели или получили серьёзные повреждения. 8 декабря Ленэнерго прекратило подачу электроэнергии и произошло частичное отключение тяговых подстанций трамваев. На следующий день по решению горисполкома были упразднены восемь трамвайных маршрутов. Часть вагонов ещё двигалась по ленинградским улицам, окончательно остановившись 3 января 1942 года после того, как полностью прекратилась подача электроэнергии; 52 трамвая так и замерли на заснеженных улицах. Это стало ещё одной причиной увеличения смертности. По свидетельству Дмитрия Лихачёва,
… когда остановка трамвайного движения добавила к обычной, ежедневной трудовой нагрузке ещё два-три часа пешеходного марша от места жительства к месту работы и обратно, это обусловливало дополнительное расходование калорий. Очень часто люди умирали от внезапной остановки сердца, потери сознания и замерзания в пути.

### Организация стационаров и столовых усиленного питания
По решению бюро горкома ВКП(б) и Ленгорисполкома было организовано дополнительное лечебное питание по повышенным нормам в специальных стационарах, созданных при заводах и фабриках, а также в 105 городских столовых. Стационары функционировали с 1 января до 1 мая 1942 года и обслужили 60 тыс. человек. В них вводили сердечно-сосудистые препараты, делали внутривенное вливание глюкозы, давали немного горячего вина, что спасло жизнь многим.
С конца апреля 1942 года по решению Ленгорисполкома сеть столовых усиленного питания была расширена. На территории фабрик, заводов и учреждений вместо стационаров было создано 89 столовых усиленного питания, а 64 столовые были организованы за пределами предприятий. Для этих столовых были утверждены специальные нормы питания. С 25 апреля по 1 июля 1942 года ими воспользовались 234 тыс. человек: 69 % составили рабочие, 18,5 % — служащие и 12,5 % — иждивенцы.
В январе 1942 года при гостинице «Астория» начал работать стационар для учёных и творческих работников. В столовой Дома учёных в зимние месяцы питалось от 200 до 300 человек. 26 декабря 1941 года Ленинградским горисполкомом было дано распоряжение конторе «Гастроном» организовать с доставкой на дом единовременную продажу по государственным ценам без продкарточек академикам и членам-корреспондентам АН СССР: масла животного — 0,5 кг, муки пшеничной — 3 кг, консервов мясных или рыбных — 2 коробки, сахара — 0,5 кг, яиц — 3 десятка, шоколада — 0,3 кг, печенья — 0,5 кг и виноградного вина — 2 бутылки.
По решению горисполкома, с января 1942 года в городе открываются новые детские дома. За пять месяцев в Ленинграде было организовано 85 детских домов, принявших 30 тыс. детей, оставшихся без родителей. Командование Ленинградского фронта и руководство города стремилось обеспечить детские дома необходимым питанием. Постановлением Военного совета фронта от 7 февраля 1942 года утверждались следующие месячные нормы снабжения детских домов (на одного ребёнка): мясо — 1,5 кг, жиры — 1 кг, яйцо — 15 штук, сахар — 1,5 кг, чай — 10 г, кофе — 30 г, крупа и макароны — 2,2 кг, хлеб пшеничный — 9 кг, мука пшеничная — 0,5 кг, сухофрукты — 0,2 кг, мука картофельная — 0,15 кг.
При ВУЗах открываются свои стационары, где сотрудники ВУЗов в течение 7—14 дней могли отдохнуть и получить усиленное питание, которое состояло из 20 г кофе, 60 г жиров, 40 г сахара или кондитерских изделий, 100 г мяса, 200 г крупы, 0,5 яйца, 350 г хлеба, 50 г вина в сутки, причём продукты выдавались с вырезанием купонов из продовольственных карточек.
Также было организовано дополнительное снабжение руководства города и области. По сохранившимся свидетельствам, руководство Ленинграда не испытывало трудностей в питании и отоплении жилых помещений. Дневники партийных работников того времени сохранили следующие факты: в столовой Смольного были доступны любые продукты: фрукты, овощи, икра, булочки, пирожные. Молоко и яйца доставляли из подсобного хозяйства во Всеволожском районе. В специальном доме отдыха к услугам отдыхающих представителей номенклатуры было высококлассное питание и развлечения. Д. и. н., ведущий научный сотрудник Санкт-Петербургского института истории РАН Сергей Яров утверждает, что «на самом деле разговоры о том, что люди где-то на уровне обкома или райкома партии, райисполкома, жили хорошо, не вполне оправданы. Хорошо жили, в лучшем случае, первые секретари. Что касается инструкторов райкомов, то они, в общем-то, получали не намного больше тех, кто имели рабочую карточку. Есть описание одного первого секретаря райкома комсомола о том, как мать ему варила студень из ремней. И ему можно верить».
Цитата из дневника инструктора отдела кадров городского комитета ВКП(б) Николая Рибковского, который в ноябре-декабре 1941 года жестоко голодал, а в марте 1942 года был отправлен отдохнуть в партийный санаторий, где описывал в дневнике свой быт:

Вот уже три дня как я в стационаре горкома партии. По-моему, это просто-напросто семидневный дом отдыха и помещается он в одном из павильонов ныне закрытого дома отдыха партийного актива Ленинградской организации в Мельничном ручье. Обстановка и весь порядок в стационаре очень напоминает закрытый санаторий в городе Пушкине… С мороза, несколько усталый, вваливаешься в дом с тёплыми уютными комнатами, блаженно вытягиваешь ноги… Каждый день мясное — баранина, ветчина, кура, гусь, индюшка, колбаса; рыбное — лещ, салака, корюшка, и жареная, и отварная, и заливная. Икра, балык, сыр, пирожки, какао, кофе, чай, 300 граммов белого и столько же чёрного хлеба на день… и ко всему этому по 50 граммов виноградного вина, хорошего портвейна к обеду и ужину. Питание заказываешь накануне по своему вкусу. Товарищи рассказывают, что районные стационары нисколько не уступают горкомовскому стационару, а на некоторых предприятиях есть такие стационары, перед которыми наш стационар бледнеет.

Что же ещё лучше? Едим, пьём, гуляем, спим или просто бездельничаем, слушая патефон, обмениваясь шутками, забавляясь «козелком» в домино или в карты… Одним словом, отдыхаем!… И всего уплатив за путёвки только 50 рублей.— 
Обращает на себя внимание литературное перечисление яств, которых Рибковский, возможно, и не видел в таком изобилии, потому что не сообщает точных порций, в отличие от «300 граммов белого и столько же чёрного хлеба на день». Профессор Яров отмечает, что описание еды, того, что человек съел за день — какая-то особая доминанта блокады, связанная с тем, что когда человек рассказывает о еде, то ему каким-то образом становится легче, это некий способ замещения самой еды. Партработники питались лучше, потому что при получении каши в столовой у них из продовольственной карточки не вырывали крупяные талоны, они могли получить крупу ещё в магазине, если она была в продаже. Но столовский хлеб выдавали в обмен на карточки, за мясной талон давали второе. «Говорить о том, что социальные страты сильно отличались по уровню снабжения, не приходится», — уверен профессор.
В первом полугодии 1942 года стационары, а затем столовые усиленного питания сыграли огромную роль в борьбе с голодом населения Ленинграда, восстановлении сил и здоровья значительного числа больных, что спасло тысячи ленинградцев от гибели. Об этом свидетельствуют многочисленные отзывы самих блокадников и данные поликлиник.
Во втором полугодии 1942 года для преодоления последствий голода было госпитализировано: в октябре — 12 699, в ноябре 14 738 больных, нуждавшихся в усиленном питании. На 1 января 1943 года 270 тыс. ленинградцев получали повышенное, по сравнению с общесоюзными нормами, продовольственное обеспечение, ещё 153 тыс. человек посещали столовые с трёхразовым питанием, что стало возможным благодаря проведению более успешной, чем в 1941 году, навигации 1942 года.

### Незрячие воины
В первые месяцы Великой Отечественной войны подавляющее большинство незрячих людей было эвакуировано из Ленинграда в глубокий тыл. В блокадном городе оставалось 300 инвалидов по зрению, добровольно отказавшихся его покидать. Незрячие Ленинграда не были иждивенцами. Они трудились на заводах, в учебно-производственных мастерских Всероссийского общества слепых (ВОС), музыканты, в составе концертных бригад выступавшие в госпиталях и воинских частях.
Особое место в истории блокады Ленинграда занимают незрячие слухачи. Впервые в истории в действующие войска были призваны незрячие люди.
Для обнаружения вражеских самолётов применялась поисковая система «Прожзвук», которая состояла из прожектора, звукоулавливателя и поста управления, объединённых синхронной передачей. Главным звеном этой системы был «слухач» — оператор звукоулавливателя. Успех работы системы зависел от слуховых способностей человека, и обычному красноармейцу не всегда удавалось вовремя услышать звук приближающегося самолёта противника. Главным в звукоулавливателе был человек, обладавший идеальным слухом, а не акустическая система.
Когда ПВО города объявило набор незрячих добровольцев для службы «слухачами», заявления подали практически все слепые, которые на тот момент находились в Ленинграде. Было отобрано 30 кандидатов, из которых затем выбрали 20 наиболее способных. Они были отправлены на специальное обучение. После обучения в действующую армию в январе 1942 года были зачислены 12 лучших незрячих «слухачей». В расчёт звукоулавливателя входили два бойца: зрячий и слепой. Первый медленно поворачивал трубы, а второй следил за звуками неба. Это была очень тяжёлая работа — необходимо было много часов проводить в статичной позе, опершись на подголовник. «Слухачи» не только обнаруживали вражескую авиацию, но и определяли расстояние, высоту полёта и тип самолёта. Заблаговременное обнаружение самолётов давало возможность силам противовоздушной обороны своевременно подготовиться к отражению налёта — вовремя поднять в воздух истребительную авиацию или открыть плотный заградительный огонь зениток.

### Безнадзорные дети
В период зимы 1941—1942 годов с ростом смертности от истощения с каждым днём стала возрастать численность детей, потерявших родителей. Матери и бабушки отдавали свою пайку хлеба малышам и погибали от истощения.

### Использование пищевых заменителей
Большую роль в преодолении проблемы снабжения продовольствием играло использование пищевых заменителей, перепрофилирование на их производство старых предприятий и создание новых. В справке секретаря горкома ВКП(б) Я. Ф. Капустина на имя А. А. Жданова сообщается об использовании заменителей в хлебной, мясной, кондитерской, молочной, консервной промышленности, в общественном питании. Впервые в СССР в хлебопекарной промышленности была использована пищевая целлюлоза, производившаяся на шести предприятиях, что позволило увеличить выпечку хлеба на 2230 тонн. В качестве добавок при изготовлении мясной продукции были использованы соевая мука, кишки, технический альбумин, получаемый из яичного белка, плазмы крови животных, молочной сыворотки. В результате было произведено дополнительно 1360 т мясопродуктов, в том числе: столовой колбасы — 380 т, студня — 730 т, альбуминовой колбасы — 170 т и хлебца растительно-кровяного — 80 т. В молочной промышленности переработано 320 тонн сои и 25 тонн хлопкового жмыха, что дало дополнительно 2617 т продукции, в том числе: соевого молока — 1360 т, соевых молокопродуктов (простокваша, творог, сырники и др.) — 942 т. Так, в декабре 1941 года потребление соевого молока составило 724,9 т и лишь 31,7 т — натурального молока. Группой учёных Лесотехнической академии под руководством В. И. Калюжного была разработана технология получения пищевых дрожжей из древесины. Широко использовалась технология приготовления витамина С в виде настоя лапок хвои. Только до декабря было изготовлено более 2 млн доз этого витамина. В общественном питании широко использовалось желе, которое готовили из растительного молока, соков, глицерина и желатина. Для производства желе также использовались отходы овсяного помола и клюквенный жмых. Пищевая промышленность города выпускала глюкозу, щавельную кислоту, каротин, таннин. За время блокады на производстве хлеба было использовано более 26 тыс. т различных примесей, что дало возможность получить дополнительно около 50 тыс. т хлеба. Состав выпекавшегося хлеба (с учётом примесей) был следующий. С 15 сентября: ржаная мука — 52 %, овсяная — 30 %, ячменная — 8 %, соевая — 5 %, солодовая — 5 %; с 20 октября: ржаная мука — 63 %, солодовая — 12 %, овсяная — 8 %, мука из затхлого зерна — 5 %, льняной жмых, отруби и соевая мука по 4 %; с конца ноября: ржаная мука — 73 %, пищевая целлюлоза — 10 %, хлопковый жмых — 10 %, кукурузная мука — 3 %, обойная (мучная) пыль — 2 %, мучная смётка и вытряска из мешков — 2 %.
С ранней весны 1942 года по решению городских властей началась массовая централизованная заготовка съедобных дикорастущих растений (крапива, лебеда, одуванчик, щавель, хмель, шиповник и другие). О степени их использования в питании горожан свидетельствует сохранившееся меню столовой одного из цехов Кировского завода в 1942 году: щи из подорожника, пюре из крапивы и щавеля, котлеты из свекольной ботвы, биточки из лебеды, «печень» из жмыха и т. д., использовались также капустный лист и свекольная ботва.

### Попытки прорыва блокады

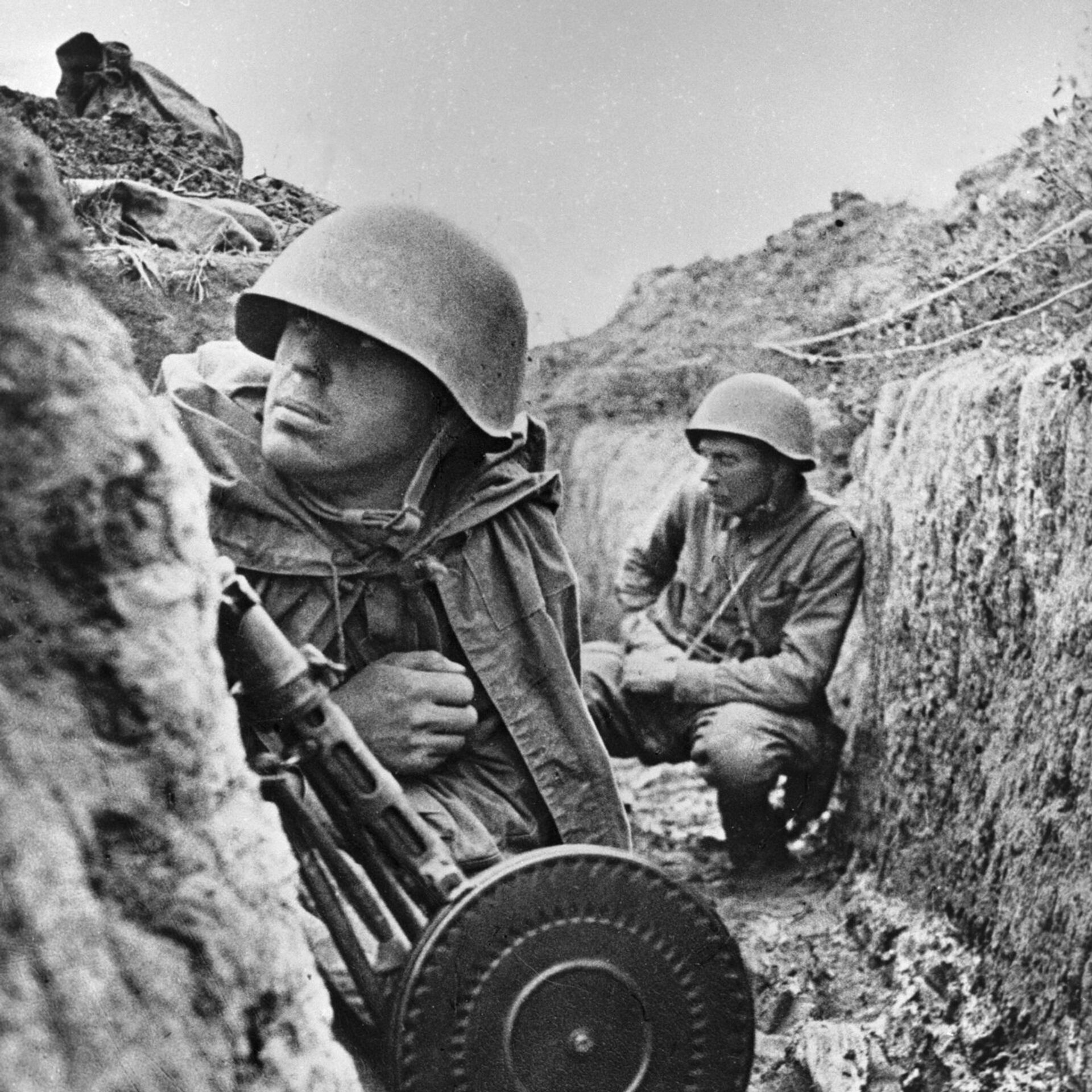
Советские солдаты в окопах готовятся к атаке. Ленинградский фронт, сентябрь 1941, фото В. Тарасевича

#### Попытка прорыва. Плацдарм «Невский пятачок»
Осенью 1941 года, сразу после установления блокады, советские войска предприняли две операции для восстановления сухопутной связи Ленинграда с остальной страной. Наступление велось в районе так называемого «синявинско-шлиссельбургского выступа», ширина которого вдоль южного побережья Ладожского озера была всего 12 км. Однако немецкие войска смогли создать мощные укрепления. Советская армия понесла большие потери, но так и не сумела продвинуться вперёд. Солдаты, которые прорывали кольцо блокады со стороны Ленинграда, были сильно истощены.
Основные бои велись на так называемом «Невском пятачке» — узкой полосе земли шириной в 500—800 метров и длиной около 2,5—3 км (это по воспоминаниям И. Г. Святова) на левом берегу Невы, удерживаемом войсками Ленинградского фронта. Весь пятачок простреливался врагом, и советские войска, постоянно пытавшиеся расширить этот плацдарм, несли тяжелейшие потери. Однако сдача пятачка означала бы повторное форсирование полноводной Невы, и задача прорыва блокады намного усложнялась. Всего за 1941—1943 годы на «Невском пятачке» погибло около 50 000 советских солдат.
В начале 1942 года высшее советское командование, воодушевлённое успехом в Тихвинской наступательной операции, решило предпринять силами Волховского фронта при поддержке Ленинградского фронта попытку полного освобождения Ленинграда от вражеской блокады. Однако изначально имевшая стратегические задачи Любанская операция развивалась с большим трудом, а в конечном итоге завершилась окружением и разгромом 2-й ударной армии Волховского фронта. В августе-сентябре 1942 года советские войска предприняли ещё одну попытку прорыва блокады. Хотя Синявинская операция не достигла поставленных целей, войскам Волховского и Ленинградского фронтов удалось сорвать план немецкого командования по углублению блокады Ленинграда под кодовым наименованием «Северное сияние».
Таким образом, в течение 1941—1942 годов было предпринято несколько попыток прорыва блокады, но все они оказались неудачными. Район между Ладожским озером и посёлком Мга, в котором расстояние между линиями Ленинградского и Волховского фронтов было всего 12—16 километров (так называемый «синявинско-шлиссельбургский выступ»), продолжали прочно удерживать части 18-й армии вермахта.

## Весна-лето 1942 года

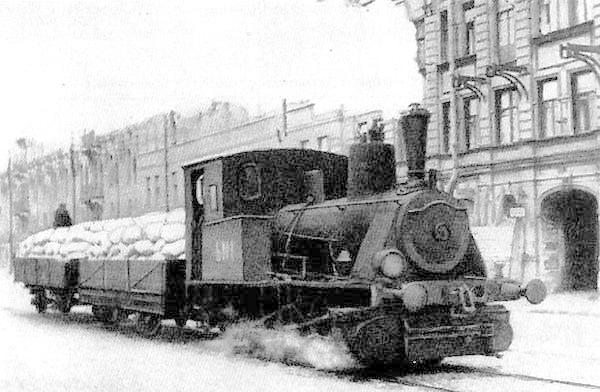
Паровоз везёт муку по трамвайным рельсам в блокадном Ленинграде, 1942 год

### Партизанский обоз для блокадного Ленинграда
29 марта 1942 года в Ленинград прибыл из Псковской и Новгородской областей партизанский обоз с продовольствием для жителей города. Событие имело огромное воодушевляющее значение и продемонстрировало неспособность противника контролировать тыл своих войск и возможность деблокирования города регулярной Красной армией, раз это удалось сделать партизанам.

### Организация подсобных хозяйств
5 февраля 1942 года в Городском Комитете был создан сельскохозяйственный отдел, в задачу которого входило создание вокруг Ленинграда системы сельскохозяйственных предприятий для снабжения города овощами; при исполкомах районных Советов были созданы земельные отделы. 19 марта 1942 года исполком Ленсовета принял положение «О личных потребительских огородах трудящихся и их объединений», предусматривавшее развитие личного потребительского огородничества как в самом городе, так и пригородах. Всего весной 1942 года было создано 633 подсобных хозяйства и 1468 объединений огородников. Из земель Госфонда организациям и для индивидуального пользования было отведено 6931 га свободных земель (в том числе на территориях эвакуированных колхозников): в Парголовском районе — 3745 га, во Всеволожском — 3186 га. Земельные участки отводились под индивидуальные огороды из расчёта до 0,15 га на семью, подсобным хозяйствам предприятий — до 50 га, также предусматривалось использование под овощеводство всех пригодных земельных участков внутри города. Ленгорисполком обязал некоторые предприятия обеспечить жителей необходимым инвентарём, а также выпустить пособия по сельскому хозяйству («Агроправила для индивидуального овощеводства», статьи в Ленинградской правде и др.). Расчищались свободные участки земли, примыкающие к предприятиям, и сотрудникам предприятий по спискам, утверждавшимся руководителями предприятий, предоставлялись участки площадью 2—3 сотки для личных огородов. Владельцам огородов оказывалась помощь в приобретении рассады и её экономном использовании. Так, при рассадке картофеля использовались только небольшие части плода с проросшим «глазком». Подсобные хозяйства охранялись круглосуточно силами персонала предприятий. Весной было засеяно около 10 тыс. га: 5833 га земель подсобных хозяйств предприятий, 2200 га совхозных земель и 1784 га индивидуальных огородников. Осенью с этих участков была собрана 76 761 т овощей и картофеля (из этого числа в совхозах — 24 343 т, в подсобных хозяйствах предприятий — 26 098 т, индивидуальными огородниками — 26 320 т). На предприятиях продукция подсобных хозяйств направлялась для улучшения питания своих работников, но не более дополнительных 300 г овощей в день на рабочую карточку. Всё остальное надлежало сдать государству для централизованного распределения. Осенью 1943 года собранный урожай овощей и картофеля составил 135 тыс. т. Из них в совхозах и подсобных хозяйствах было собрано 75 тыс. т, индивидуальные огородники собрали 60 тыс. т.

### Уменьшение смертности

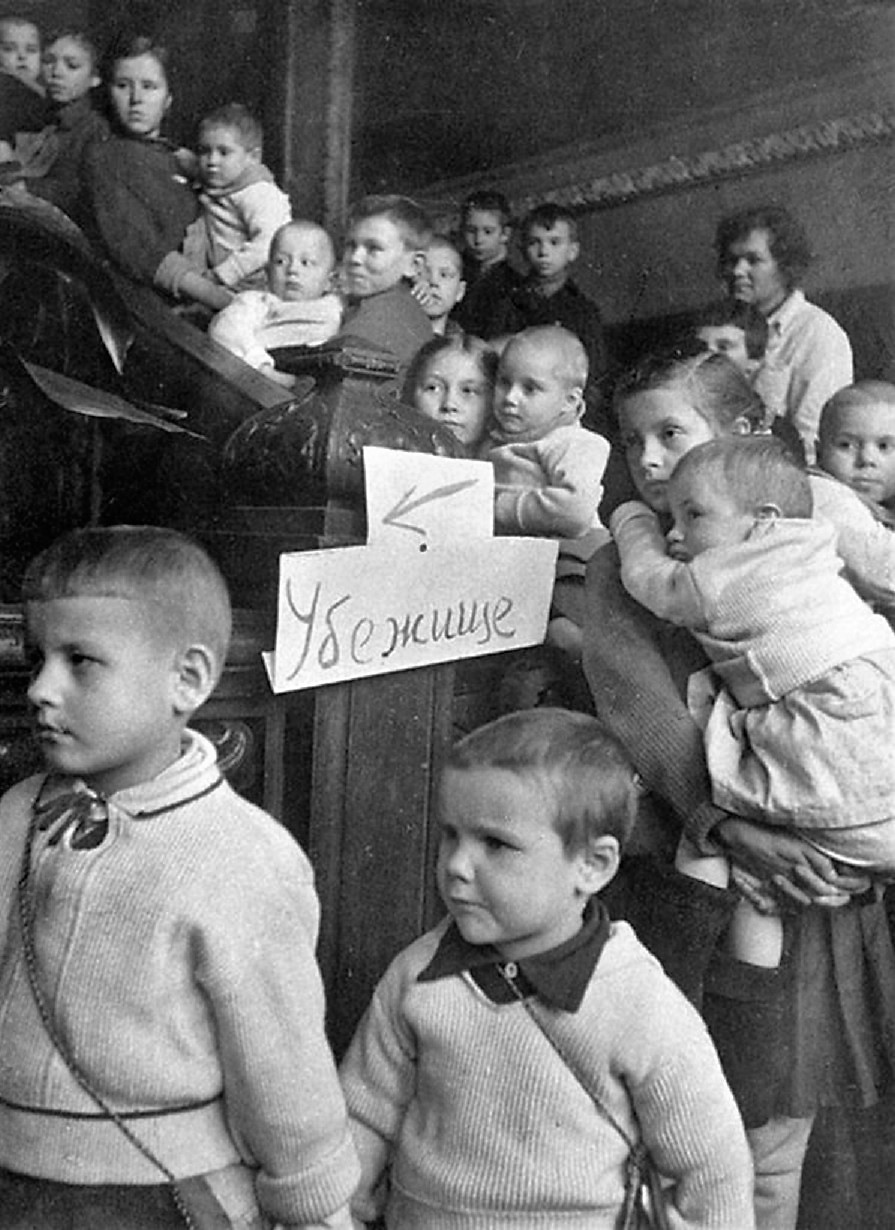
Воспитательница детского сада № 58 И. К. Лирц с детьми в бомбоубежище, 1942 г.

Весной 1942 года, в связи с потеплением и улучшением питания, значительно сократилось количество внезапных смертей на улицах города. Так, если в феврале на улицах города было подобрано около 7000 трупов, то в апреле — примерно 600, а в мае — 50 трупов. При довоенной смертности в 3000 человек в месяц, в январе—феврале 1942 года в городе умирали ежемесячно примерно 130 000 человек, в марте умерло 100 000 человек, в мае — 50 000 человек, в июле — 25 000 человек, в сентябре — 7000 человек. Всего же, согласно последним исследованиям, за первый, самый тяжёлый год блокады, погибли приблизительно 780 000 ленинградцев.
Для уменьшения последствий антисанитарных условий зимы в блокадном городе было принято решение провести с февраля по май 1942 года массовую противодизентерийную вакцинацию с охватом 1,5 млн ленинградцев. На 16 марта было привито около 500 тыс. человек.
26 марта 1942 года вышло постановление о мобилизации гражданского населения на период с 27 марта по 8 апреля для уборки города в целях предотвращения эпидемий от скопившихся за зиму нечистот и незахороненных трупов. Привлекались мужчины в возрасте от 15 до 60 лет и женщины от 15 до 55 лет. Незанятые должны были работать на уборке по 8 часов в сутки, работающие — по 2 часа после своей основной работы. Ежедневно на работах было занято около 300 тыс. человек. В апреле-мае 1942 года произошло дальнейшее улучшение условий жизни населения: началось восстановление коммунального хозяйства. Возобновилась работа многих предприятий. С 15 апреля в городе открылись бани и прачечные, с 3 мая возобновились занятия в школах. Было открыто 148 школ; в них было организовано трёхразовое питание. В начале учебного года осенью 1942 года работало 84 школы; в 1943 году — 124, в 1944 году — 200 школ. К 1 марту 1942 года в городе было увеличено число детских домов с 17 в конце 1941 года до 98. С декабря 1941 года по июль 1942 года в детские дома Ленинграда было отправлено 40 тыс. детей. В конце 1942 года в городе работало 19 детских домов.

### Восстановление движения городского общественного транспорта
Весной 1942 года городские власти распорядились убрать с улиц стоявшие троллейбусы. Своим ходом машины идти не могли, пришлось организовывать буксировку. Движение троллейбусов было возобновлено лишь весной 1944 года.
Началось восстановление трамвайного хозяйства города — 31 марта 1942 года открылось движение грузового трамвая, а 15 апреля — пассажирского. Было дано напряжение на центральные подстанции и пущен регулярный пассажирский трамвай сначала по 6 маршрутам. Чтобы вновь открыть грузовое и пассажирское движение, потребовалось восстановить примерно 150 км контактной сети — около половины всей эксплуатируемой в то время сети. Тяговые подстанции № 11, № 15 и № 20 обеспечили движение в центре города и на Выборгской стороне.

## 1942—1943 годы

### 1942 год. Активизация обстрела. Контрбатарейная борьба

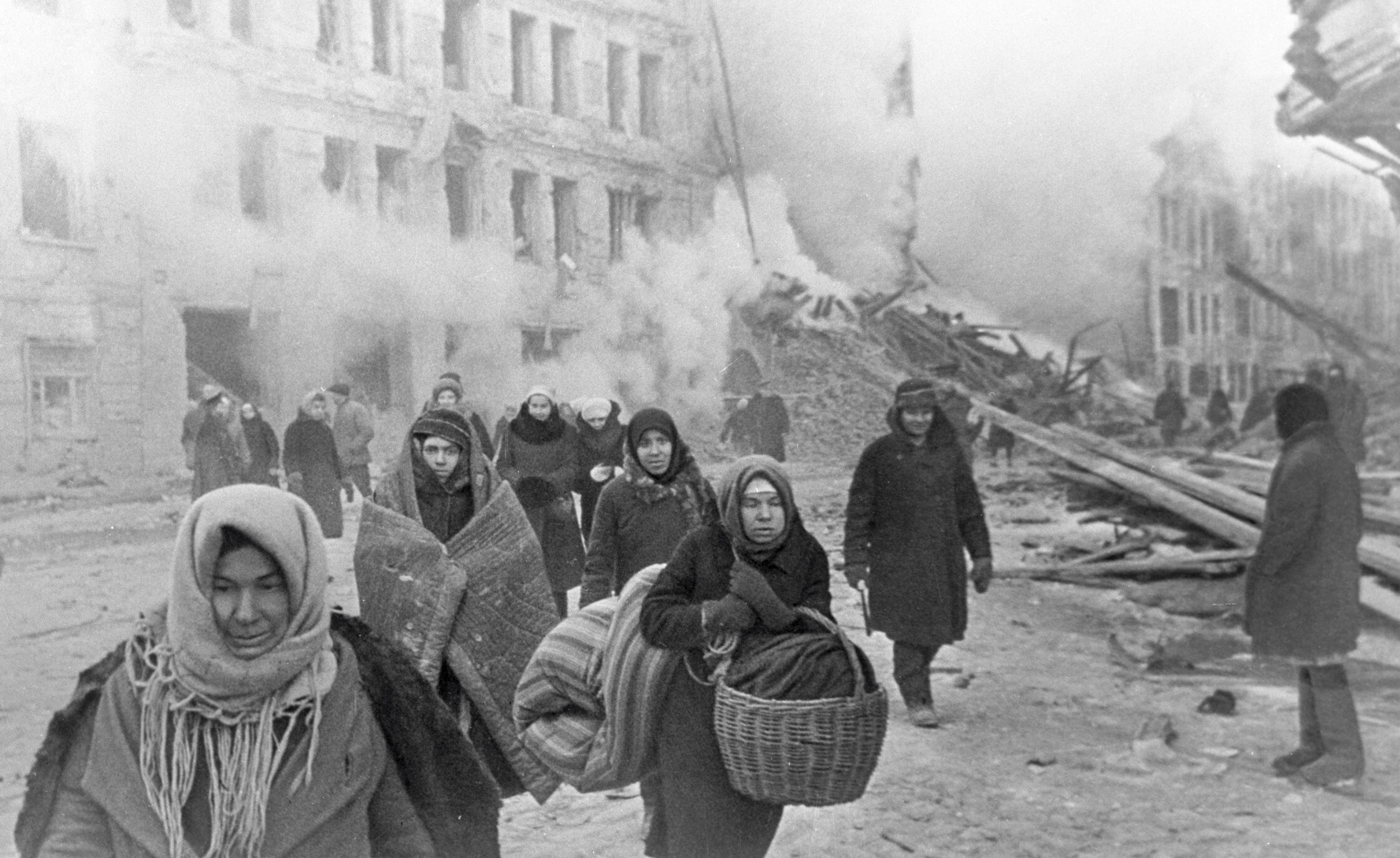
Жители Ленинграда покидают свои дома, разрушенные бомбёжкой, 10 декабря 1942 года

В апреле — мае немецкое командование в ходе операции «Айсштосс» безуспешно попыталось уничтожить стоящие на Неве корабли Балтийского флота.
К лету руководство нацистской Германии приняло решение активизировать боевые действия на Ленинградском фронте, и в первую очередь, усилить артиллерийские обстрелы и бомбардировки города.
Вокруг Ленинграда были развёрнуты новые артиллерийские батареи. Были, в частности, развёрнуты сверхтяжёлые орудия на железнодорожных платформах. Они били снарядами на расстояние 13, 22 и даже 28 км. Вес снарядов достигал 800—900 кг. Немцы составили схему города и наметили несколько тысяч самых важных целей, которые обстреливались ежедневно.

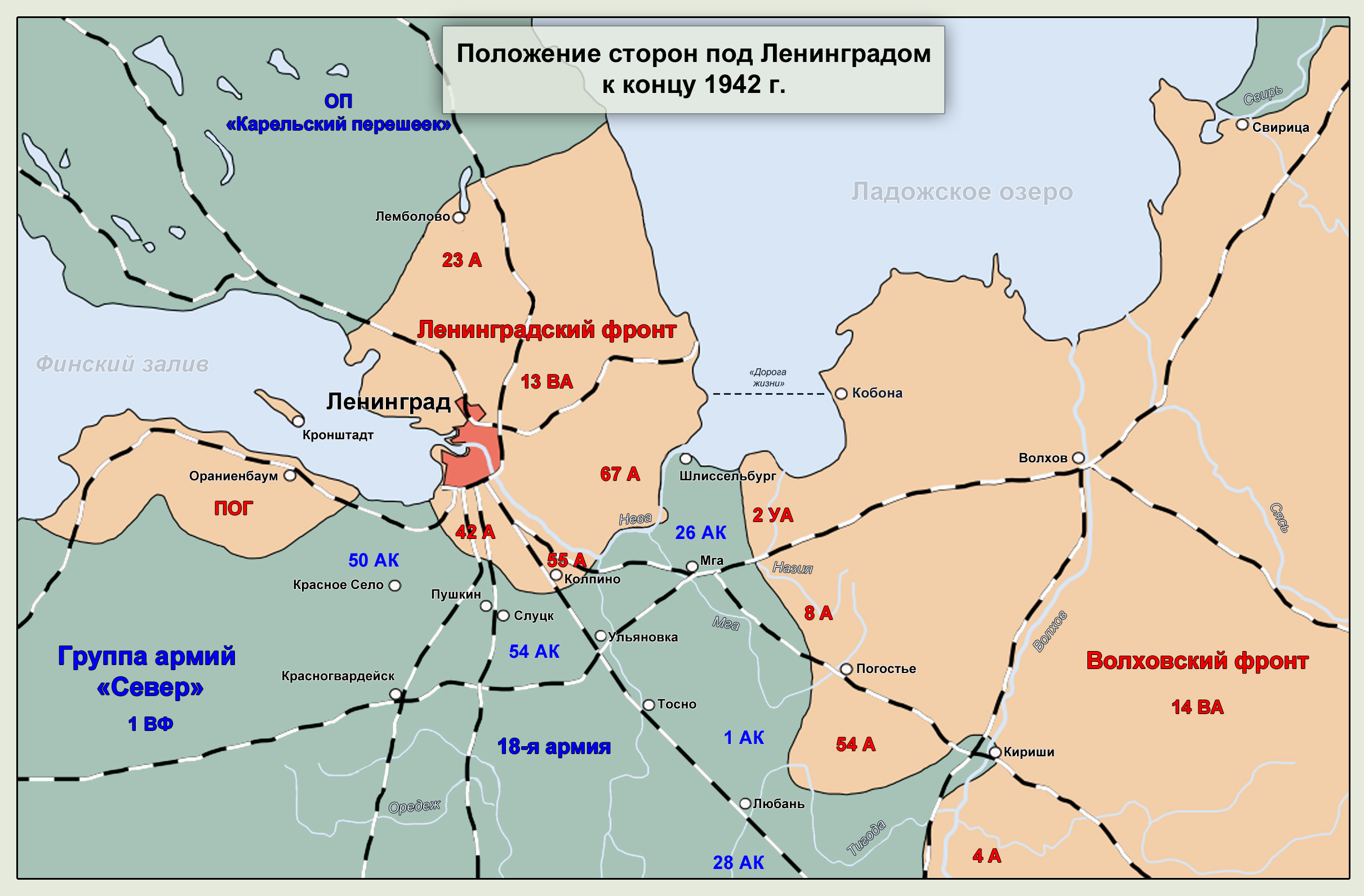

В это время Ленинград превращается в мощный укреплённый район. Было создано 110 крупных узлов обороны, оборудовались многие тысячи километров траншей, ходов сообщений и других инженерных сооружений. Это создало возможность производить скрытную перегруппировку войск, отвод солдат с передовой, подтягивание резервов. В результате резко сократилось количество потерь советских войск от осколков снарядов и вражеских снайперов. Была налажена разведка и маскировка позиций. Организуется контрбатарейная борьба с осадной артиллерией противника. В результате значительно снизилась интенсивность обстрелов Ленинграда вражеской артиллерией. В этих целях умело использовалась корабельная артиллерия Балтийского флота. Были выдвинуты вперёд позиции тяжёлой артиллерии Ленинградского фронта, часть её переброшена через Финский залив на Ораниенбаумский плацдарм, что позволило увеличить дальность стрельбы, причём во фланг и тыл артиллерийским группировкам противника. Были выделены специальные самолёты-корректировщики и аэростаты наблюдения. Благодаря этим мерам, в 1943 году количество артиллерийских снарядов, упавших на город, уменьшилось примерно в 7 раз.

### 1943 год. Прорыв блокады

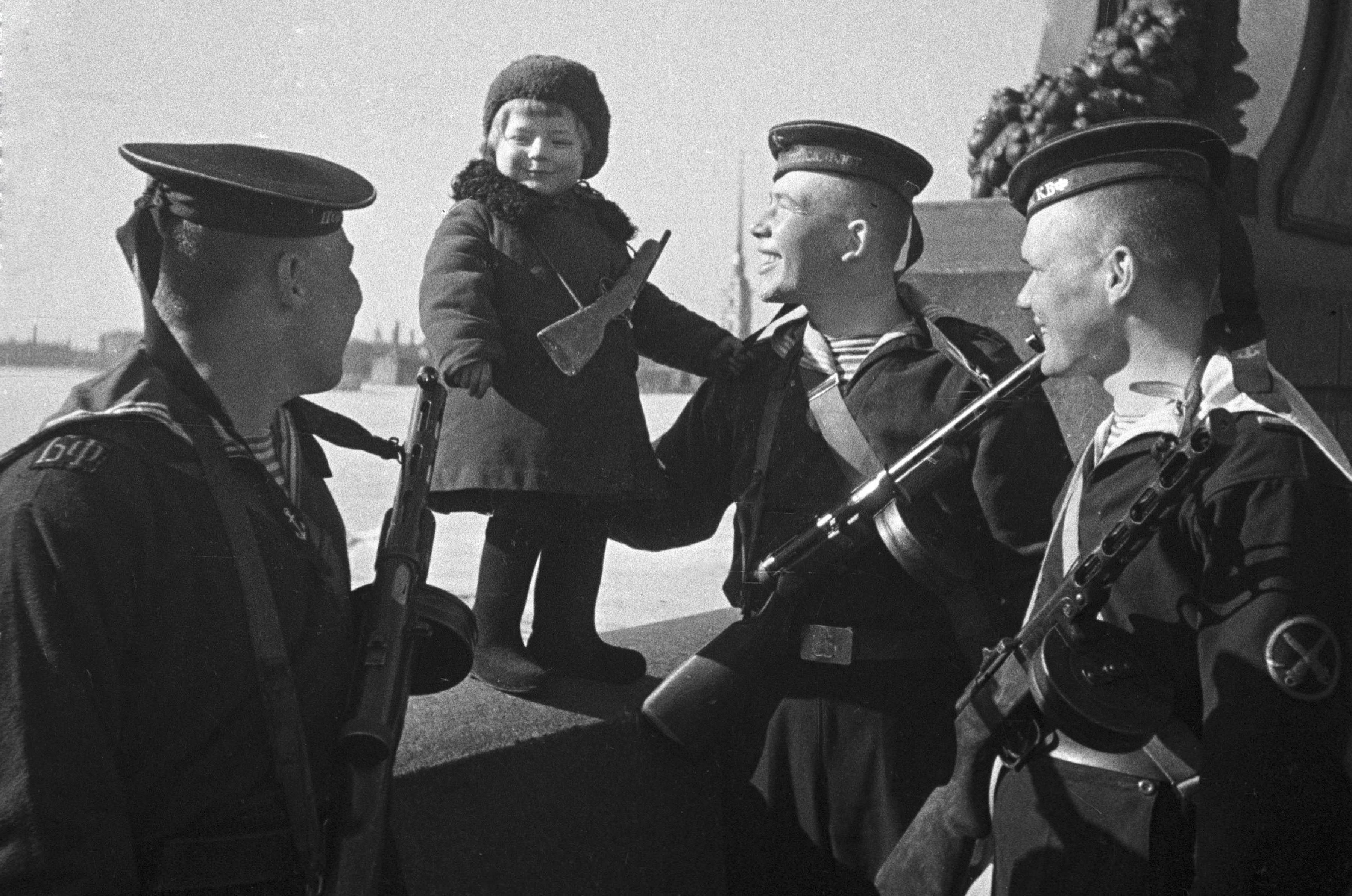
Моряки Балтийского флота с маленькой девочкой Люсей, родители которой умерли в блокаду. Ленинград, 1 мая 1943 года

12 января, после артиллерийской подготовки, начавшейся в 9:30, одновременно артиллерия Волховского и Ленинградского фронтов начала обстрел позиций противника, длившийся 2 часа 15 минут со стороны Ленинградского фронта и 2 часа 45 минут со стороны Волховского. В 11 часов 67-я армия Ленинградского фронта и 2-я ударная армия Волховского фронта перешли в наступление и к исходу дня продвинулись на три километра навстречу друг другу с востока и запада. Несмотря на упорное сопротивление противника, к исходу 13 января расстояние между армиями сократилось до 5—6 километров, а 14 января — до двух километров. Командование противника, стремясь любой ценой удержать Рабочие посёлки № 1 и 5 и опорные пункты на флангах прорыва, поспешно перебрасывало свои резервы, части и подразделения с других участков фронта. Группировка противника, находящаяся к северу от посёлков, несколько раз безуспешно пыталась прорваться через узкую горловину на юг к своим главным силам.
18 января войска Ленинградского и Волховского фронтов соединились в районе Рабочих посёлков № 1 и 5. В этот же день был освобождён Шлиссельбург и очищено от противника всё южное побережье Ладожского озера. Пробитый вдоль берега коридор шириной 8—11 километров восстановил сухопутную связь Ленинграда со страной. За семнадцать суток по берегу были проложены автомобильная и железная (так называемая «Дорога победы») дороги. В последующем войска 67-й и 2-й Ударной армий пытались продолжить наступление в южном направлении, но безуспешно. Противник непрерывно перебрасывал в район Синявина свежие силы: с 19 по 30 января было подтянуто пять дивизий и большое количество артиллерии. Чтобы исключить возможность повторного выхода противника к Ладожскому озеру, войска 67-й и 2-й ударной армий перешли к обороне. К моменту прорыва блокады в городе оставалось около 800 тысяч человек гражданского населения. Многие из этих людей в течение 1943 года были эвакуированы в тыл.
Пищевые комбинаты стали постепенно переходить на продукцию мирного времени. Известно, например, что уже в 1943 году на Кондитерской фабрике имени Н. К. Крупской было произведено три тонны конфет хорошо известной ленинградской марки «Мишка на Севере».
После прорыва кольца блокады в районе Шлиссельбурга противник, тем не менее, серьёзно укреплял рубежи на южных подступах к городу. Глубина немецких линий обороны в районе Ораниенбаумского плацдарма достигала 20 км.

## 1944 год. Полное освобождение Ленинграда от вражеской блокады
14 января 1944 года войска Ленинградского, Волховского и 2-го Прибалтийского фронтов начали Ленинградско-Новгородскую стратегическую наступательную операцию. Уже к 20 января советские войска добились значительных успехов: соединения Ленинградского фронта разгромили красносельско-ропшинскую группировку противника, а части Волховского фронта освободили Новгород. Это позволило 21 января Л. А. Говорову и А. А. Жданову обратиться к И. В. Сталину:

В связи с полным освобождением г. Ленинграда от вражеской блокады и от артиллерийских обстрелов противника просим разрешить:
1. Издать и опубликовать по этому поводу приказ войскам фронта.
2. В честь одержанной победы произвести в Ленинграде 27 января с/г в 20.00 часов салют двадцатью четырьмя артиллерийскими залпами из трёхсот двадцати четырёх орудий.

И. В. Сталин удовлетворил просьбу командования Ленинградского фронта и 27 января в Ленинграде был произведён салют в ознаменование окончательного освобождения города от блокады, которая продолжалась 872 дня. Приказ победоносным войскам Ленинградского фронта, вопреки установившемуся порядку, был подписан Л. А. Говоровым, а не Сталиным. Такой привилегии не удостаивался ни один из командующих фронтами во время Великой Отечественной войны.
В ознаменование героической обороны города президент США передал специальную грамоту городу Ленинграду.

 От имени народа Соединённых Штатов Америки я вручаю эту грамоту городу Ленинграду в память о его доблестных воинах и его верных мужчинах, женщинах и детях, которые, будучи изолированными захватчиком от остальной части своего народа и несмотря на постоянные бомбардировки и несказанные страдания от холода, голода и болезней, успешно защищали свой любимый город в течение критического периода от 8 сентября 1941 года по 18 января 1943 года и символизировали этим неустрашимый дух народов Союза Советских Социалистических Республик и всех народов мира, сопротивляющихся силам агрессии.
— Франклин Д. Рузвельт, 17 мая 1944 года, Вашингтон

## Эвакуация

### Ситуация на начало блокады
Мероприятия по эвакуации населения и предприятий начались уже в июне 1941 года. Предвоенный план эвакуации Ленинграда предусматривал вывоз стратегических грузов, музейных ценностей и предприятий, связанных с оборонной промышленностью, включая их трудовые коллективы, но не большинства городского населения. С 29 июня Ленгорисполком принял решение о вывозе детей из Ленинграда в Ленинградскую и Ярославскую области. Предполагалось эвакуировать 390 тыс. детей. В конце июня была создана Городская комиссия по эвакуации. Началась разъяснительная работа среди населения о необходимости выезда из Ленинграда, так как многие жители не хотели покидать свои дома. 11 июля 1941 года вышло постановление ГКО-99сс «об эвакуации промышленных предприятий», предписывающее вывезти из Ленинграда многие производства. 10 августа совет по эвакуации принял распоряжение о вывозе из города дополнительно, помимо эвакуировавшихся вместе с предприятиями сотрудников и членов их семей, ещё 400 тыс. женщин и детей до 14 лет. 14 августа было решено эвакуировать дополнительно ещё 700 тыс. человек. По плану, ежедневно должно было вывозиться из города 30 тыс. человек. 4 сентября Военный совет Ленинградского фронта дал указание эвакуировать из Ленинграда не менее 1,2 млн человек. Эвакуацию предполагалась осуществлять по железной дороге до станции Шлиссельбург на противоположном от одноимённого города берегу Невы, а дальше — через Ладожское озеро. Однако, 8 сентября город Шлиссельбург был захвачен. Эвакуация населения и транспортировка грузов с причалов, находившихся всего в километре от германских позиций, стала невозможна.

### Первая волна эвакуации
Самый первый этап эвакуации продолжался с 29 июня по начало блокады, когда части Вермахта отрезали пути, связывающие Ленинград с лежащими к востоку от него областями. Этот период характеризовался нежеланием жителей уезжать из города. Много детей из Ленинграда было эвакуировано в районы Ленинградской области, что впоследствии привело к тому, что 175 тыс. детей было возвращено обратно в Ленинград.

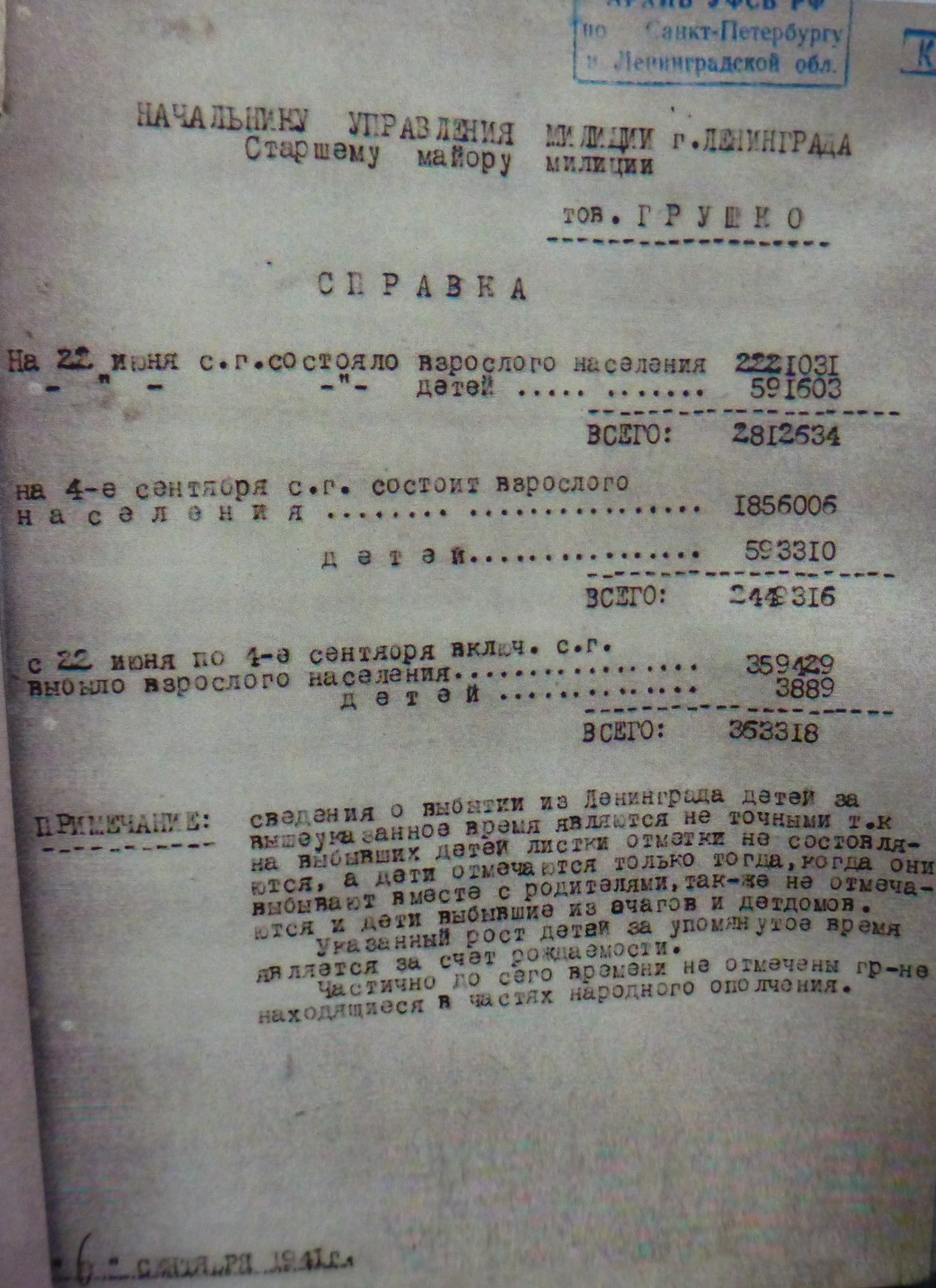
Справка о численности населения Ленинграда и эвакуированных по состоянию на 4 сентября 1941 года

За период с 29 июня по 27 августа 1941 года из города было вывезено 488 703 человека ленинградцев, из них 219 691 детей (вывезено 395 091, но впоследствии 175 000 возвращено обратно) и 164 320 рабочих и служащих, эвакуировавшихся вместе с предприятиями. Также было вывезено 147 500 человек, ранее эвакуировавшихся в Ленинград из Прибалтийских республик и Карело-Финской ССР. 27 августа 1941 года эвакуация по железной дороге стала невозможной. К началу блокады было вывезено 88700 финнов и 6700 немцев.

### Вторая волна эвакуации
Во второй период эвакуация проводилась тремя способами: эвакуация через Ладожское озеро водным транспортом до Новой Ладоги, а затем до станции Волховстрой автотранспортом; эвакуация авиацией; эвакуация по ледовой дороге через Ладожское озеро.
За этот период водным транспортом было вывезено 33 479 человек (из них 14 854 человека — не ленинградского населения), авиацией — 35 114 (из них 16 956 не ленинградского населения), походным порядком через Ладожское озеро и неорганизованным автотранспортом с конца декабря 1941 и до 22 января 1942 года — 36 118 человек (население не из Ленинграда), с 22 января по 15 апреля 1942 года по «Дороге жизни» — 554 186 человек.
В общей сложности за время второго периода эвакуации — с сентября 1941 по апрель 1942 года — из города, в основном по «Дороге жизни» через Ладожское озеро, были вывезены около 659 тысяч человек.

### Третья волна эвакуации
В навигацию с мая по август 1942 года вывезли 448 тысяч человек. Всего с июня 1941 по 15 августа 1942 года из города были эвакуированы 1,5 млн человек; из 333 предприятий союзного и республиканского подчинения из города было полностью эвакуировано 133. В августе 1942 года массовый вывоз населения завершился. При этом в 1943 году продолжалась эвакуация отдельных категорий — многодетных семей, инвалидов и больных. С 16 января по 17 декабря 1943 года было эвакуировано 14 362 человека. С 10 ноября 1943 года эвакуация населения через Ладожское озеро была прекращена и осуществлялась по железной дороге через освобождённое во время прорыва блокады побережье Ладоги. На 1 мая 1943 года население города составляло 640 тысяч человек. Всего за время войны из Ленинграда эвакуировали 1,738 млн человек, из них 1,360 млн ленинградцев. С июля 1941 по октябрь 1943 года из Ленинграда было вывезено 70 319 станков и другого технологического оборудования, 58 тыс. электромоторов, 22 комплекта котельных агрегатов, 23 комплекта гидро- и турбогенераторов, 93 паровоза, 6 тыс. железнодорожных вагонов, 125 тыс. т чёрных металлов, 31 тыс. т цветных металлов.

### Последствия
Часть истощённых людей, вывезенных из города, так и не удалось спасти. Несколько тысяч человек умерли от последствий голода уже после того, как их переправили на «Большую землю». Врачи далеко не сразу научились ухаживать за голодавшими людьми. Были случаи, когда они умирали, получив большое количество качественной пищи, которая для истощённого организма оказывалась по существу ядом. Вместе с тем, жертв могло бы быть гораздо больше, если бы местные власти областей, где размещали эвакуируемых, не предприняли чрезвычайных усилий по обеспечению ленинградцев продовольствием и квалифицированной медицинской помощью.
Многие эвакуированные не смогли после войны вернуться домой в Ленинград. Обосновывались навсегда на «Большой земле». Долгое время город был закрыт. Для возвращения необходим был вызов от родственников. Однако у большинства выживших родственников не было.

## Топливно-энергетический комплекс
До войны электричество в Ленинграде вырабатывалось как внутри города, так и поступало из области. В сентябре 1941 года часть электростанций, обеспечивавших Ленинград электричеством, оказалась на захваченной германскими и финскими войсками территории. Также были перерезаны все линии электропередач, связывающие город со станциями на большой земле. 22 августа 1941 года Роухиальская ГЭС была захвачена финнами, 30 августа в Ленинград прекратило подаваться электричество с Волховской и Нижне-Свирской ГЭС, 6 сентября германцы захватили Дубровскую ГРЭС. В результате ленинградская энергосистема к началу блокады лишилась 2/3 своей мощности. Для работы оставшихся в городе электростанций нужно было доставлять топливо на осаждённую территорию. В городе возник недостаток электроэнергии. Так, во втором полугодии 1941 года вся энергосистема Ленинграда выработала 830 млн кВт⋅ч, что составило 30 % от довоенного уровня. В декабре 1941 года в Ленинграде было выработано 50 млн кВт⋅ч электроэнергии (в семь раз меньше, чем в декабре 1940 года), в январе 1942 года — 13 млн кВт⋅ч, в феврале — 7,5 млн кВт⋅ч, в апреле — 13 млн кВт⋅ч, в мае — 17 млн кВт⋅ч электроэнергии. 25 января был минимум выработки электроэнергии: в городской энергосистеме работала лишь одна турбина с нагрузкой 3 МВт.
17 марта 1942 года, после переделки для работы на местном топливе — торфе, был запущен котёл ЛГЭС-5, а летом для работы на торфе были реконструированы ещё несколько котлов городских электростанций. Запуск этого котла позволил запустить в городе с конца марта движение трамвая. Весной 1942 года на Волховскую ГЭС было частично возвращено и установлено ранее эвакуированное оборудование, и станция стала вырабатывать электричество. Для поставки электроэнергии с Волховской ГЭС в Ленинград, в период с августа по ноябрь 1942 года, была построена ЛЭП через Ладогу. Наземный участок линии электропередачи имел напряжение 60 кВ и состоял из 140 км восстановленных линий и 80 км вновь построенных. Через Ладогу проходил подводный участок ЛЭП длиной 20 км, состоявший из пяти параллельных кабелей напряжением по 10 кВ на каждом. 23 сентября 1942 года электроэнергия начала поступать с Волховской ГЭС в Ленинград. 7 ноября 1942 года электричество было подано в 3 тыс. жилых домов ленинградцев с ограничением потребления в 0,2 кВт⋅ч за сутки на семью в период с 19 до 24 часов. В зиму с 1942 на 1943 год вместо подводного кабеля строилась и использовалась ЛЭП через Ладогу напряжением 60 кВ на вмороженных в лёд столбах. 8 апреля 1943 года, через отвоёванный при прорыве блокады южный берег Шлиссельбургской была проложена ЛЭП от Волховской ГЭС на 60 кВ, в июне её перевели на напряжение 110 кВ, подводные кабели были отключены и выведены в резерв. В 1942 году энергосистема Ленинграда (включая Волховскую ГЭС, расположенную вне блокадного кольца и снабжавшую электричеством не только Ленинград) выработала 225 млн кВт⋅ч; в 1943: 406 млн кВт⋅ч электричества и 131 тыс. Гкал тепла, израсходовав 32 тыс. т угля, 29 тыс. т мазута, 510 тыс. т торфа и 32 тыс. м³ дров; в 1944 году: 699 млн кВт⋅ч и 498 тыс. Гкал, израсходовав 120 тыс. т угля, 770 тыс. т торфа, 1,8 тыс. т мазута и 0,5 тыс. м³ дров; в 1945 году было выработано 1184 млн кВт⋅ч и 480 Гкал, что составило 38 % и 52 % от довоенного уровня.
В осаждённом городе была тяжёлая ситуация с топливом для обеспечения работы как предприятий и электростанций, так и для отопления жилых и общественных зданий. В довоенное время зимой Ленинград потреблял за месяц для отопления и выработки электроэнергии 300 тыс. т каменного угля, 60 тыс. т мазута, 13 тыс. т керосина и 600 тыс. м³ дров. За весь 1941 год предполагалось поставить 4,6 млн кубометров дров; а по системе исполкома Ленгорсовета — 27 тыс. т бензина для автотранспорта. На начало сентября 1941 года город был обеспечен запасами нефтепродуктов на 20 суток, угля — на 80 суток, дров — на 18 суток; имелось 642 тыс. т угля и 370 тыс. м³ дров. На 1 октября имелось 120 тыс. м³ дров. 8 октября было принято решение о начале заготовке дров в пригородах Ленинграда. Предполагалось заготовить 300 тыс. м³. Работы эти были плохо организованы и не дали ожидаемого результата. 10 декабря на лесозаготовки было решено направить 2850 рабочих с предприятий города, 14 декабря — 1400 комсомольцев. 24 декабря Ленисполком разрешил разбирать на дрова некоторые деревянные строения в городе; за январь 1942 года было, в том числе, разобрано на дрова 279 жилых дома, что дало 18 тыс. м³ дров. За два месяца — январь и февраль 1942 года разборка деревянных строений дала 38 тыс. м³ дров, а добыча дров в пригородах Ленинграда — 54 тыс. м³. На торфоразработки в пригороды зимой было направлено 2500 комсомольцев. В апреле 1942 года на добычу торфа направили 900 человек; в мае на заготовку дров отправили 3 тыс. рабочих и служащих; в июне ещё 2 тысячи направили на заготовку дров и 2 тыс. на добычу торфа. В январе 1942 года в Ленинград из пригородов доставляли ежедневно по 67 вагонов с торфом, в феврале по 92 вагона, в марте по 75 вагонов, 99 вагонов в сутки в апреле, 145 в мае, 176 в июле, 224 в сентябре. Тем не менее объёмы выполненных работ по заготовке местного топлива оказались недостаточными, поэтому с 1 сентября по 1 октября 1942 года на заготовку дров были мобилизовано большинство горожан — мужчины в возрасте от 16 до 55 и женщины в возрасте от 16 до 45 лет. Заготовка производилась как в лесу, так и путём разборки на дрова деревянных строений в городе. Было разобрано 7 тыс. домов в которых проживало 90 тыс. человек, что дало 1,38 млн м³ дров. Жильцы переселялись в другие здания. В первой половине 1943 года была окончена разборка деревянных зданий; это дало 331 тыс. м³ дров. Из пригородных лесов за весь 1942 год в Ленинград было поставлено 668 тыс. м³ дров. Весной 1943 года на заготовку дров отправили 6600 рабочих и 7565 на торфоразработки. В мае на добычу торфа мобилизовали 2145 студентов.
Во время блокады автопарк грузовиков работавших в городе, для экономии привозного топлива, переводился с работы на бензине на работу на местном топливе. Автомобили переоборудовались для работы на газе, вырабатываемом газогенератором из древесных чурок. В 1943 году работало 700 таких газогенераторных грузовиков. Всего для работы на твёрдом топливе было переоборудовано 1776 машин, использовавшихся в Ленинграде и на Ленинградском фронте .
Топливо для Ленинграда также завозилось и по Дороге жизни. За время действия ледовой дороги с ноября 1941 года по апрель 1942 года было доставлено 23 тыс. т угля, 5 тыс. т мазута, 5,2 тыс. т керосина и 10,7 тыс. т автобензина. В навигацию 1942 года доставили 100 тыс. т угля, 63 тыс. т мазута, 13 тыс. т керосина и 28 тыс. т автобензина. Осенью 1942 года начались перевозки через Ладогу леса в плотах; за данную навигацию на западный берег Ладоги было доставлено 42 тыс. т леса. За 1943 год в Ленинград было доставлено 426 тыс. т угля, 1381 тыс. т дров и 726 тыс. т торфа.

## Снабжение города
Из членов правительства снабжением Ленинграда занимались Косыгин и Микоян. А уполномоченным ГКО по снабжению Ленинграда назначили Павлова. А мне ЦК поручил заниматься этим делом вместе с ним. Мы оба каждый час знали точно, сколько вагонов подошло к фронту, сколько сумели переправить. Когда самолёты прилетали, сколько привезли молока для детей, шоколада. Сталин каждый день спрашивал об этом. Пока была возможность, до последнего дня мы туда подвозили продовольствие, на маленьких военных корабликах, обстреливаемых со всех сторон. Потом на самолётах везли лёгкие, но калорийные продукты. Тот же шоколад, яичный порошок. Делали всё, что могли. Нам, например, здорово помог бывший начальник Ленинградского статистического управления Володарский. Он хорошо знал, где какие запасы. С его помощью нашли трубы, рельсы. Это очень помогло нам построить трубопровод в Ленинград. Там появился бензин.— из воспоминаний Михаила Смиртюкова, помощника заместителя председателя Совнаркома СССР
После того как Ленинград был отрезан от всех сухопутных линий снабжения с остальной страной, доставка грузов и боеприпасов в город была организована по Ладожскому озеру — до его западного побережья, контролируемого осаждёнными войсками Ленинградского фронта. Оттуда по Ириновской железной дороге грузы доставлялись непосредственно в Ленинград. В период чистой воды снабжение происходило водным транспортом, в период ледостава через озеро работала автогужевая дорога. С февраля 1943 года для снабжения Ленинграда стала использоваться Дорога победы — железная дорога, построенная через освобождённое во время прорыва блокады побережье Ладоги. Также в марте 1943 года через освобождённое побережье началось сооружение шоссейной дороги Лаврово — Нижняя Шальдиха — Липки — Шлиссельбург, проходящей вдоль Староладожского канала. Дорога была полностью построена в сентябре 1943 года, хотя использовалась по назначению и до окончания строительства — ещё с весны. Шоссе имело ширину 6 м и гравийное, булыжное и шлаковое покрытие в разных местах. Для пересечения Невы первое время использовались понтонные мосты, а в июне 1943 года в 700 метрах вниз по течению от крепости Орешек был построен деревянный мост длиной 574 м. Мост имел пролёты по 12-18 м в центральной части и по 3 м на эстакадах. Два пролёта были разводными: один — через Ладожский канал был размером 11,2 м, другой — через Неву — 16,9 м. Ширина проезжей части составляла 6 м.
Доставка грузов также производилась авиатранспортом. С момента появления первого льда на Ладоге и до начала полноценной работы ледовой трассы, авиаснабжение города составляло значительную часть от всего грузопотока. Меры организационного характера для установления массовых воздушных перевозок в осаждённый город руководство Ленинградского фронта и руководство города предпринимало с начала сентября 1941 года. Для налаживания воздушной связи города со страной 13 сентября 1941 года Военный совет Ленинградского фронта принял постановление «Об организации транспортной воздушной связи между Москвой и Ленинградом». С сентября по декабрь 1941 года в Ленинград авиатранспортом было доставлено более 5 тыс. т продовольствия и вывезено 50 тыс. человек, из них более 13 тыс. — военнослужащие подразделений, перебрасывавшихся под Тихвин.
Помимо этого, для доставки топлива летом 1942 года был открыт подводный Ладожский трубопровод по дну озера. А для подачи электричества с Волховской ГЭС в Ленинград была сооружена линяя электропередачи, в том числе с участком, проходившим под водой Ладоги — «кабель жизни». ЛЭП начала работу в сентябре 1942 года. В зиму с 1942 на 1943 год для уменьшения потерь при передаче электричества через Ладогу строилась воздушная ЛЭП на опорах, вмороженных в лёд. Данная линия электропередачи использовалась вместо подводного кабеля, который на зиму отключался. Более того, тогда рассматривался проект троллейбусной линии по льду Ладоги, но от него отказались ввиду необходимости большого объёма подготовительных работ и краткого периода эксплуатации линии.

## Промышленность

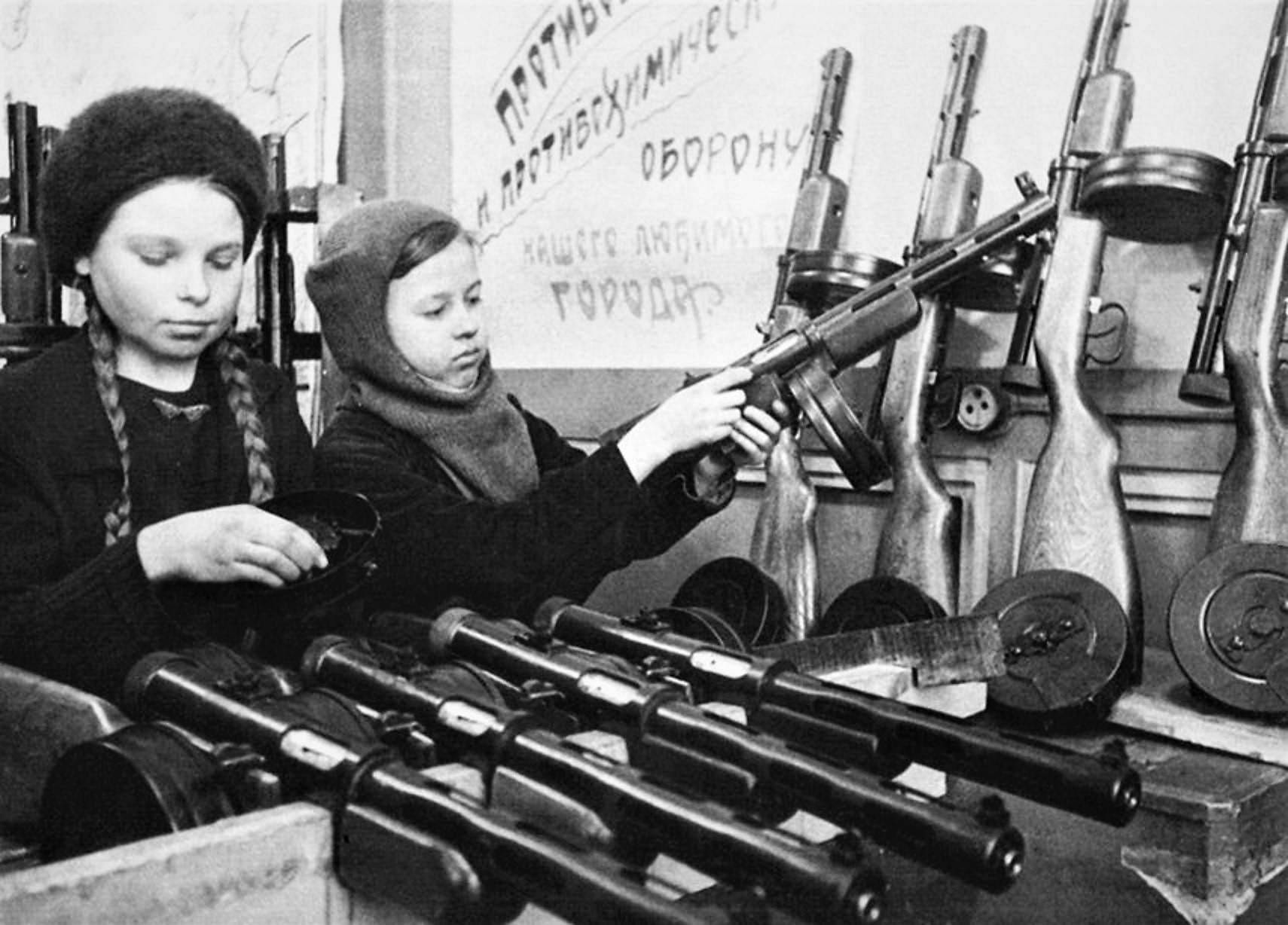
Пятнадцатилетние девушки Нина Николаева и Валя Волкова собирают пистолеты-пулемёты ППД. Ленинград, декабрь 1942 года

До войны Ленинград являлся одним из крупнейших промышленных центров Советского Союза. Несмотря на блокаду Ленинграда и эвакуацию многих заводов, в том числе 92 крупнейших предприятий, оставшиеся производства города продолжали выпускать продукцию, хотя и, зачастую, в значительно меньших, чем до войны, объёмах. Так, за июль—декабрь 1941 года в Ленинграде было выпущено 318 самолётов, 713 танков (из них 526 КВ), 12 САУ, 2406 полковых пушек, 97 морских артиллерийских орудий, 643 пушки калибра 45 мм, 72 установки для запуска реактивных снарядов, более 10 тыс. миномётов, 480 бронемашин, 6 бронепоездов и 52 бронеплощадки, 2585 огнемётов, 10 600 пистолетов-пулемётов Дегтярёва, 1375 тыс. миномётных мин и 1685 тыс. артиллерийских снарядов, 40 тыс. реактивных снарядов, 3 млн ручных гранат, 125 аэростатов воздушного заграждения. От общего производства второго полугодия всего СССР это составило: 10,1 % всех артиллерийских орудий, 23,5 % миномётов и 14,8 % танков. К концу 1941 года прекратило работать 270 крупных предприятий города. В январе 1942 года из 68 основных заводов оборонной, судостроительной и машиностроительной промышленности частично работали 18; из 70 предприятий лёгкой промышленности относительно регулярно работало лишь одно. В апреле 1942 года в Ленинграде работало 50 заводов и фабрик, в июне — 75 . С 15 декабря 1941 по 14 марта 1942 года, то есть в самую тяжёлую блокадную зиму, в городе изготовили 1 танк КВ, 88 полковых пушек, 2657 пистолетов-пулемётов, 481 миномёт. За первое полугодие 1942 года было изготовлено 46 артиллерийских орудий, 280 миномётов, 14 танков, 275 станковых пулемётов и 5314 пистолетов-пулемётов. За весь 1942 год в Ленинграде было выпущено 60 танков, 692 полковые пушки, 1558 миномётов, 2831 пулемёт, 35,5 тыс. пистолетов-пулемётов, 4700 миноискателей, 10,2 тыс. траншейных перископов, 827 тыс. артиллерийских снарядов, 861 тыс. миномётных мин, 5,8 тыс. реактивных снарядов, около миллиона противотанковых и противопехотных мин. За 1943 год было изготовлено 440 артиллерийских орудий, 318 миномётов, 166 тыс. пистолетов-пулемётов и пулемётов, 2,5 млн снарядов и мин. Валовой выпуск промышленной продукции Ленинграда в 1942 году составлял около 1,4 млрд рублей, в 1943 году — 2,5 млрд, рублей, в 1944 году — 3,6 млрд руб.
Недостаток сырья сказывался на продукции. Например, взрывчатку делали из аммиачной селитры, смешанной с опилками. А из имевшегося на складах хлопка извлекали целлюлозу для использования в пищу.

## Итоги блокады

### Потери населения
Как утверждал в 1977 году в своей книге Just and Unjust Wars американский политический философ Майкл Уолцер, «в осаде Ленинграда погибло больше мирных жителей, чем в аду Гамбурга, Дрездена, Токио, Хиросимы и Нагасаки, вместе взятых».
Смертность населения:
|                                                          | 1941 июль | авг   | сент  | окт   | нояб  | дек   | 1942 янв | фев   | март  | апр   | май   | июнь  | июль  | авг   | сент  | окт   | нояб  | дек   |
| -------------------------------------------------------- | --------- | ----- | ----- | ----- | ----- | ----- | -------- | ----- | ----- | ----- | ----- | ----- | ----- | ----- | ----- | ----- | ----- | ----- |
| Умерло в Ленинграде (тыс. человек)                       | 4,162     | 5,357 | 6,808 | 7,353 | 11,08 | 52,88 | 101,6    | 107,5 | 98,97 | 79,77 | 53,18 | 33,77 | 17,72 | 8,965 | 4,669 | 3,691 | 3,213 | 3,496 |
| из них детей в возрасте до 1 года (тыс. человек)         | 1,211     | 1,792 | 1,239 | 1,471 | 2,012 | 5,959 | 7,199    | 5,636 | 3,988 | 2,639 | 1,810 | 1,079 | 0,722 | 0,342 | 0,178 | 0,121 | 0,089 | 0,079 |
| Умерло в Ленинграде, Колпино и Кронштадте (тыс. человек) |           |       |       |       |       |       | 127,0    | 122,7 | 98,48 | 66,36 | 43,13 | 24,67 | 15,18 | 7,612 | 4,514 | 3,518 | 3,381 | 4,035 |

За годы блокады погибло, по разным данным, от 600 тысяч до 1,5 миллиона человек. Так, на Нюрнбергском процессе было обнародовано число жертв блокады в 632 253 человека (только 3 % из них погибли от бомбёжек и артобстрелов; остальные 97 % умерли от голода, холода и болезней), установленное Чрезвычайной комиссией по расследованию злодеяний немецко-фашистских захватчиков на оккупированных территориях. Долгое время это число считалось официальным числом жертв блокады в СССР, и попытки уточнить число жертв жёстко пресекались, особенно в связи с истреблением элиты Ленинграда и последовавшими чистками в ВУЗах и научных центрах города с санкции Сталина. Ленинградские исследователи Г. Л. Соболев и В. М. Ковальчук в 1965 году назвали число жертв только от голода не менее 800 тысяч человек, вскоре её повторили в труде «Очерки истории Ленинграда» и в первом (1969) и втором (1974) изданиях мемуаров Г. К. Жукова «Воспоминания и размышления». В ответ Д. В. Павлов обратился в ЦК КПСС с обвинением этих авторов в том, что увеличивая официально заявленные цифры жертв, они позволяют буржуазным фальсификаторам истории утверждать о лживости советских официальных данных и потребовал не допустить публикации никаких иных цифр жертв, кроме официально объявленных. Павлова поддержал первый секретарь Ленинградского обкома КПСС Г. В. Романов. Соответствующее решение вскоре было принято.

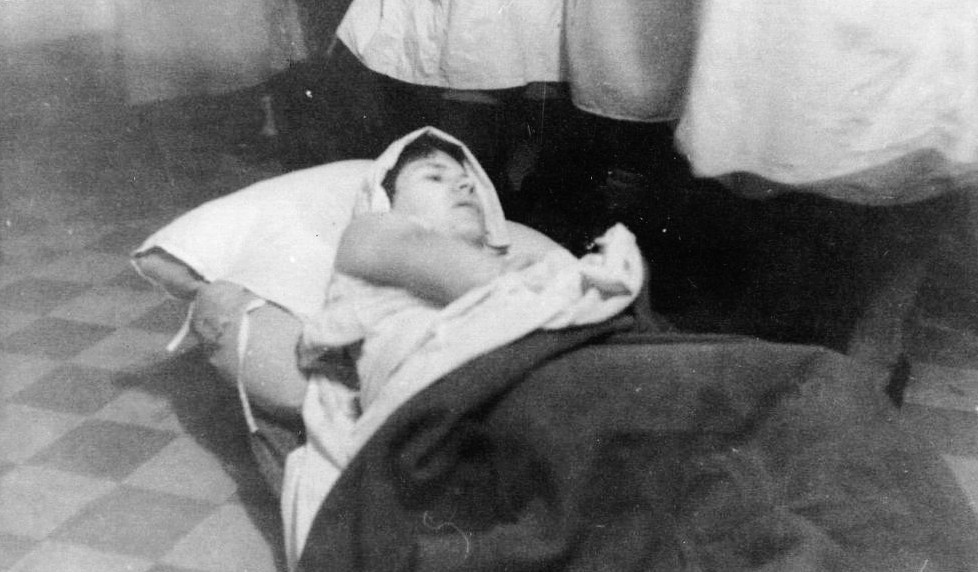
Жена фронтовика Анна Ивановна Гусарова, раненная во время артобстрела. Декабрь 1943 г.

Попытки исследования числа жертв блокады сопровождаются ожесточёнными спорами. В энциклопедии «Великая Отечественная война 1941—1945 годов» (М.: Воениздат, 2011—2015) официальные советские данные признаны существенно заниженными, поскольку были «не учтены неопознанные блокадники, погибшие в черте города, и ленинградцы, умершие от голода в процессе эвакуации». В первом томе российской Военной энциклопедии авторы статьи «Битва за Ленинград» дали уклончивый ответ: «за время блокады умерло от голода и обстрелов свыше 641 тыс. жителей (по другим данным, не менее 1 млн чел.), десятки тысяч умерли во время эвакуации». Однако данные о числе жертв, к которым приходят авторы научных исследований по этой проблеме, действительно находятся в этом диапазоне.
В ходе рассмотрения Санкт-Петербургским городским судом дела о признании геноцидом блокады Ленинграда войсками нацистской Германии и их пособниками в 1941—1944 годах стороной обвинения было названо уточнённое число жертв блокады Ленинграда — 1,09 млн человек, из них только 10 % от действий авиации и артиллерии, а остальные — от голода.
Потери гражданского населения Ленинграда от бомбардировок и артиллерийских обстрелов составили погибшими около 17 тысяч и ранеными около 34 тысяч человек. Позднее количество погибших от немецкой авиации и артиллерии было уточнено и несколько увеличено до 20 811 человек.

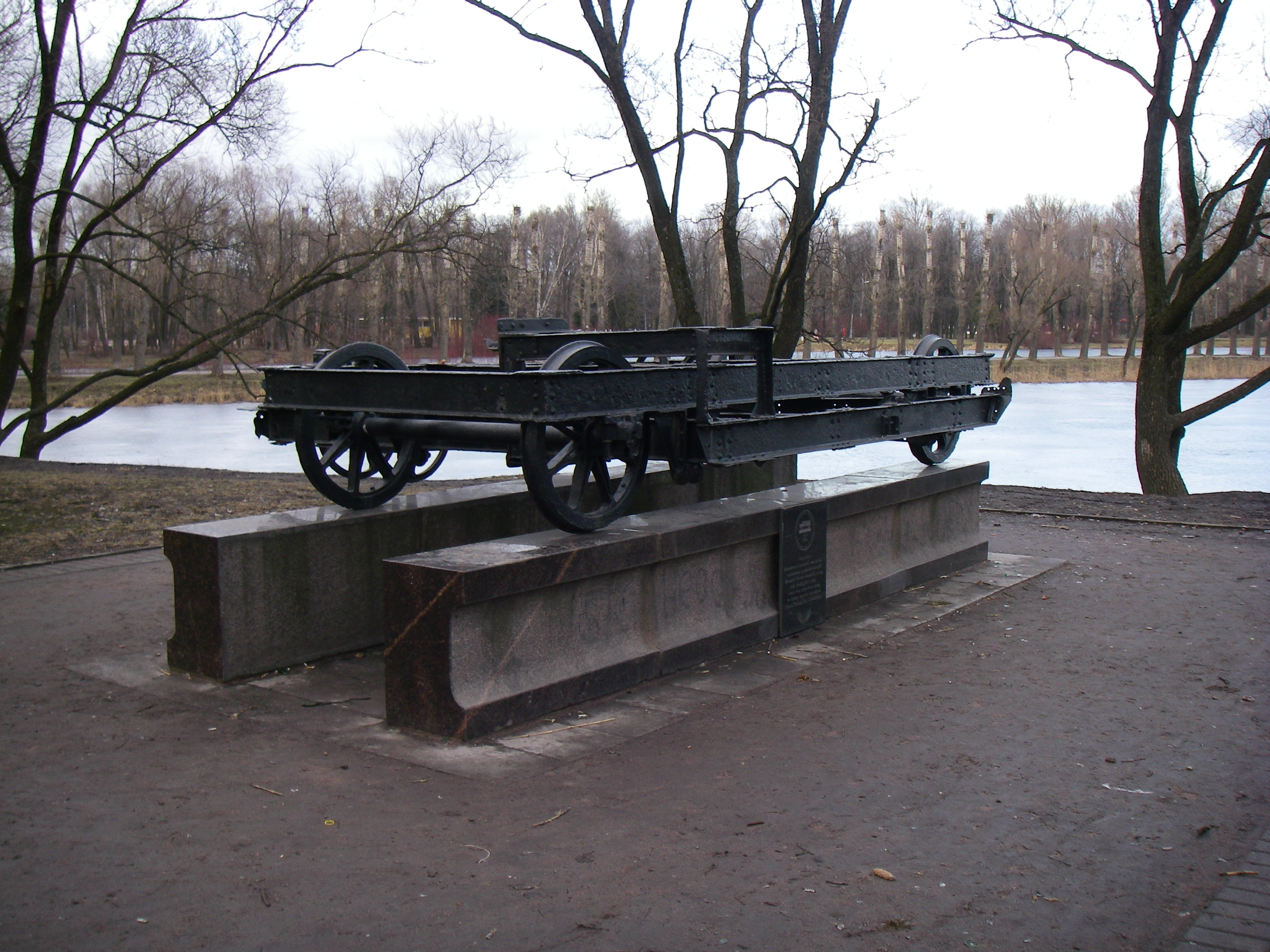
Памятный знак «Вагонетка» в Московском парке Победы

Людские потери происходили и на всех этапах эвакуации. Так, с января по апрель 1942 года на железнодорожных станциях на западном берегу Шлиссельбургской губы было захоронено 2863 умерших, на станции Жихарево (на восточном берегу губы) — 1536 умерших. В эшелонах, шедших с восточного берега Ладоги в Вологду, по 20 марта 1942 года погибло 2100 человек. В Бабаеве, Череповце и Вологде с февраля по апрель 1942 года умерло около 5 тысяч эвакуированных; в Ярославле и области за 1942 год умерло более 8 тысяч. В 1943 году в Ярославской области умер 831 эвакуированный ленинградец, в 1944 году — 327 эвакуированных.

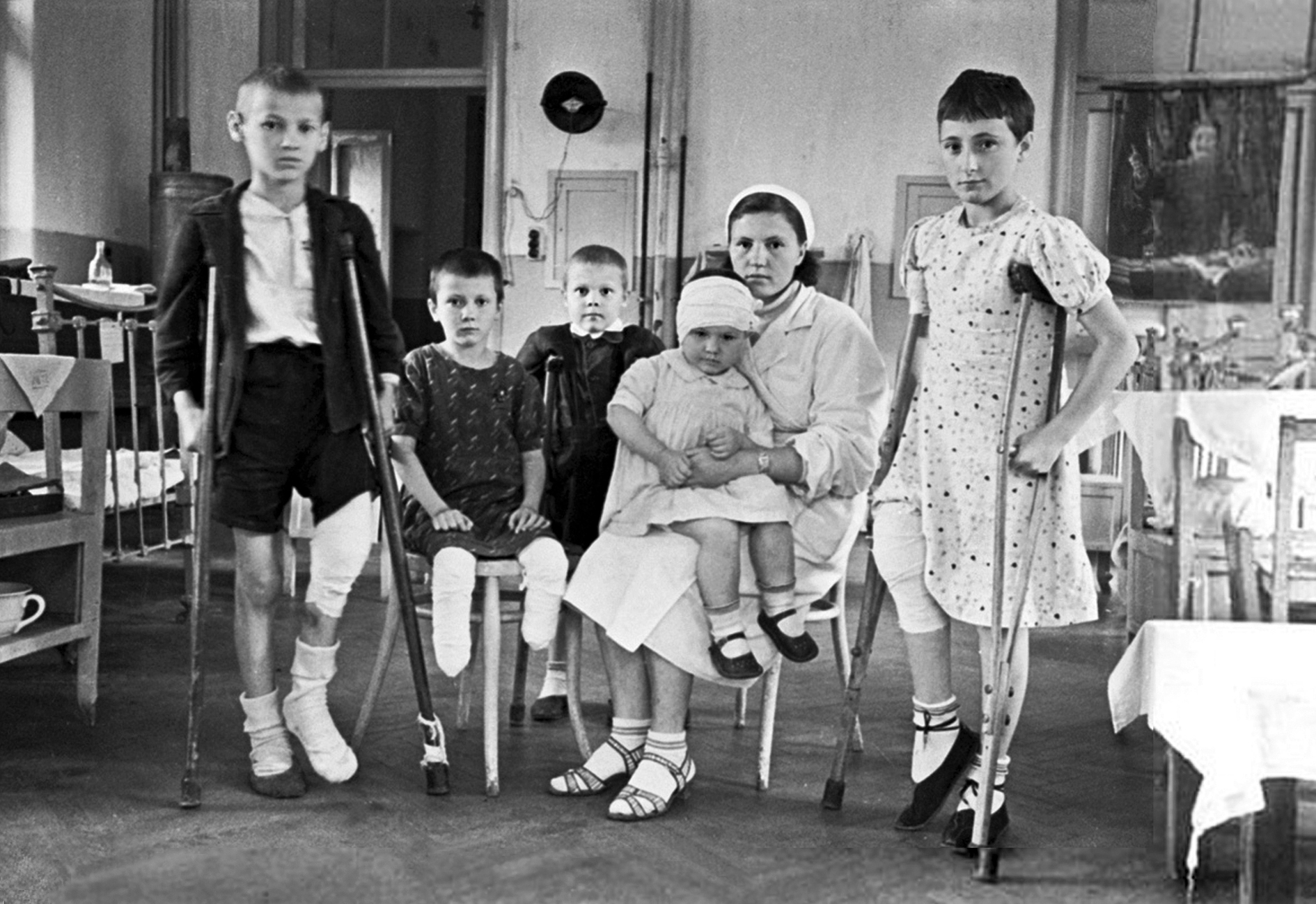
Искалеченные фашистскими снарядами дети лечатся в Ленинградском педиатрическом медицинском институте

Большинство умерших в блокаду жителей Ленинграда похоронено на Пискарёвском мемориальном кладбище, находящемся в Калининском районе. Площадь кладбища составляет 26 га, длина стен равна 150 м с высотой 4,5 м. На камнях высечены строки пережившей блокаду писательницы Ольги Берггольц. В 186 братских могилах покоятся 420 тысяч жителей города, погибших от голода, бомбёжек, обстрелов и 70 тысяч воинов — защитников Ленинграда. Местом массового захоронения ленинградцев, погибших и умерших во время блокады, было и Серафимовское кладбище. В 1941—1944 годы здесь было похоронено более 100 тысяч человек. Умерших также хоронили практически на всех кладбищах города (Большеохтинском, Волковском, Смоленском, Богословском, Лютеранском, Армянском, Еврейском, Красненьком и других).
Большое число погибших ленинградцев было кремировано. В феврале 1942 года трупы начали сжигать в термических печах Ижорского завода, а с марта 1942 года — на Кирпичном заводе № 1. С 7 марта по 1 декабря 1942 года на кирпичном заводе было кремировано 117 тысяч трупов. После войны на его месте был образован Московский парк Победы.

### Звание города-героя
Приказом Верховного Главнокомандующего И. В. Сталина от 1 мая 1945 года Ленинград вместе со Сталинградом, Севастополем и Одессой был назван городом-героем за героизм и мужество, проявленные жителями города во время блокады.
8 мая 1965 года Указом Президиума Верховного Совета СССР Город-герой Ленинград был награждён орденом Ленина и медалью «Золотая Звезда».

### Ущерб культурным памятникам

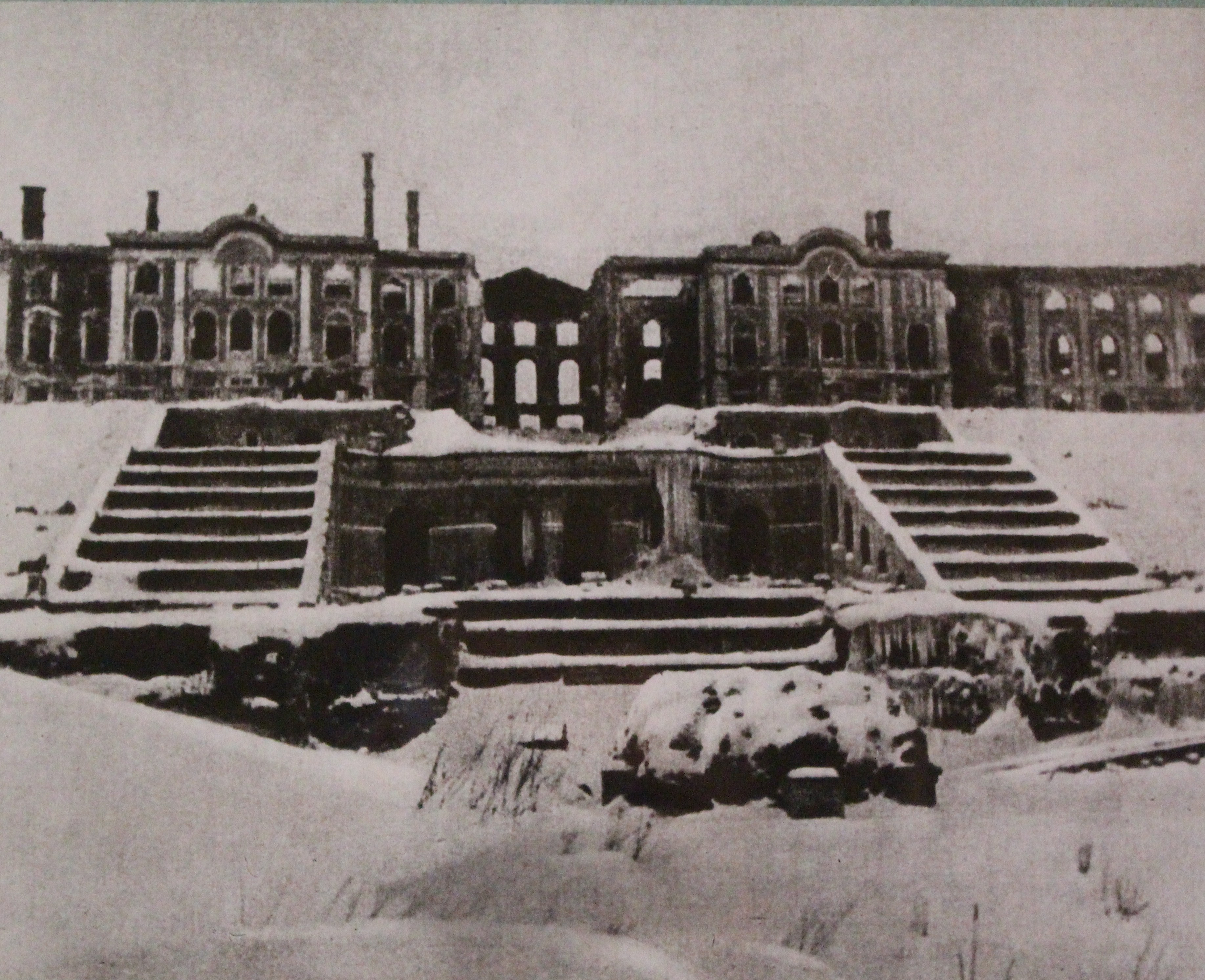
Развалины Петергофа

Огромный ущерб был нанесён историческим зданиям и памятникам Ленинграда. Он мог бы быть ещё бо́льшим, если бы не были предприняты весьма эффективные меры по их маскировке. План маскировки важнейших городских объектов был разработан ещё в довоенное время группой архитекторов под руководством главного архитектора Ленинграда Николая Баранова и его заместителя Александра Наумова. Масштабные маскировочные работы в Ленинграде стартовали уже 26 июня 1941 года, на пятый день войны. Тогда же из города начали срочно эвакуировать ценные музейные экспонаты. Этим занимались сотрудники Государственной инспекции по охране памятников во главе с Николаем Белеховым. Параллельно сотрудники его управления вели работы по укрытию монументов и памятников: их снимали с постаментов и закапывали в землю. Некоторые памятники, например, памятник Петру I, памятник Николаю I перед Исаакиевским собором и памятник Ленину у Финляндского вокзала, были спрятаны под мешками с песком и фанерными щитами.
Но самый большой, невосполнимый ущерб был причинён историческим зданиям и памятникам, находившимся как в занятых немцами пригородах Ленинграда, так и в непосредственной близости от фронта. Благодаря самоотверженной работе персонала удалось сберечь значительное количество предметов хранения. Однако не подлежащие эвакуации зелёные насаждения парков и постройки, где непосредственно велись боевые действия, чрезвычайно пострадали. Был разрушен и сгорел Павловский дворец, в парке которого было вырублено около 70 000 деревьев. Знаменитая Янтарная комната, подаренная Петру I королём Пруссии, была целиком вывезена немцами и судьба её до сих пор остаётся неизвестной.
В развалины превращён ныне восстановленный Феодоровский Государев собор. Также при отступлении немцев сгорел Большой Екатерининский дворец в Царском селе, в котором немцами был устроен лазарет.
Невосполнимым для исторической памяти народа оказалось практически полное уничтожение считавшегося одним из самых красивых в Европе кладбища Свято-Троицкой Приморской мужской пустыни, на котором были захоронены многие петербуржцы, чьи имена вошли в историю государства.

## Социальные аспекты жизни при блокаде

### Фонд Института растениеводства
В Ленинграде существовал Всесоюзный институт растениеводства, обладавший и обладающий гигантским семенным фондом. Из всего селекционного фонда ленинградского института, содержавшего несколько тонн уникальных зерновых культур, не было тронуто ни одного зерна. 28 сотрудников института умерли от голода, но сохранили материалы, способные помочь послевоенному восстановлению сельского хозяйства.

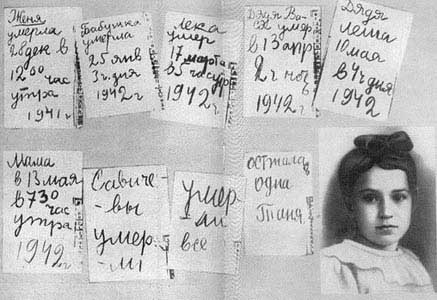
Страницы дневника Тани Савичевой

### Таня Савичева
Таня Савичева — одиннадцатилетняя ленинградка, получившая известность благодаря дневнику, который она вела, живя в блокадном городе. На глазах Тани погибли её бабушка, два дяди, мама, брат и сестра. Во время эвакуации девочку удалось вывезти по «Дороге жизни» на Большую землю в посёлок Шатки. Однако медицинская помощь пришла слишком поздно — Таня умерла от истощения и туберкулёза.

### Пасха и Рождество в осаждённом городе
В условиях блокады богослужения совершались в десяти храмах, крупнейшими из которых были Никольский кафедральный и Князь-Владимирский соборы, относившиеся к Патриаршей церкви, и обновленческий Спасо-Преображенский собор. В 1942 году Пасха была ранней — 5 апреля (23 марта по старому стилю). Накануне, весь день 4 апреля 1942 года, с перерывами, шёл обстрел города. В пасхальную ночь с 4 на 5 апреля город подвергся жестокой бомбардировке, в которой участвовали 132 самолёта.
Часов в семь вечера разразилась неистовая, сливавшаяся в один сплошной тарарам, зенитная пальба. Немцы летали низко-низко, окружённые густейшими грядами чёрных и белых разрывов.. Ночью, с двух до четырёх приблизительно, был опять налёт, много самолётов, неистовый огонь зениток. Фугасы, говорят, были сброшены и вечером и ночью, где именно — никто не знает точно (кажется, завод Марти). Многие сегодня в страшной панике от налётов, точно их не должно было быть вовсе.Александр Николаевич Болдырев, 4 апреля 1942 года
В храмах прошли пасхальные заутрени: под грохот разрывов снарядов и разбиваемых стёкол.
Священник «освящал куличи». Это было трогательно. Шли женщины с ломтиками чёрного хлеба и свечами, батюшка кропил их святой водой.Любовь Васильевна Шапорина, 5 апреля 1942 года
Митрополит Алексий (Симанский) подчеркнул в своём пасхальном послании, что 5 апреля 1942 года исполнялось 700 лет со дня Ледового побоища, в котором Александр Невский одержал победу над немецким войском.
Фотографы В. Г. Куликов и А. А. Шабанов, по поручению руководства города, на Пасху в 1942 году и Рождество в 1943 году снимали во время богослужения церкви и соборы Ленинграда.
11 октября 1943 года состоялось первое за все годы советской власти награждение священнослужителей государственными наградами. 12 ленинградских священников были удостоены медали «За оборону Ленинграда».

### «Опасная сторона улицы»

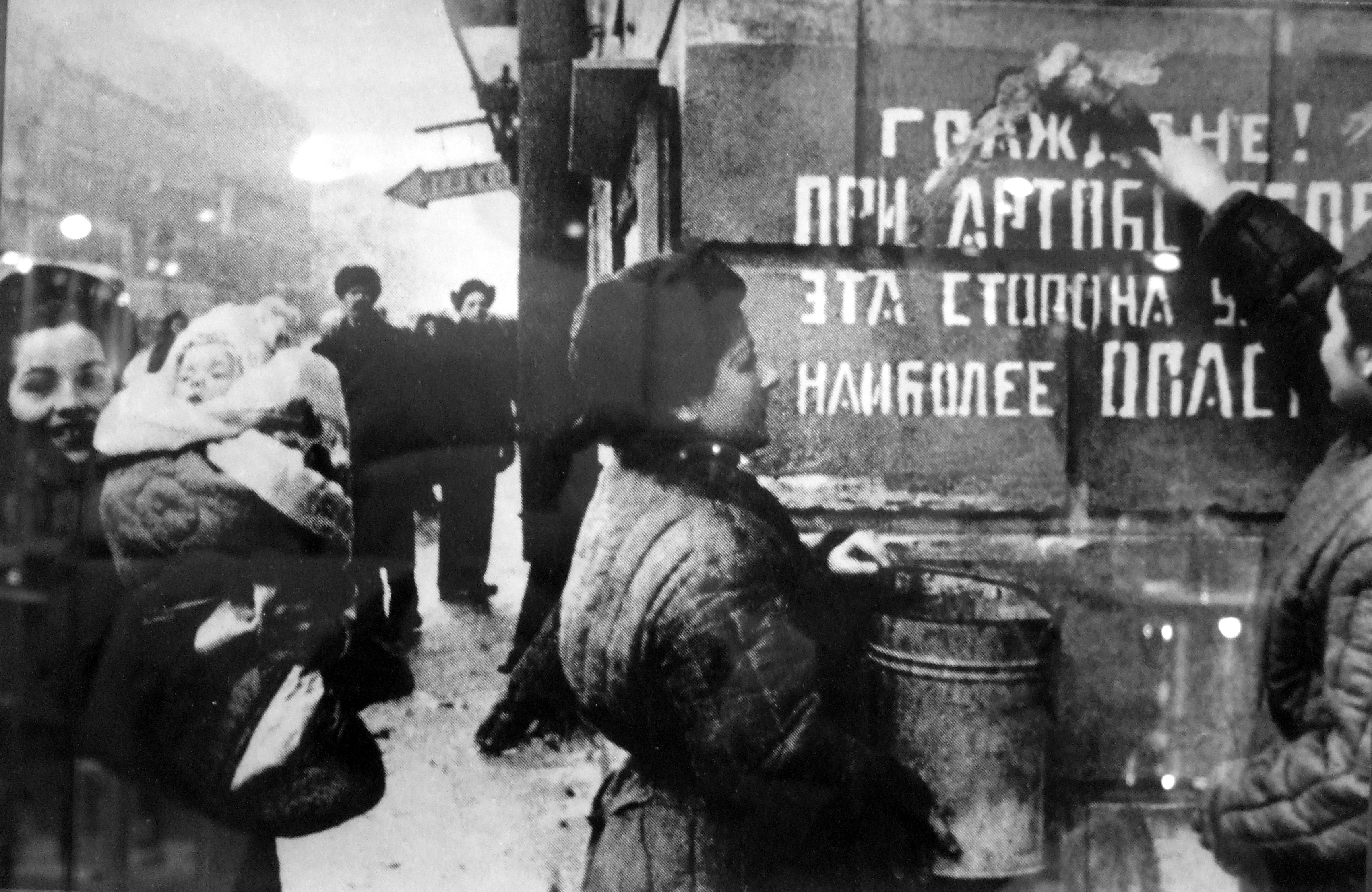
Ликующий Ленинград. Блокада снята, 1944 год

Во время блокады в Ленинграде не было района, до которого не мог бы долететь вражеский снаряд. Были определены районы и улицы, где риск стать жертвой вражеской артиллерии был наибольшим. Там были размещены специальные предупреждающие таблички с таким, например, текстом: «Граждане! При артобстреле эта сторона улицы наиболее опасна». Несколько надписей были воссозданы в городе в память о блокаде.

Из письма КГИОП

По имеющимся в КГИОП сведениям в Санкт-Петербурге не сохранились подлинные предупреждающие надписи военного времени. Существующие мемориальные надписи воссозданы в 1960—1970-е г.г. как дань памяти героизму ленинградцев.— письмо КГИОП от 6 марта 2012 года № 17-6-1

### Культурная жизнь блокадного Ленинграда
В городе, несмотря на блокаду, продолжалась культурная, интеллектуальная жизнь. В первую блокадную зиму продолжали работать несколько библиотек — в частности, на протяжении всего периода блокады были открыты Государственная Публичная библиотека и библиотека Академии наук. Продолжало работать Ленинградское радио.
В августе 1941 года из города были эвакуированы практически все театральные коллективы. В городе остались только труппа Ленинградского государственного театра музыкальной комедии и Симфонический оркестр Радиокомитета.
По воспоминаниям актёра театра Анатолия Королькевича, представления продолжались во время артиллерийских обстрелов, во время заморозков, иногда актёры умирали во время представлений.
18 октября 1942 года в помещении Театра Комедии на Невском проспекте открылся Городской театр, труппу которого составили артисты Радиокомитета и Театра драмы им. Пушкина. Театр получил название «Блокадный». Первой постановкой стала пьеса К. Симонова «Русские люди». В 1942 году была поставлена опера «Евгений Онегин». По воспоминаниям Юрия Алянского, несмотря на минусовую температуру в зале, труппа театра выступала в облегчённой одежде, а актриса Мария Зюнина, игравшая Ольгу, была в глубоком декольте с посиневшей от холода спиной.
В августе 1942 года была вновь открыта городская филармония, где стали регулярно исполнять классическую музыку. Во время первого концерта 9 августа в филармонии оркестром ленинградского радиокомитета под управлением Карла Элиасберга была впервые исполнена знаменитая Ленинградская Героическая симфония Дмитрия Шостаковича, ставшая музыкальным символом блокады. Действующие храмы не останавливали свою работу во время блокады.

### Средства массовой информации блокадного Ленинграда

Фотография из статьи «Ненависть владеет балтийскими моряками» в газете «Ленинградская правда», авторы В. Кочетов и М. Михалёв, 1941

Огромную роль в жизни города играли многочисленные печатные издания и ленинградское радио.
Основным печатным изданием блокадного Ленинграда стала газета «Ленинградская правда» с тиражом 200 тыс. экземпляров (с июня 1941 года редактором был П. В. Золотухин, с 1943 года — Н. Д. Шумилов).
Другой постоянной газетой была молодёжная «Смена». Зимой 1942 года из-за дефицита бумаги «Смена» приостановила печать, но сотрудники вышли из положения, начав выпускать радиогазету.
Выпуск газет «Ленинградская правда» и «Смена» был приравнен к работе оборонных предприятий и хлебопекарен. Поэтому «Типография имени В. Володарского», где печатались эти газеты, снабжалась электроэнергией в первую очередь.
Пресса блокадного Ленинграда выпускала такие типы печатной продукции:
1. Фронтовые газеты («За Родину», «На страже Родины», «На защиту Ленинграда», «В бой за Родину» и другие); «Краснознамённый Балтийский флот»;
2. Фабрично-заводские газеты («Кировец», «За трудовую доблесть», «Балтиец», «Молот», «Электродвигатель», «Защита Отечества», «Кировец», «Ижорец», «Патриот», «Ждановец», «Боевой пост» и другие);
3. Газеты, издававшиеся райкомами ВКП (б) и другими организациями («Боевые Резервы», «Крылья Советов», «Сталинец», «Северо-Западный Водник», «Ворошиловец» и другие); «Большевистский Агитатор», «Смольнинцы готовятся к зиме», «Всё для победы», «За образцовую подготовку к зиме», «Красногвардейский овощевод»;
4. 22 журнала, в том числе литературно-художественные «Звезда» и «Ленинград», политические «Пропаганда и агитация» и «Блокнот агитатора».
5. Бюллетени и листовки: «Последние известия», «Окна ТАСС», «Боевой карандаш», а также фотогазеты «Балтийцы в боях за Родину» и «Красноармейская газета». За годы войны в Ленинграде было выпущено 35 миллионов листовок и плакатов.
6. Подпольная партизанская печать (53 газеты).

Объём всей печатной продукции, издающейся в блокадном Ленинграде, превышал объём продукции, выпускаемой в городе накануне войны. Периодическая печать помогала решать различные бытовые и социальные проблемы жителей, поднимала боевой дух ленинградцев.

### Чемпионат Ленинграда по шахматам
После прорыва блокады Ленинграда в 1943 году было решено провести очередной, 17-й чемпионат Ленинграда по шахматам. Всего в нём участвовало 10 игроков, некоторые из них были специально откомандированы с фронта для участия в чемпионате, большинство — кандидаты в мастера или перворазрядники. Среди участников блокадного чемпионата были П. Е. Кондратьев, 15-летний А. Г. Решко и известный как шашист В. А. Соков, также являвшийся кандидатом в мастера по шахматам. Чемпионом Ленинграда стал кандидат в мастера Ф. И. Скляров. Василий Соков (это было его последнее спортивное выступление: в 1944 году он погибнет на фронте) разделил второе место с кандидатом в мастера Андреем Несслером.

### Футбольные матчи
В 1942—1943 годах были отыграны футбольные матчи. Первым стала игра между «Динамо» и командой Балтийского флотского экипажа майора А. Лобанова, которая прошла 6 мая 1942 года на стадионе «Динамо» на Крестовском острове. Игра состояла из двух таймов по 30 минут и завершилась победой «Динамо» со счётом 7:3.

### Геноцид евреев в Пушкине и других городах Ленинградской области
Проводимая нацистами политика истребления евреев затронула и оккупированные пригороды блокадного Ленинграда. Так, было уничтожено почти всё еврейское население города Пушкина. Один из карательных центров располагался в Гатчине: 

Гатчина была захвачена немецкими войсками на несколько дней раньше Пушкина. В ней были расквартированы специальные зондеротряды и айнзатцгруппа «А», и с тех пор она стала центром карательных органов, действующих в ближайших окрестностях. Центральный концентрационный лагерь находился в самой Гатчине, а несколько других лагерей — в Рождествено, Вырице, Торфяном — были, в основном, перевалочными пунктами. Лагерь в Гатчине предназначался для военнопленных, евреев, большевиков и подозрительных лиц, задержанных немецкой полицией— Холокост в Пушкине // tsarselo.ru
13 октября 1991 года в Пушкине был установлен памятник жертвам геноцида «Формула скорби».

### Дело учёных
С октября 1941 года по март 1942 года под руководством начальника 2-го отделения Следственного отдела УМГБ по Ленинградской области Фёдора Кружкова по обвинению в проведении «антисоветской, контрреволюционной, изменнической деятельности» было арестовано от 200 до 300 сотрудников ленинградских высших учебных заведений и членов их семей. По итогам нескольких состоявшихся судебных процессов Военным трибуналом войск Ленинградского фронта и войск НКВД Ленинградского округа было осуждено к смертной казни 32 высококвалифицированных специалиста (четверо были расстреляны, остальным мера наказания была заменена на различные сроки исправительно-трудовых лагерей), многие из арестованных учёных погибли в следственной тюрьме и лагерях.
В 1954—1955 годах осуждённые были реабилитированы после того, как один из арестованных, отсидев свой срок и выйдя на свободу, направил соответствующую жалобу в ЦК КПСС. В процессе её рассмотрения обнаружилось, что у большинства подследственных признательные показания были получены незаконными методами и признательными, как таковыми, даже не могли считаться (они были даны под пытками, обманным путём, провокациями или под принуждением). В 1955 году Кружков, который за год до этого получил звание полковника, Военным трибуналом 8-го Военно-Морского флота был осуждён на 20 лет исправительно-трудовых лагерей с конфискацией имущества, лишением всех званий и наград (он имел два ордена Красной Звезды, медаль «За боевые заслуги» и медаль «За оборону Ленинграда») и исключением из партии (его коллеги и начальство, которые были причастны к этому делу, аналогично были лишены всего выше перечисленного, но остались на свободе). Кружков отсидел только семь лет и умер в 1966 году.

### Хищения и спекуляция
По мере того как ухудшалось снабжение города продовольствием, развивался чёрный рынок, где можно было приобрести продукты за ювелирные изделия, бриллианты, антикварные вещи и иностранную валюту. Наблюдалось мошенничество: в консервных банках находили песок, бутылки с натуральной олифой, которую делали на подсолнечном масле, заворачивали в несколько слоёв бумаги, так как олифа была лишь сверху, а вниз наливали обычную воду. Подделывались продовольственные карточки. За время блокады сотрудники ОБХСС ленинградской милиции изъяли у спекулянтов: 23 млн рублей наличными, 4 млн рублей в облигациях госзайма, золотых монет на сумму 73 тыс. рублей, золотых изделий и золота в слитках — 1255 килограммов, золотых часов — 3284 штуки. По линии ОБХСС к уголовной ответственности было привлечено 14 545 человек. К виновным, в ряде случаев, могла применяться и высшая мера наказания. Например, заведующая магазином Смольнической райхлебконторы Акконен и её помощница Среднёва, которые обвешивали покупателей при продаже хлеба и получали за утаённый хлеб меховые изделия, антикварные предметы, золотые вещи, были расстреляны.
В первую блокадную зиму имели место случаи разграбления толпой продуктовых магазинов. Так в январе 1942 года за погромы в магазинах либо за нападения на работников, перевозящих продукты, было задержано 325 человек. За нападения на граждан с целью завладения продуктами или продуктовыми карточками за первую половину 1942 года задержали 1216 человек.

### Каннибализм
|                    | 1941 год | 1941 год | 1942 год | 1942 год | 1942 год | 1942 год | 1942 год | 1942 год | 1942 год | 1942 год | 1942 год | 1942 год | 1942 год | 1942 год |
| ноябрь             | декабрь  | январь   | февраль  | март     | апрель   | май      | июнь     | июль     | август   | сентябрь | октябрь  | ноябрь   | декабрь  |          |
| ------------------ | -------- | -------- | -------- | -------- | -------- | -------- | -------- | -------- | -------- | -------- | -------- | -------- | -------- | -------- |
| Арестовано человек | 4        | 43       | 366      | 612      | 399      | 300      | 326      | 56       | 15       | 4        | 2        | 1        | 4        | 4        |

В связи с голодом в городе имели место случаи каннибализма — как умерших естественной смертью людей, так и в результате преднамеренных убийств. По данным, рассекреченным в 2004 году, к декабрю 1942 года НКВД арестовало 2105 человек за каннибализм. Трупоедство каралось тюремным заключением, а за убийство ради людоедства обычно полагался расстрел. В уголовном кодексе РСФСР не было статьи за каннибализм, в связи с чем арестованных судили по статье № 59[3] «Бандитизм».
Случаев убийства ради людоедства было значительно меньше, чем случаев трупоедства: из 300 человек, арестованных в апреле 1942 года, только 44 совершили убийство. 64 % каннибалов были женщинами, 44 % — безработными, 90 % — неграмотными или только с начальным образованием, 15 % были коренными жителями Ленинграда и 2 % имели криминальное прошлое. Большинство случаев каннибализма произошли не в самом городе, а в прилегающей сельской местности. Прибегавшие к каннибализму часто оказывались одинокими женщинами с детьми-иждивенцами и без уголовного прошлого, что способствовало снисходительности суда.
Намного чаще, чем убийства ради каннибализма, случались убийства за продовольственные карточки — в первые шесть месяцев 1942 года в Ленинграде произошло 1216 таких убийств, при том что в то время случился пик голода и погибало порядка 100 тысяч человек в месяц. Историк Лиза Киршенбаум отмечает, что частота каннибализма «показывает, что большинству ленинградцев удалось сохранить свои культурные нормы в самых невообразимых обстоятельствах».

## Советский военно-морской флот (РККФ) в обороне Ленинграда
Особую роль в обороне города, прорыве осады Ленинграда и обеспечении существования города в блокадных условиях сыграли Краснознамённый Балтийский флот (КБФ; командующий — адмирал В. Ф. Трибуц), Ладожская военная флотилия (образована 25 июня 1941 года, расформирована 4 ноября 1944 года; командующие: В. П. Барановский, С. В. Земляниченко, П. А. Трайнин, В. П. Боголепов, Б. В. Хорошхин — в июне—октябре 1941 года, В. С. Чероков — с 13 октября 1941 года), курсанты военно-морских училищ (отдельная курсантская бригада ВМУЗ Ленинграда, командир — контр-адмирал С. С. Рамишвили). Также на различных этапах битвы за Ленинград создавались Чудская и Ильменская военные флотилии.
В самом начале войны была создана Морская оборона Ленинграда и озёрного района (МОЛиОР). 30 августа 1941 года Военный совет войск Северо-Западного направления определил:
основной задачей КБФ активную оборону подступов к Ленинграду со стороны моря и недопущение обхода морским противником флангов Красной Армии на южном и северном берегу Финского залива
1 октября 1941 года МОЛиОР была переформирована в Ленинградскую военно-морскую базу (командующий — контр-адмирал Ю. А. Пантелеев).
Действия флота оказались полезными в ходе отступления в 1941 году, обороны и попыток прорыва Блокады в 1941—1943 годах, прорыва и снятия Блокады в 1943—1944 годов.

### Операции по поддержке сухопутных войск
Направления деятельности флота, имевшие важное значение на всех этапах Ленинградской битвы:

#### Морская пехота
В боях на суше участвовали кадровые бригады (1, 2-я бригады) морской пехоты и подразделения моряков (3, 4, 5, 6-я бригады формировали Учебный отряд, Главная база, Экипаж) с кораблей, вставших на прикол в Кронштадте и Ленинграде. В ряде случаев ключевые участки − особенно на побережье — героически оборонялись неподготовленными и малочисленными морскими гарнизонами (оборона крепости Орешек). Части морской пехоты и пехотные части, сформированные из моряков, проявили себя при прорыве и снятии Блокады. Всего из состава КБФ в 1941 году в Красную Армию для действий на сухопутных фронтах были переданы 68 644 человека, в 1942 году — 34 575 человек, в 1943 году — 6786 человек, не считая части морской пехоты, входивших в состав флота или временно переданных в подчинение войсковым командованиям.

#### Корабельная и береговая артиллерия
Корабельная и береговая артиллерия (345 орудий калибром 100—406 мм, в случаях необходимости вводилось более 400 орудий) эффективно подавляла батареи противника, содействовала отражению сухопутных атак, поддерживала наступление войск. Флотская артиллерия оказала крайне важную артиллерийскую поддержку при прорыве Блокады, уничтожив 11 узлов укреплений, железнодорожный эшелон противника, а также подавив значительное количество его батарей и частично уничтожив танковую колонну. С сентября 1941 года по январь 1943 года корабельная артиллерия открывала огонь 26 614 раз, израсходовав 371 080 снарядов калибром 100—406 мм, при этом до 60 % снарядов было израсходовано на контрбатарейную борьбу.
Для подавления батарей противника в 1943 году на Ленинградском фронте был сформирован 3-й контрбатарейный артиллерийский корпус, основной его ударной силой была железнодорожная артиллерийская бригада Балтийского флота (101-я, позже 1-я гвардейская железнодорожная артиллерийская бригада). Возле Ленинграда располагался Научно-испытательный морской артиллерийский полигон, с которого вели огонь опытные орудия: одно 356-мм, два — 305-мм, пять — 180-мм, два 152-мм, четыре — 130-мм орудия и самое крупное на тот момент советское орудие калибром 406 мм. С немецкой стороны во время осады города использовались сотни орудий большой и особой мощности. Примерно половину из них составляли 210-мм мортиры. В начале июня 1942 года под Ленинград было переброшено самое большое орудие Второй мировой войны — немецкая 800-мм железнодорожная пушка «Дора».
Артиллерийские орудия форта «Красная Горка»

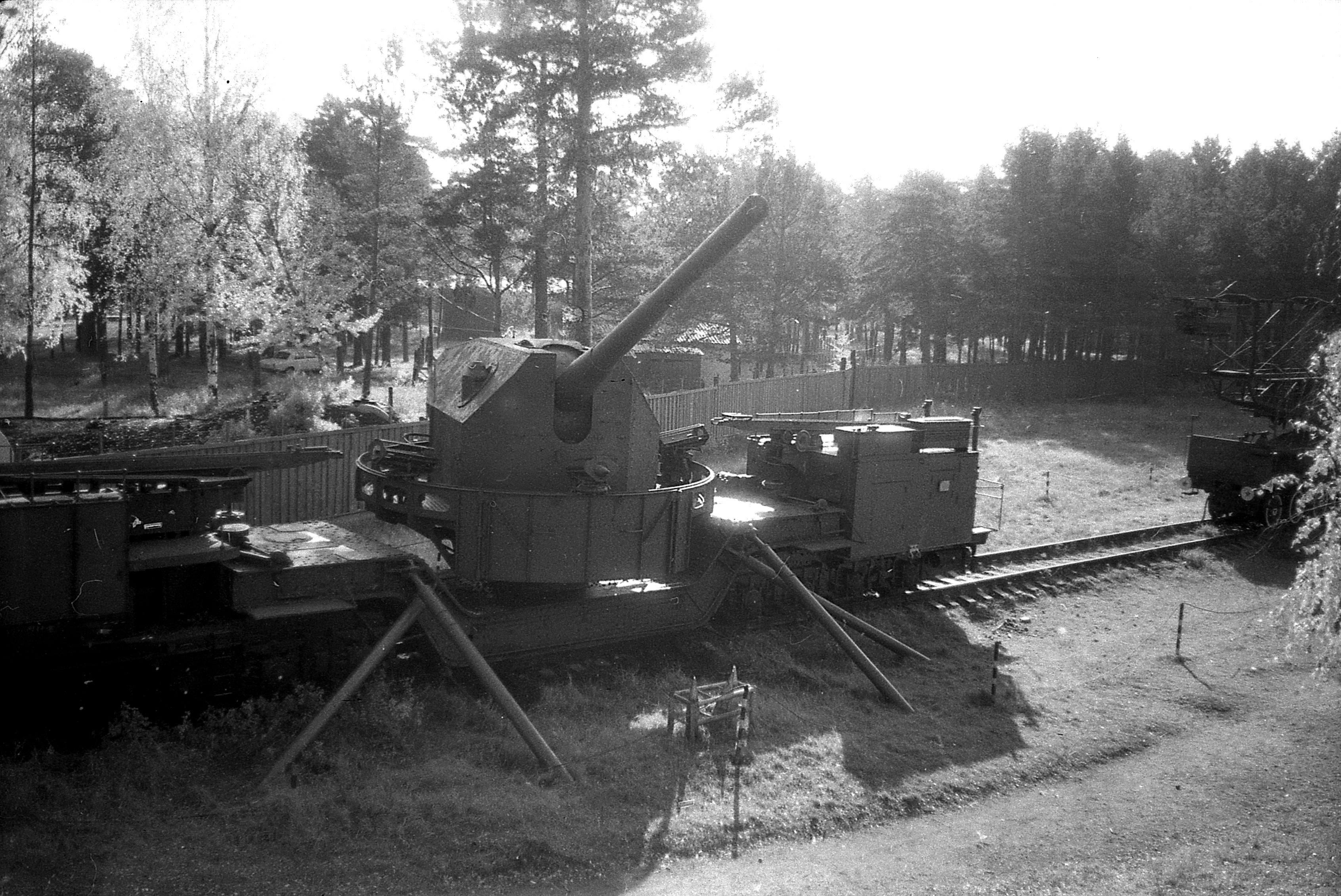
180-мм орудие на ж/д транспортёре
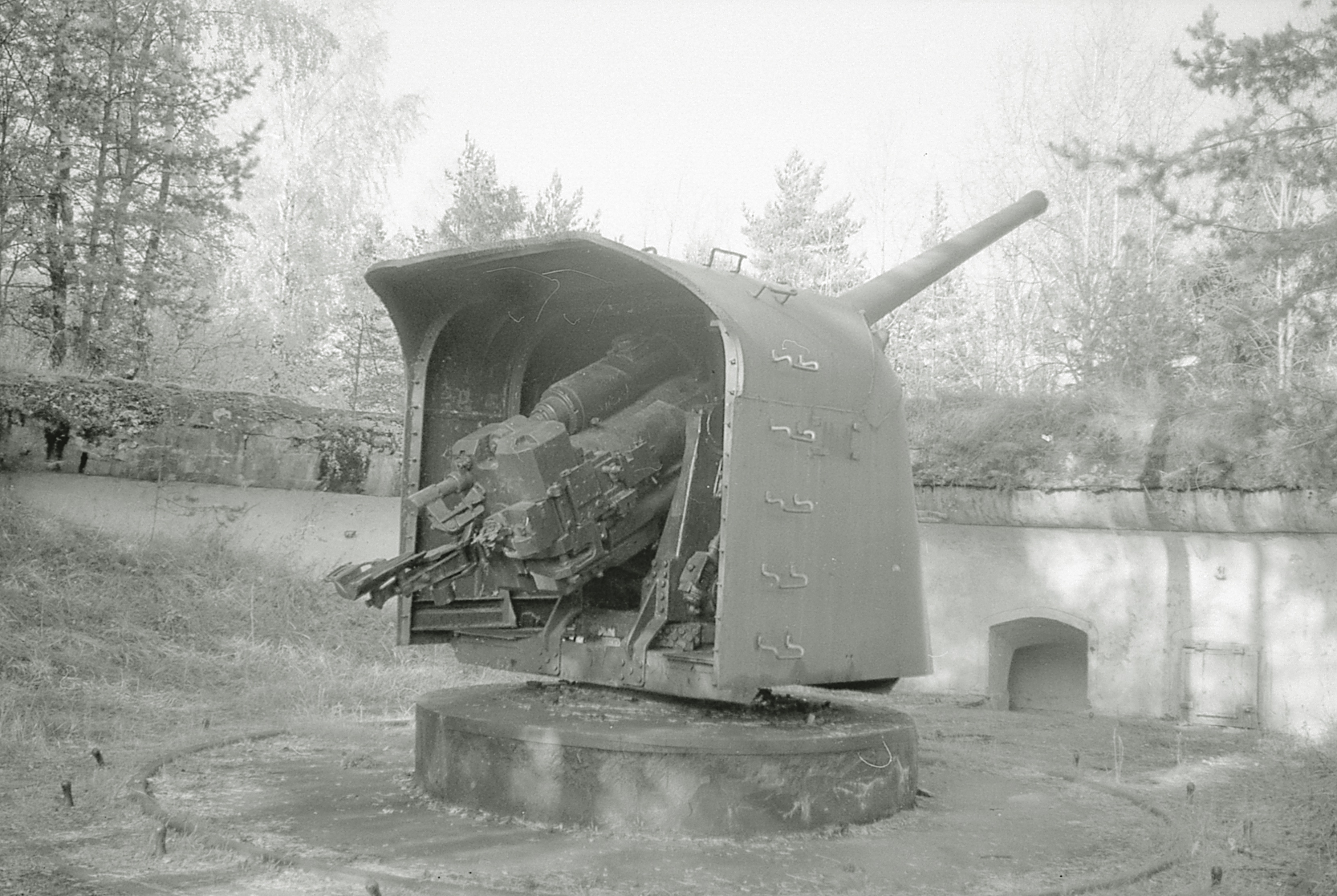
130-мм корабельная пушка образца 1935 года (Б-13)

#### Авиация флота
Успешно действовала бомбардировочная и истребительная авиация флота. Кроме того, в августе 1941 года из частей ВВС КБФ была сформирована отдельная авиагруппа (126 самолётов), оперативно подчинённая фронту. В ходе прорыва Блокады более 30 % используемой авиации принадлежало флоту. За время обороны города было совершено более 100 тыс. самолёто-вылетов, из которых около 40 тыс. — для поддержки сухопутных войск.

### Операции в акватории Балтийского моря и Ладожского озера
Кроме роли флота в боях на суше, деятельность в акватории Балтийского моря и Ладожского озера также оказывала влияние на ход боёв на сухопутном театре военных действий:

#### «Дорога жизни»
Флот обеспечивал функционирование «Дороги жизни» и водного сообщения с Ладожской военной флотилией. В осеннюю навигацию 1941 года в Ленинград было доставлено 60 тыс. тонн грузов, в том числе 45 тыс. тонн продовольствия; из города было эвакуировано более 30 тысяч человек; из Осиновца на восточный берег озёра было перевезено 20 тыс. красноармейцев, краснофлотцев и командиров. В навигацию 1942 года (20 мая 1942 — 8 января 1943) в город было доставлено 790 тыс. тонн грузов (почти половину грузов составило продовольствие), из Ленинграда были вывезены 540 тыс. человек и 310 тыс. тонн грузов. В навигацию 1943 года в Ленинград было перевезено 208 тыс. тонн грузов и 93 тыс. человек.

#### Морская минная блокада
С 1942 по 1944 год Балтийский флот оказался запертым в пределах Невской губы. Его боевым операциям препятствовало минное поле, где ещё до объявления войны немцы скрытно выставили 1060 якорных контактных и 160 донных неконтактных мин, в том числе к северо-западу от острова Найссаар, а через месяц их стало в 10 раз больше (порядка 10 000 мин). Действию подводных лодок препятствовали также минированные противолодочные сети. После того, как в них погибло несколько лодок, их операции также были прекращены, вследствие чего флотом производились операции на морских и озёрных коммуникациях противника преимущественно силами торпедных катеров и авиации.
После полного снятия блокады Ленинграда стало возможным траление мин в Финском заливе, где, по условию перемирия с Финляндией, участвовали и финские тральщики. С января 1944 года был поставлен курс на очистку Большого Корабельного фарватера, тогда основного выхода в Балтийское море.
5 июня 1946 года Гидрографический отдел Краснознамённого Балтийского флота выпустил Извещение мореплавателям № 286, в котором сообщалось об открытии плавания в светлое время суток по Большому корабельному фарватеру от Кронштадта до фарватера Таллин — Хельсинки, который к тому времени уже был очищен от мин и имел выход в Балтийское море. Законом Санкт-Петербурга «О праздниках и памятных датах в Санкт-Петербурге», статья 2 в редакции Закона от 24 января 2007 года, обнародован 5 февраля 2007 года № 27-8, этот день объявлен официальным памятным днём и известен как День прорыва морской минной блокады Ленинграда (впервые отмечался 5 июня 2008 года). Боевое траление на этом не завершилось и продолжилось до 1957 года, а все воды Эстонии стали открытыми для плавания и рыболовства только в 1963 году.

#### Эвакуация

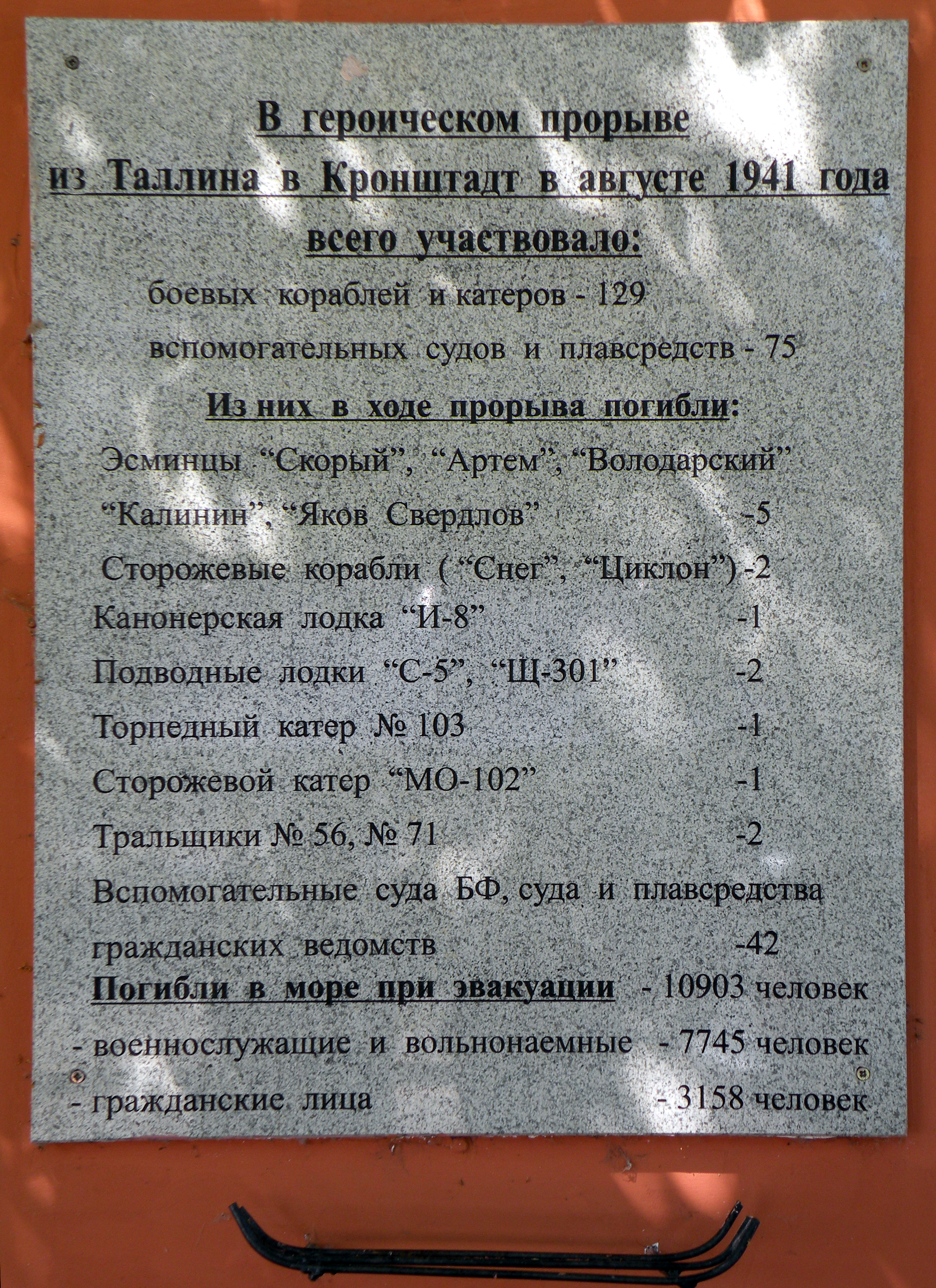
Памятная доска, посвящённая морякам, погибшим при прорыве из Таллина в Кронштадт в 1941 году

Флотом проводилась эвакуация баз и изолированных группировок советских войск. В частности — эвакуация из Таллина в Кронштадт 28—30 августа, из Ханко в Кронштадт и Ленинград 26 октября — 2 декабря, из района северо-западного побережья Ладожского озера в Шлиссельбург и Осиновец 15—27 июля, с острова Валаам в Осиновец 17—20 сентября, из Приморска в Кронштадт 1—2 сентября 1941 года, с островов Бьёркского архипелага в Кронштадт 1 ноября, с островов Гогланд, Большой Тютерс и других в период с 29 октября по 6 ноября 1941 года. Это позволило сохранить личный состав — до 170 тысяч человек — и часть военной техники, частично вывезти гражданское население, усилить войска, оборонявшие Ленинград. Из-за неподготовленности плана эвакуации, ошибок в определении маршрутов следования конвоев, отсутствия прикрытия с воздуха и предварительного траления, вследствие действия авиации противника и гибели судов на своих и немецких минных полях имелись тяжёлые потери.

#### Десантные операции
Во время битвы за город проводились десантные операции, часть из которых закончились трагически, например Петергофский десант, Стрельнинский десант. В 1941 году КБФ и Ладожской флотилией было высажено 15 десантов, в 1942 году — 2, в 1944 году — 15. Из попыток предотвращения десантных операций противника наиболее известны уничтожение немецко-финской флотилии и отражение десанта в ходе боя за остров Сухо в Ладожском озере 22 октября 1942 года.

### Память

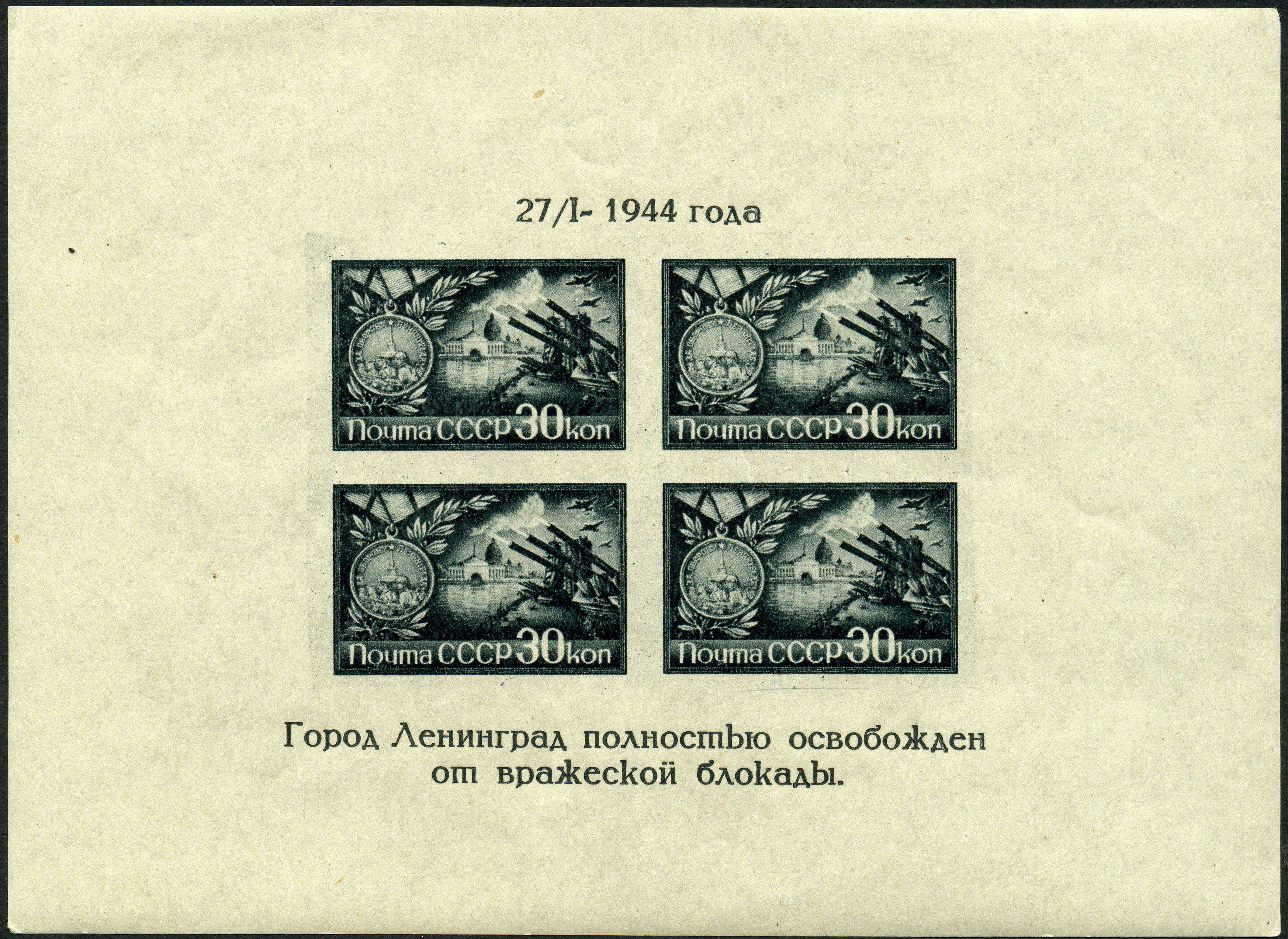
Блок марок Почта СССР, 1944 год

За заслуги в ходе обороны Ленинграда и Великой Отечественной войне в целом 66 соединений, кораблей и частей КБФ и Ладожской флотилии были удостоены правительственных наград и отличий в ходе войны. В то же время безвозвратные потери личного состава КБФ в ходе войны составили 55 890 человек, из которых основная часть приходится на период обороны Ленинграда.
Морякам-артиллеристам, защищавшим «Дорогу Жизни» на острове Сухо, 1—2 августа 1969 года комсомольцами Смольнинского РК ВЛКСМ была установлена мемориальная доска с текстом из записей командира обороны.
… 4 час сильный рукопашный бой. Батарею бомбят самолёты. У нас из 70 осталось 13, раненых 32, остальные пали. Пушек 3, сделали по 120 выстрелов. Из 30 вымпелов потопили 16 барж, 1 взяли в плен. Побили много фашистов…командир обороны, старший лейтенант И. К. Гусев, 22 октября 1942 года

#### Морякам-тральщикам

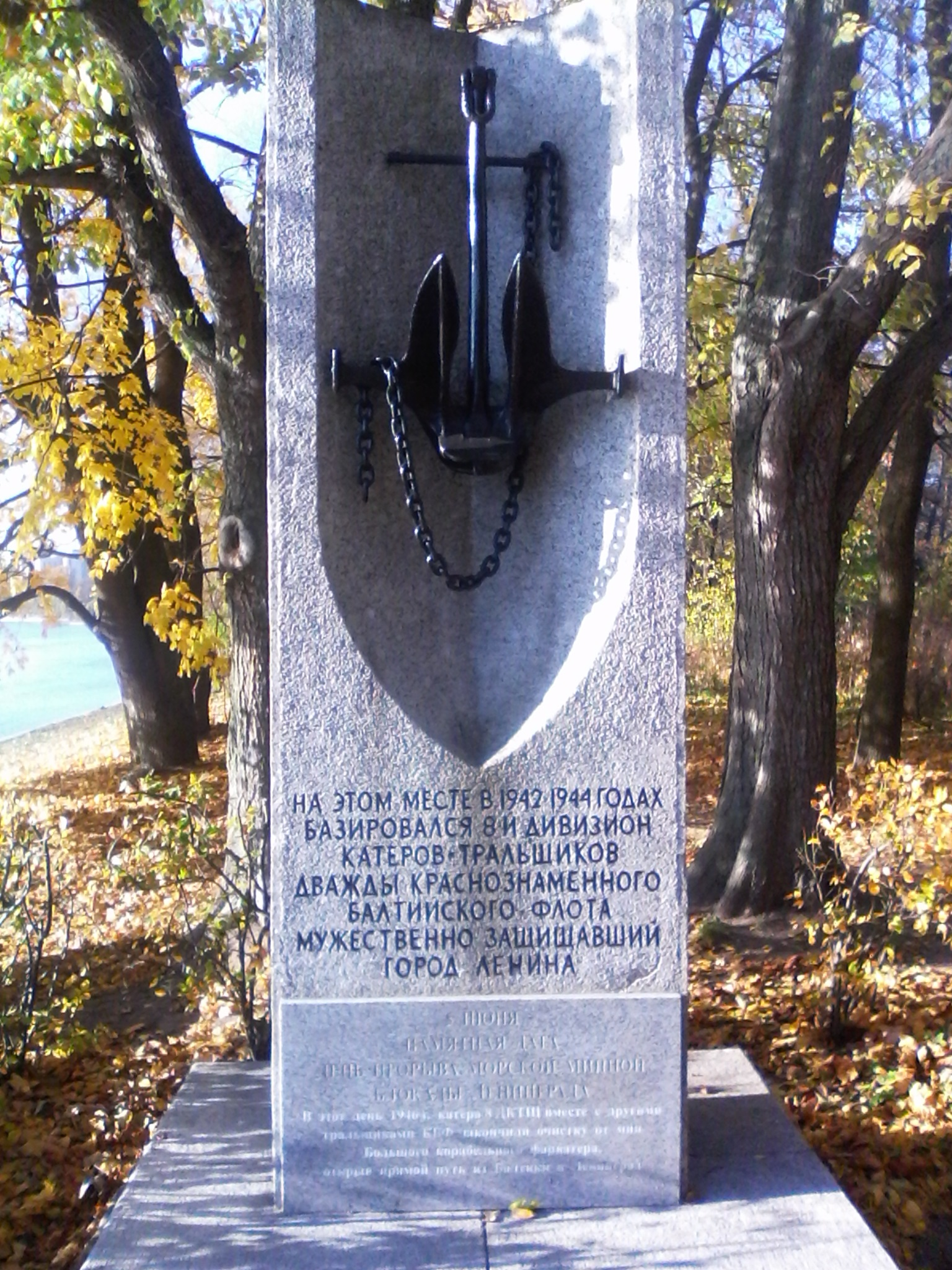
Памятник на Елагином острове на месте базирования во время войны дивизиона тральщиков

Потери тральщиков за годы ВОВ: подорвались на минах — 35, торпедированы подводными лодками — 5, от авиабомб — 4, от артиллеристского огня — 9. Всего — 53 тральщика. Для увековечивания памяти погибших кораблей моряками бригады траления Балтийского флота были изготовлены памятные доски и установлены в Минной гавани Таллина на постаменте памятника. Перед уходом кораблей из Минной гавани в 1994 году доски были сняты и перевезены в собор Александра Невского.
9 мая 1990 года в ЦПКиО им. С. М. Кирова была открыта памятная стела, установленная на месте базирования в годы блокады 8-го дивизиона катерных тральщиков Балтийского флота. В этом месте каждое 9 мая (с 2006 года ещё и каждое 5 июня) встречаются ветераны-тральщики и с катера опускают в воды Средней Невки венок памяти павших.

На этом месте в 1942—1944 годах базировался 8-й дивизион катеров-тральщиков дважды Краснознамённого Балтийского Флота, мужественно защищавший город Ленина— Надпись на стеле.
2 июня 2006 года в Санкт-Петербургском военно-морском институте — Морском корпусе Петра Великого — состоялось торжественное собрание, посвящённое 60-летию прорыва морской минной блокады. На собрании присутствовали курсанты, офицеры, преподаватели института и ветераны боевого траления 1941—1957 годов.
5 июня 2006 года в Финском заливе, меридиан маяка острова Мощный (бывший Лавенсаари), приказом командующего Балтийским флотом был объявлен памятным местом «славных побед и гибели кораблей Балтийского флота». При пересечении этого меридиана российские военные корабли в соответствии с Корабельным уставом отдают воинские почести «в память о тральщиках Балтийского флота и их экипажах, погибших при тралении минных заграждений в 1941—1957 годах».
В ноябре 2006 года во внутреннем дворе Морского корпуса Петра Великого была установлена мраморная табличка «СЛАВА МИНЁРАМ ФЛОТА РОССИИ».
5 июня 2008 года на пристани на Средней Невке в ЦПКиО им. С. М. Кирова была открыта памятная доска на стеле «Морякам тральщикам».

5 июня памятная дата День прорыва морской минной блокады Ленинграда.
В этот день в 1946 году катера 8 ДКТЩ вместе с другими тральщиками КБФ закончили очистку от мин Большого корабельного фарватера, открыв прямой путь из Балтики в Ленинград.— Надпись на памятной доске, установленной на стеле.

## Память

### Даты
- 8 сентября 1941 года — День начала блокады.
- 18 января 1943 года — День прорыва блокады.
- 27 января 1944 года — День полного снятия блокады.
- 5 июня 1946 года — День прорыва морской минной блокады Ленинграда.

### День воинской славы
27 января — день, когда Ленинград был полностью освобождён от блокады в 1944 году, — является одним из дней воинской славы России.

### Блокадные награды и памятные знаки
На лицевой стороне медали изображены очертания Адмиралтейства и группа солдат с винтовками наперевес. По периметру надпись «За оборону Ленинграда». На оборотной стороне медали изображены серп и молот. Под ними текст заглавным шрифтом: «За нашу Советскую Родину». По состоянию на 1985 год медалью «За оборону Ленинграда» награждено около 1 470 000 человек. Среди награждённых ею — 15 тысяч детей и подростков.

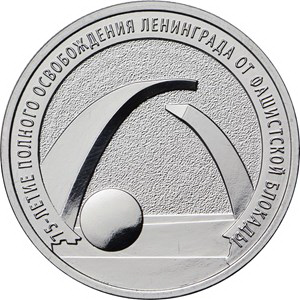
Монета Банка России. 25 рублей, реверс, анциркулейтед. Медно-никелевый сплав. 75-летие полного освобождения Ленинграда от фашистской блокады

Памятный знак «Жителю блокадного Ленинграда» учреждён решением Ленгорисполкома «Об учреждении знака „Жителю блокадного Ленинграда“» № 5 от 23 января 1989 года. На лицевой стороне — изображение разорванного кольца на фоне Главного Адмиралтейства, язык пламени, лавровая ветвь и надпись «900 дней — 900 ночей»; на оборотной — серп и молот и надпись «Жителю блокадного Ленинграда». По состоянию на 2006 год в России проживало 217 тысяч человек, которым вручён знак «Жителю блокадного Ленинграда». Памятный знак и статус жителя блокадного Ленинграда получены не всеми родившимися в блокаду, поскольку упомянутое решение ограничивает четырьмя месяцами срок нахождения в блокадном городе, необходимый для их получения.
Постановлением Правительства Санкт-Петербурга № 799 от 16 октября 2013 года «О награде Санкт-Петербурга — памятном знаке „В честь 70-летия полного освобождения Ленинграда от фашистской блокады“» выпущен одноимённый памятный знак. Как и в случае со знаком «Жителю блокадного Ленинграда», его, равно как и выплаты, не получили граждане, жившие в блокаде менее четырёх месяцев.

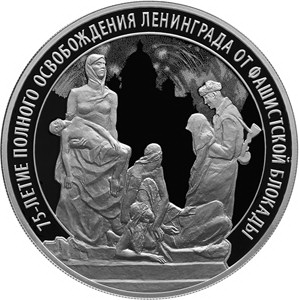
Монета Банка России, 75-летие полного освобождения Ленинграда от фашистской блокады. 3 рубля, серебро, реверс, пруф

10 октября 2018 года в связи с 75-летием полного освобождения Ленинграда от немецкой блокады и в соответствии с Законом Санкт-Петербурга от 27.12.1995 № 156-27 «Об учреждении премий, стипендий, наград в Санкт-Петербурге» Правительство Санкт-Петербурга учредило награду Правительства Санкт-Петербурга — памятный знак «В честь 75-летия полного освобождения Ленинграда от фашистской блокады». До конца апреля 2019 года памятные знаки получат 99,5 тысяч россиян и иностранных граждан, награждённых медалью «За оборону Ленинграда» и знаком «Жителю блокадного Ленинграда». Из регионального бюджета выделено более 1,7 млрд рублей на единовременную денежную выплату ветеранам, блокадникам, несовершеннолетним узникам немецких концлагерей и гражданам, родившимся до 3 сентября 1945 года. При этом впервые в истории Санкт-Петербурга эту выплату получат и жители других регионов.

### Нумизматика
- 9 января 2019 года Банк России выпустил в обращение памятную серебряную монету номиналом 3 рубля и памятную монету из недрагоценных металлов номиналом 25 рублей серии «75-летие полного освобождения Ленинграда от фашистской блокады»[246].

### Памятники обороны Ленинграда
- Вечный огонь: в Санкт-Петербурге горит четыре вечных огня: на Марсовом поле (c 1957, первый в СССР, зажжён на 40-летие Октябрьской революции), Пискарёвском кладбище (c 1960), Серафимовском кладбище (c 1965) и площади Победы (c 1975)
- Пискарёвское мемориальное кладбище.
- Обелиск «Городу-Герою Ленинграду» на площади Восстания.
- Монумент героическим защитникам Ленинграда на площади Победы.
- Мемориальная трасса «Ржевский коридор».
- Невский мемориал «Журавли».
- Памятник «Разорванное кольцо».
- Памятник блокадной регулировщице на Дороге жизни.
- Памятник детям блокады (открыт 8 сентября 2010 года в сквере на Наличной улице, д. 55; авторы: Галина Додонова и Владимир Реппо. Памятник представляет собой фигуру девочки в шали и стелу символизирующую окна блокадного Ленинграда)[247].
- Стела. Героической обороне Ораниенбаумского плацдарма (1961 год; 32-й км Петергофского шоссе).
- Стела. Героической обороне города в зоне Петергофского шоссе (1944 год; 16-й км Петергофского шоссе, Сосновая Поляна).
- Скульптура «Скорбящая мать». Памяти освободителей Красного Села (1980 год; Красное Село, проспект Ленина, д. 81, сквер).
- Памятник-пушка 76-мм (1960-е годы; Красное Село, проспект Ленина, д. 112, парк).
- Пилоны. Героической обороне города в зоне Киевского шоссе (1944 год; 21-й км Киевского шоссе).
- Памятник. Героям 76-го и 77-го истребительных батальонов (1969 год; Пушкин, Александровский парк).
- Обелиск. Героической обороне города в зоне Московского шоссе (1957 год).
- Мемориальная доска «Альпинистам блокадного Ленинграда».

Кировский район
- Памятник маршалу Говорову (площадь Стачек).
- Барельеф в честь погибших кировцев — жителей блокадного Ленинграда (ул. Маршала Говорова, д. 29).
- Передний край обороны Ленинграда (проспект Народного Ополчения — у железнодорожной станции Лигово).
- Воинское захоронение «Красненькое кладбище» (проспект Стачек, д. 100).
- Воинское захоронение «Южное» (Краснопутиловская ул., д. 44).
- Воинское захоронение «Дачное» (проспект Народного Ополчения, д. 143—145).
- Мемориал «Блокадный трамвай» (угол проспекта Стачек и Автомобильной ул. рядом с ДОТом и танком КВ-85).
- Памятник «Погибшим канонерцам» (Канонерский остров, д. 19).
- Памятник Героям — морякам-балтийцам (Межевой канал, д. 5).
- Обелиск защитникам Ленинграда (угол проспекта Стачек и проспекта Маршала Жукова)[248].
- Надпись на стене: «Граждане! При артобстреле эта сторона улицы наиболее опасна» на доме № 6 корпус 2 по улице Калинина.
- Памятник «Танк-победитель» в Автово.

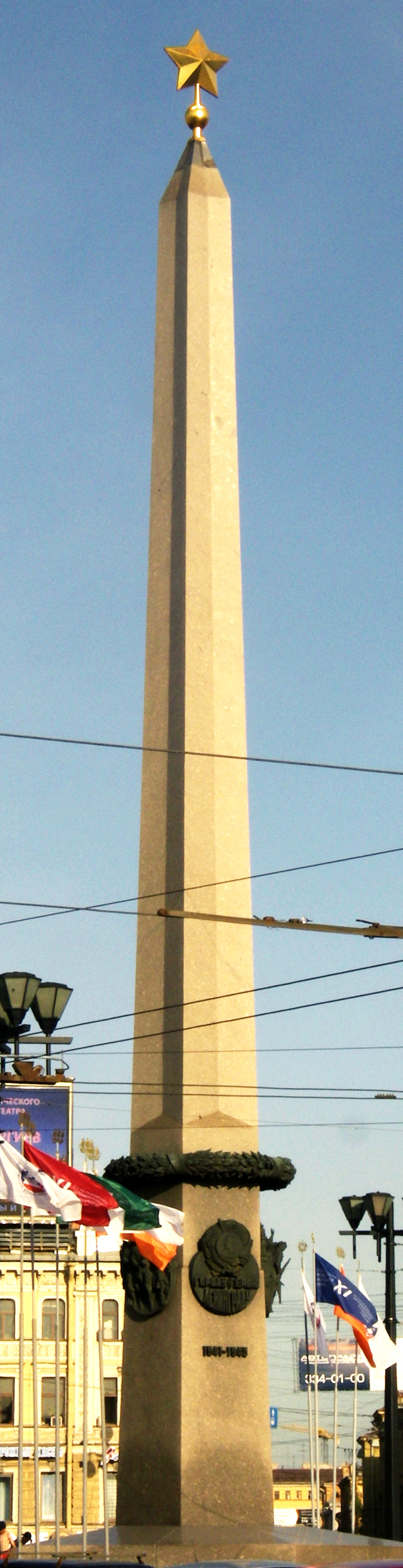
Обелиск «Городу-Герою Ленинграду» на пл. Восстания
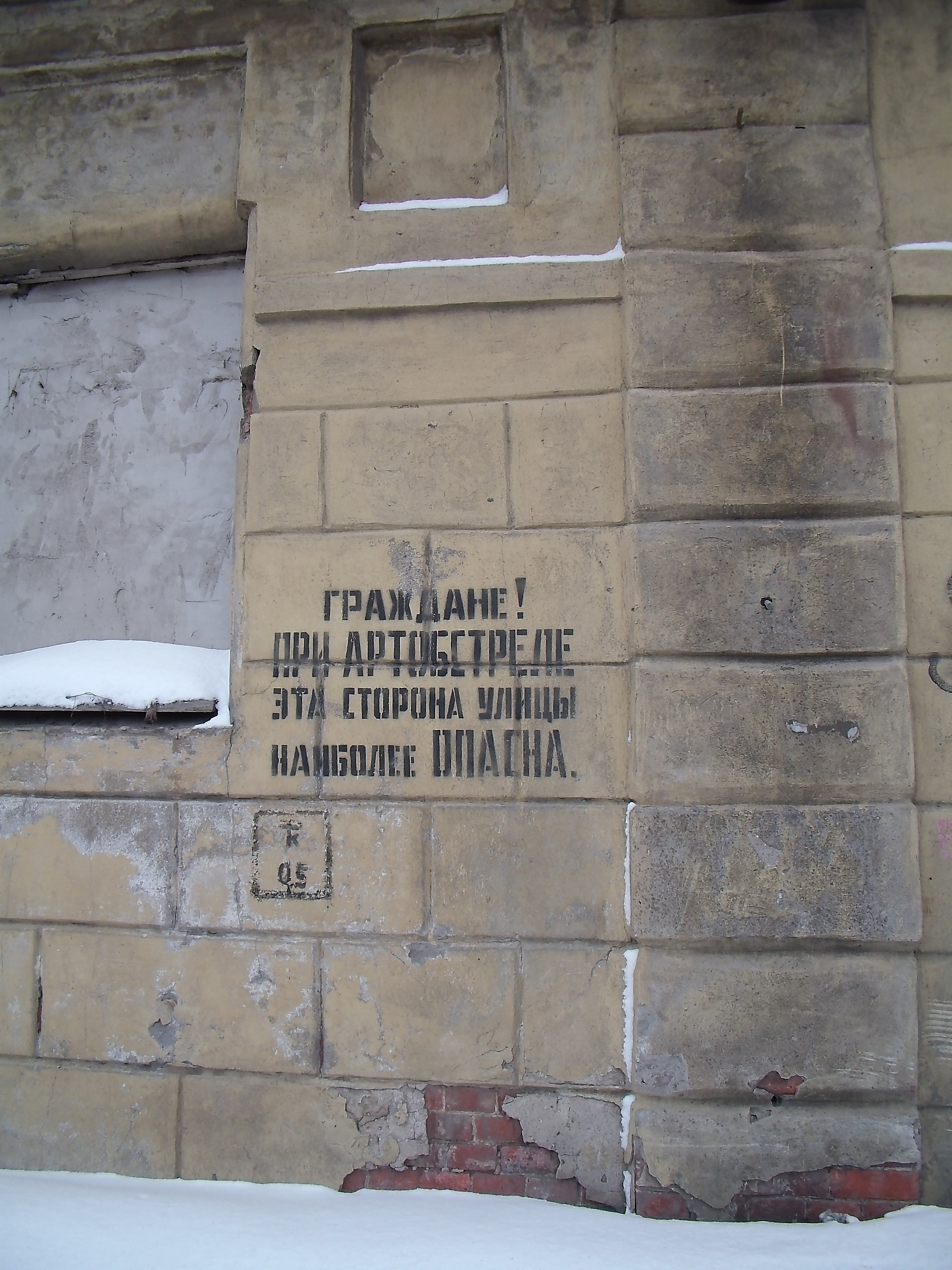
Надпись на стене: «Граждане! При артобстреле эта сторона улицы наиболее опасна»
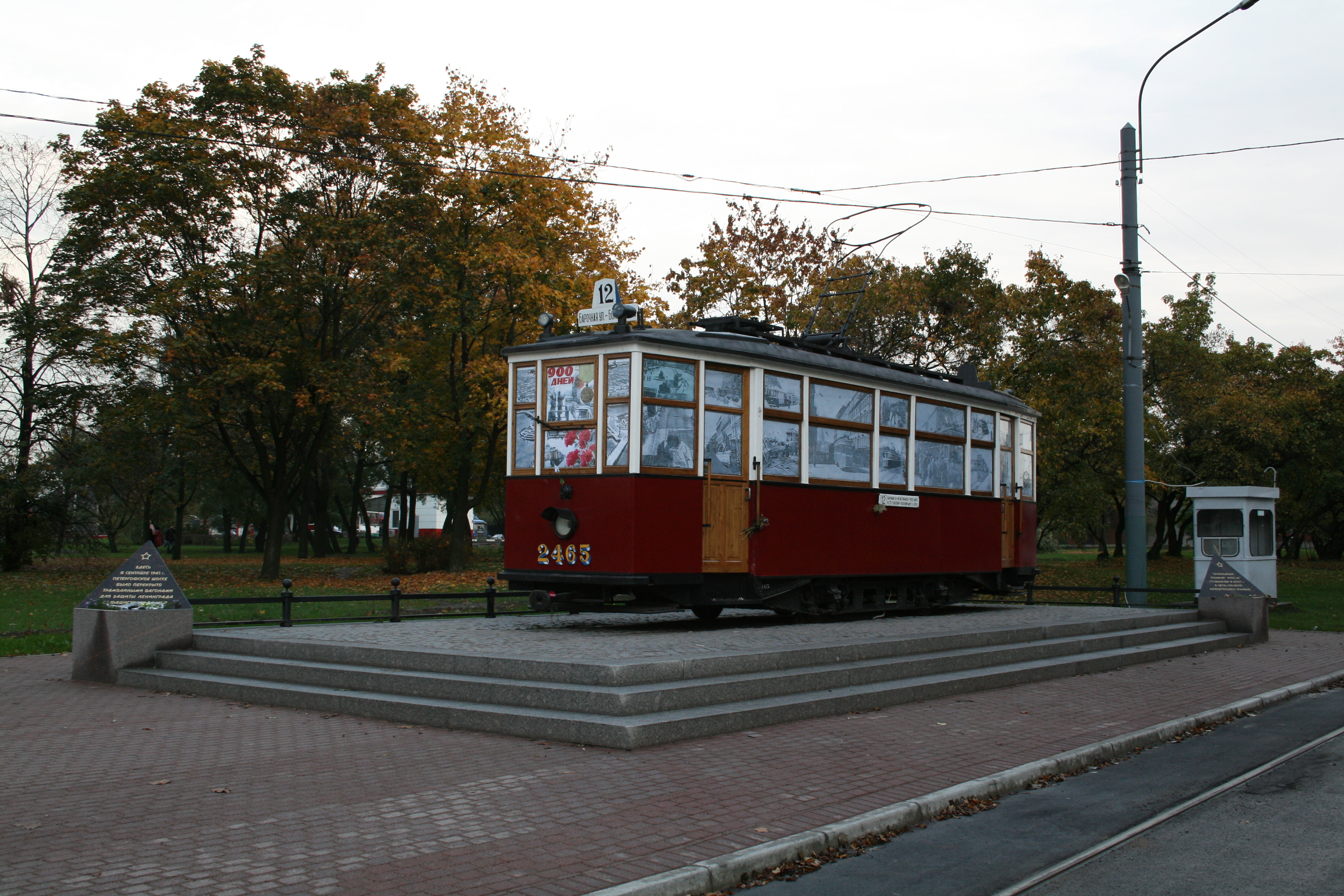
Трамвай типа МС, установленный в честь столетия Петербургского трамвая
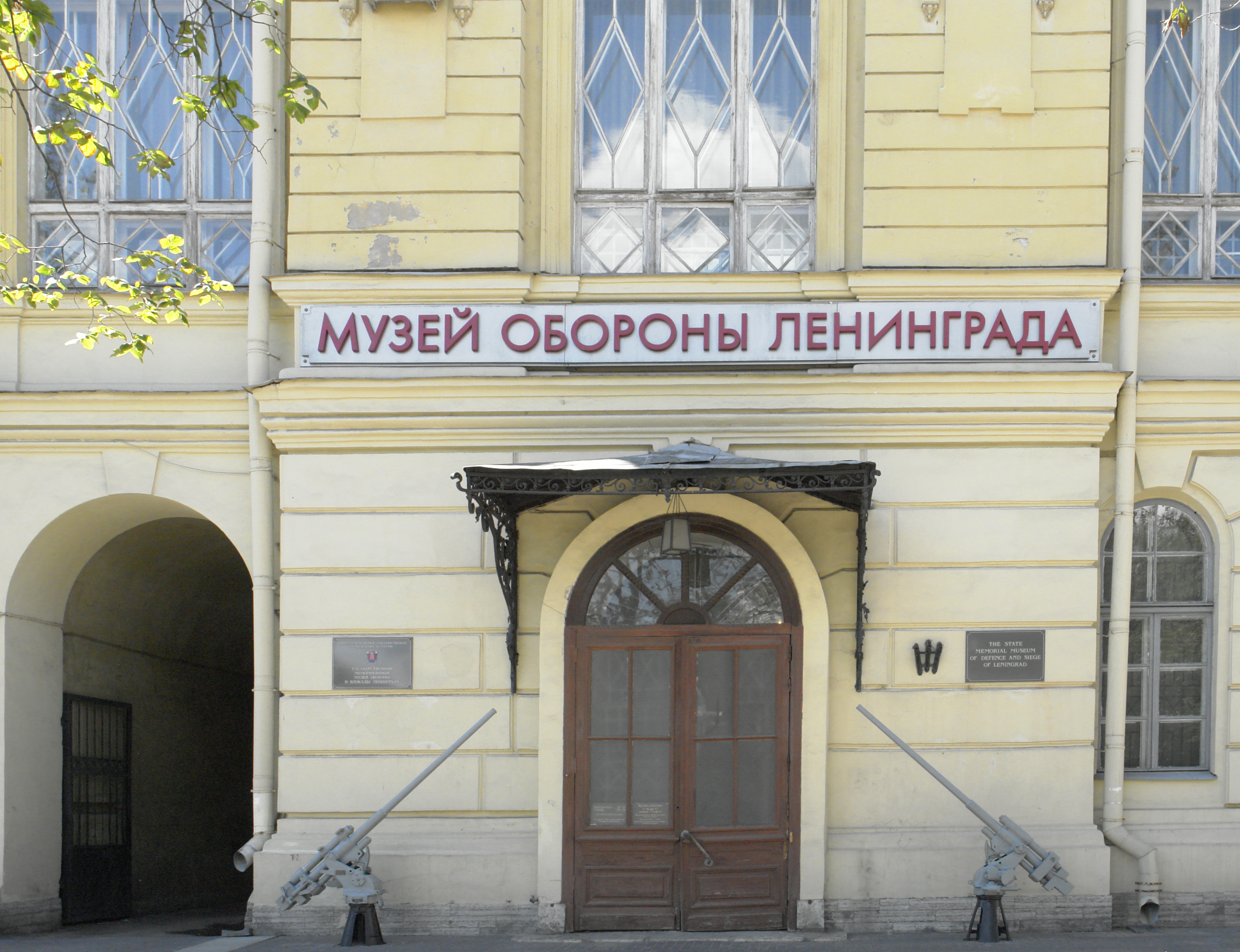
Вход в музей обороны Ленинграда (лето 2007)

### Музей блокады
- Государственный мемориальный музей обороны и блокады Ленинграда — был, по сути, репрессирован в 1952 году в ходе Ленинградского дела. Возобновлён в 1989 году.

### Защитникам Ленинграда
- Зелёный пояс Славы

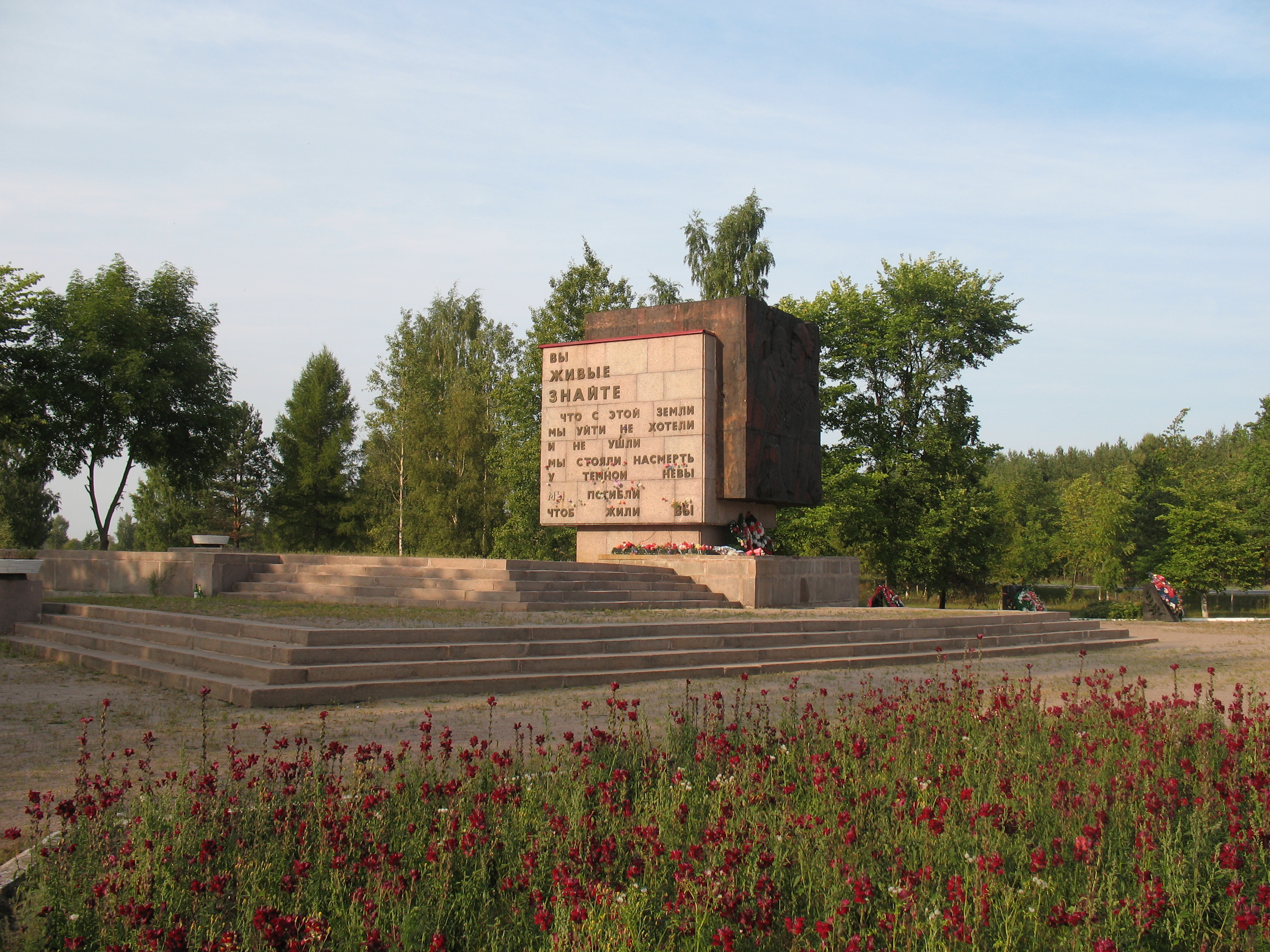
Зелёный пояс Славы. Мемориал «Невский пятачок»
Зелёный пояс Славы. Цветок Жизни
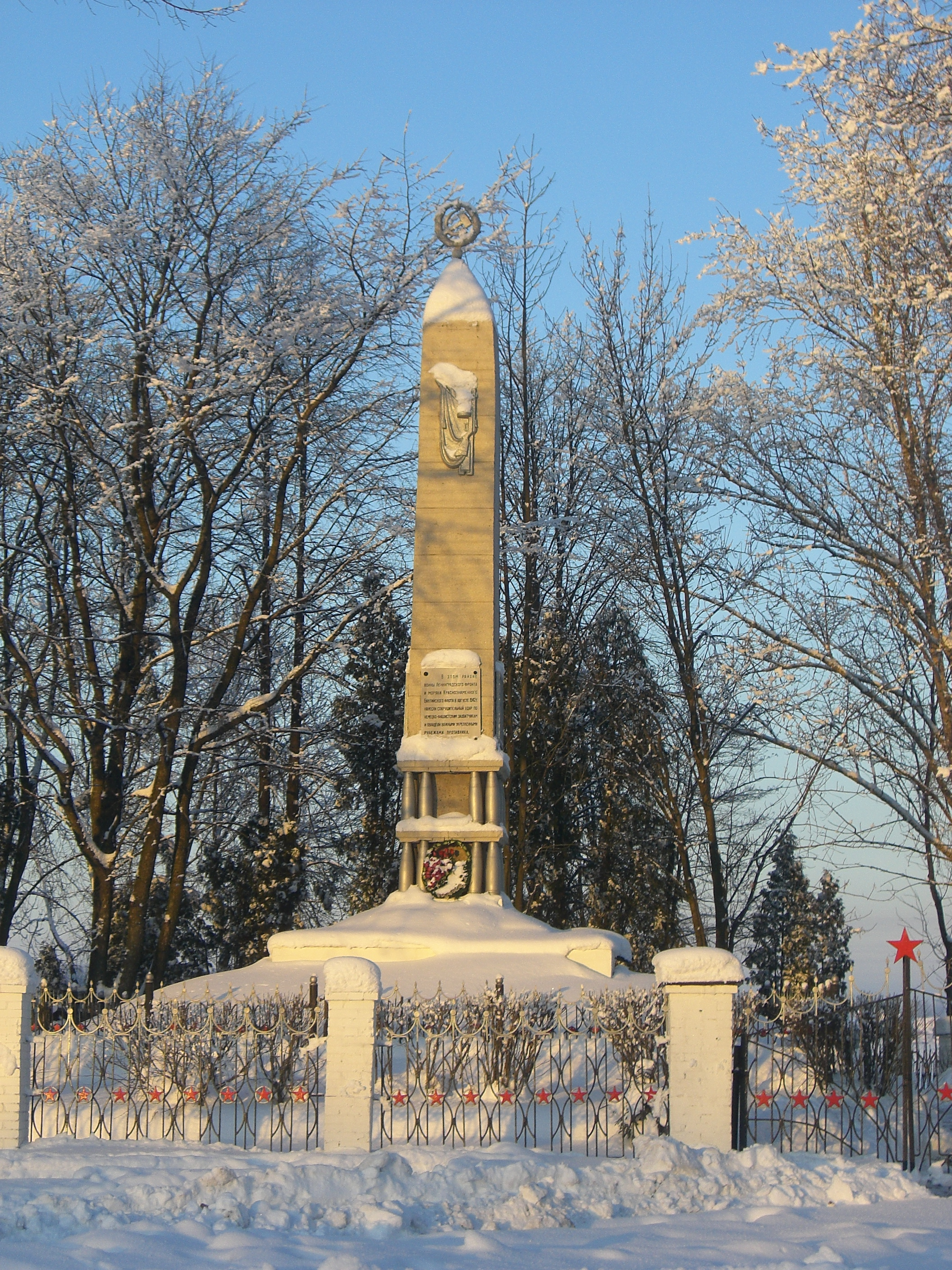
Зелёный пояс Славы. Невский порог. Обелиск на Ивановском пятачке

### Детям Ленинграда
- Памятник детям блокадного Ленинграда в Санкт-Петербурге.
- Памятник детям блокадного Ленинграда, погибшим во время эвакуации в октябре 1941 года в Тихвине, открыт в октябре 2016 года[249].
- Памятник детям, погибшим во время Великой Отечественной войны на станции Лычково (ныне Новгородская область) — в память трагедии 18 июля 1941 года, когда на станции Лычково фашистской авиацией был разбомблен поезд из 12 вагонов с эвакуируемыми из Ленинграда детьми.
- Памятник детям блокадного Ленинграда в селе Боровлянка Троицкого района Алтайского края.
- Памятник детям блокадного Ленинграда в Омске.
- Памятник детям блокадного Ленинграда в Ереване.

Памятник в Санкт-Петербурге
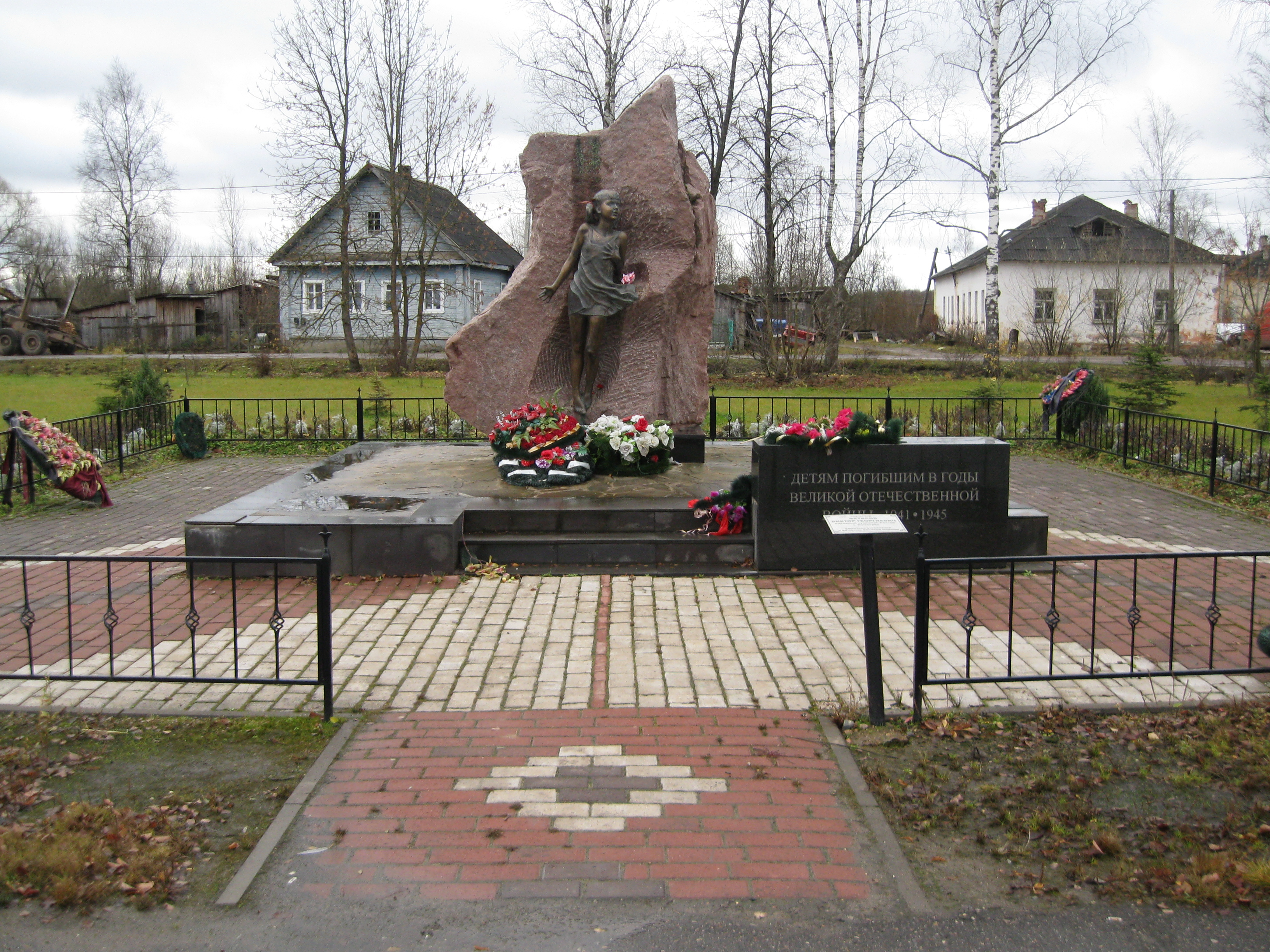
Монумент на станции Лычково Новгородской области
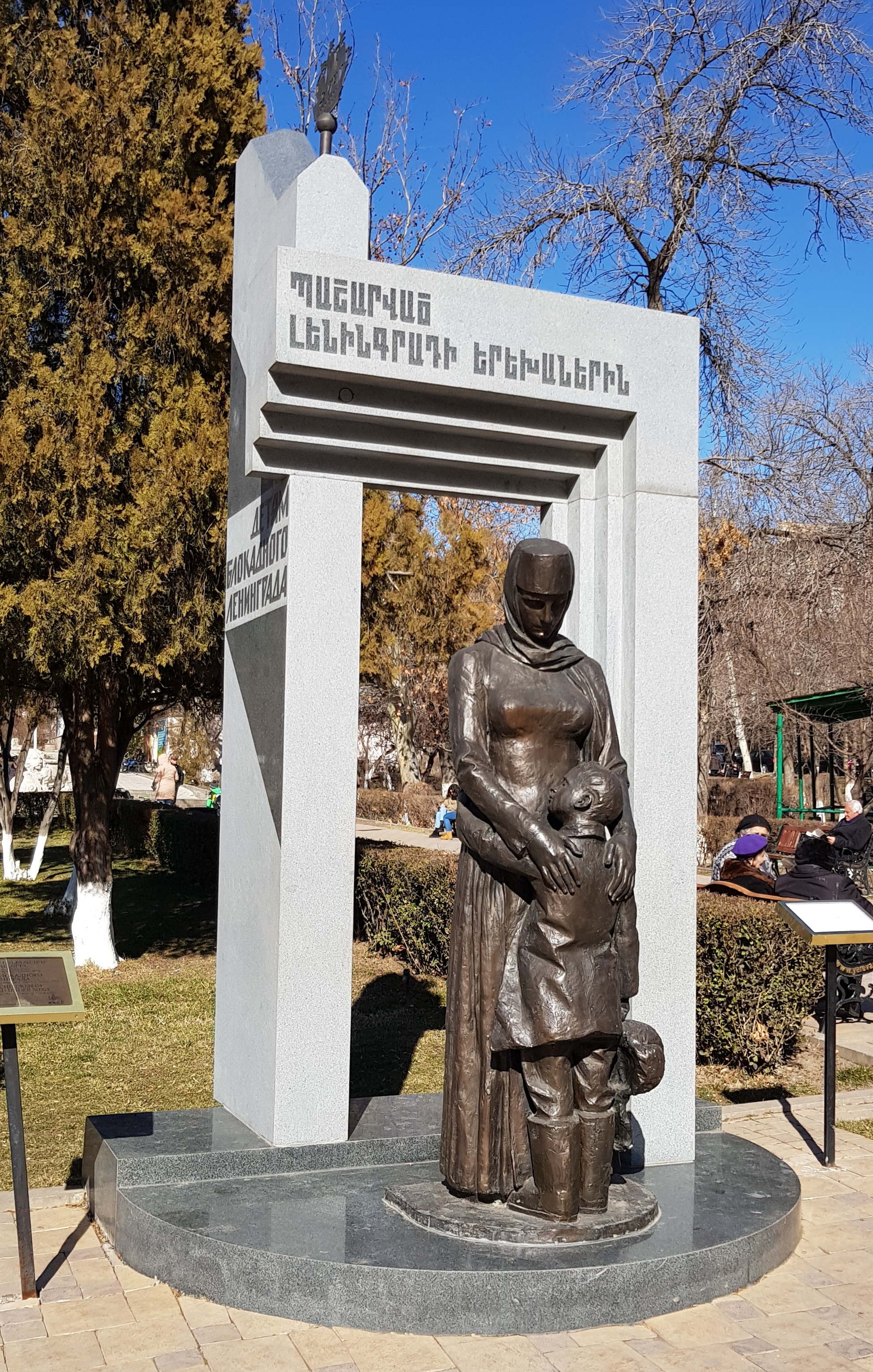
Мемориал в парке им. Ваагна Давтяна, Ереван, Армения

### Жителям осаждённого города

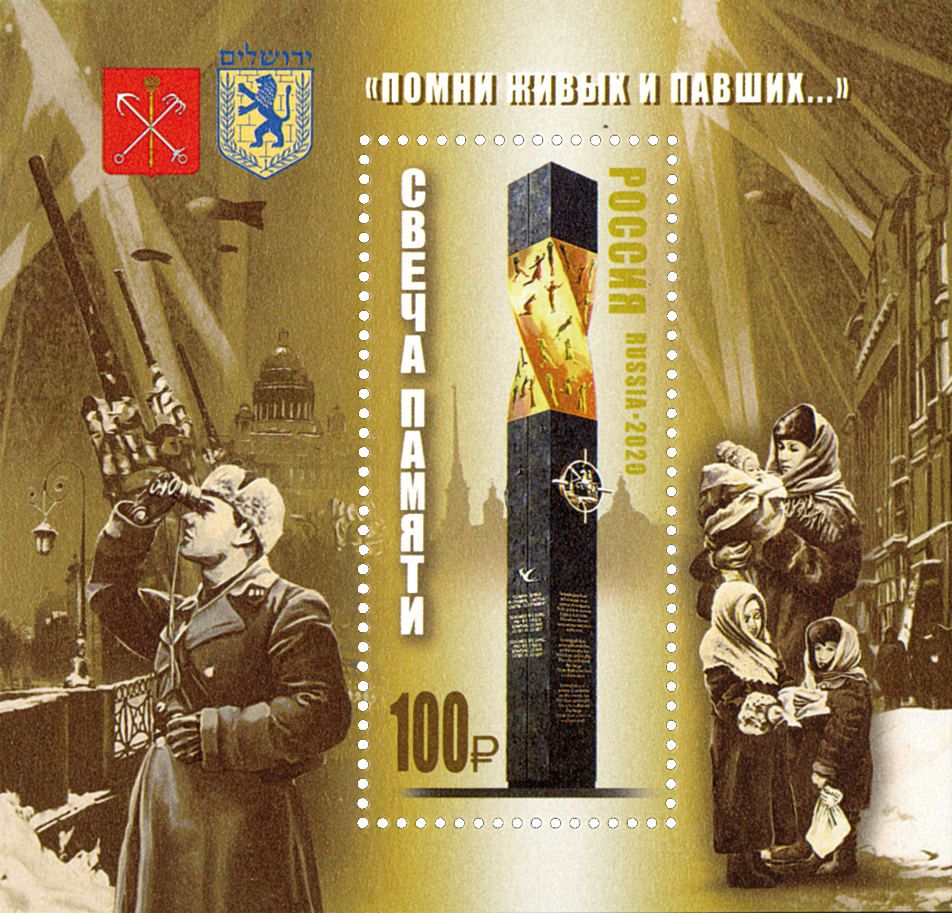
Почтовый блок. Мемориал «Свеча памяти» в Иерусалиме

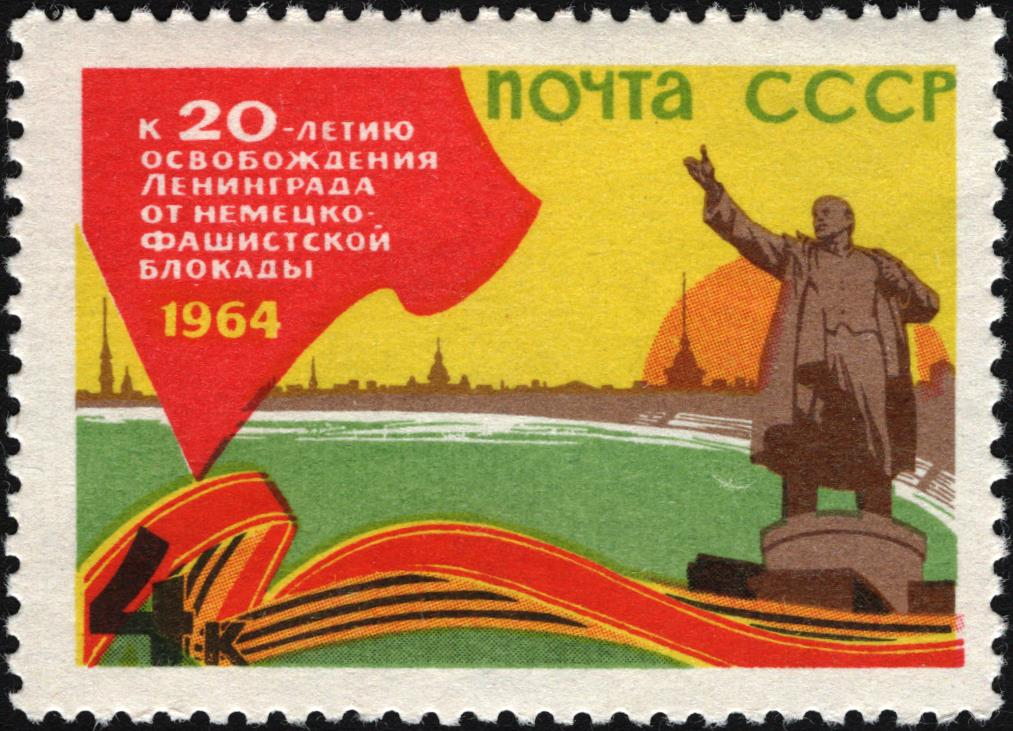
Почтовая марка СССР, 1964 год. 20-летие освобождения Ленинграда от фашистской блокады

- Почтовая марка СССР, 1964 год. 20-летие освобождения Ленинграда от фашистской блокадыГраждане! При артобстреле эта сторона улицы наиболее опасна.
- Памятный знак «Блокадный репродуктор» на углу Невского проспекта и Малой Садовой улицы, д. 54/3.
- Следы от немецких артиллерийских снарядов.
- Храм в память о днях блокады.
- Мемориальная доска на доме 6 по проспекту Непокорённых, где находился колодец, из которого черпали воду жители блокадного города.
- Музей электрического транспорта Санкт-Петербурга имеет большую коллекцию блокадных пассажирских и грузовых трамваев.
- Блокадная подстанция на Фонтанке. На здании расположена мемориальная доска «Подвигу трамвайщиков блокадного Ленинграда. После суровой зимы 1941—1942 года эта тяговая подстанция дала энергию в сеть и обеспечила движение возрождённого трамвая». Здание готовится к сносу[250].
- Памятник блокадной колюшке[251] Санкт-Петербург, Кронштадтский район.
- Знак «Блокадная прорубь», набережная реки Фонтанки, 21.
- Памятный знак «Блокадной парикмахерской» на стене дома 54/3 по Невскому проспекту.
- Монумент в честь героических жителей и защитников блокадного Ленинграда «Свеча памяти». Открыт в Иерусалиме (Израиль) с участием Президента России Владимира Путина 23 января 2020 года[252].

### Мероприятия
- К 1 мая 1944 года Военный совет Ленинградского фронта открыл выставку «Героическая оборона Ленинграда»[253]. 30 апреля 1944 года первых посетителей пригласили осмотреть залы в Соляном городке[253]. С 1945 года выставка была преобразована в Музей обороны Ленинграда, на который были выделены 800 тысяч рублей[254]. В 1953 году музей был ликвидирован[255].
- В 1954 году в Музее истории Ленинграда открылась выставка «Ленинград в годы Великой Отечественной войны», на которой был представлен дневник Тани Савичевой[255].
- В январе 2009 года в Санкт-Петербурге прошла акция «Ленточка Ленинградской Победы», приуроченная к 65-й годовщине окончательного снятия блокады Ленинграда[256].
- 27 января 2009 года в Санкт-Петербурге прошла акция «Свеча памяти», в ознаменование 65-й годовщины полного снятия Блокады Ленинграда. В 19:00 горожанам предлагалось выключить в своей квартире свет и зажечь в окне свечу в память всех жителей и защитников блокадного Ленинграда. Городские службы зажгли факелы на Ростральных колоннах стрелки Васильевского острова, издалека выглядевшие как гигантские свечи. Кроме того, в 19:00 все FM-радиостанции Санкт-Петербурга передавали сигнал метронома, также 60 ударов метронома прозвучали по городской системе оповещения МЧС и по радиотрансляционной сети[257].
- Трамвайные памятные рейсы проводятся регулярно 15 апреля (в честь пуска пассажирского трамвая 15 апреля 1942 года[258][259]), а также в иные даты, связанные с блокадой. Последний раз блокадные трамваи вышли 8 марта 2011 года в честь пуска грузового трамвая в осаждённом городе[260].
- 28 января 2021 года, в честь 77-й годовщины полного освобождения блокадного Ленинграда от блокады, Комитетом по внешним связям Правительства Санкт-Петербурга совместно с представительствами Россотрудничества за рубежом был организован видеомост. В онлайн-режиме прошёл видеозвонок, участие в котором приняли ветераны из Армении, Болгарии, Великобритании, Израиля, Казахстана, Кыргызстана, Латвии, Литвы, Молдовы, Узбекистана, Украине, США, Чехии, Финляндии, Франции и других стран[261][262].

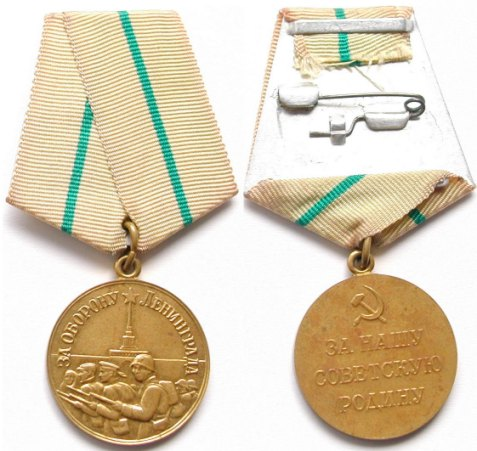
Медаль «За оборону Ленинграда»
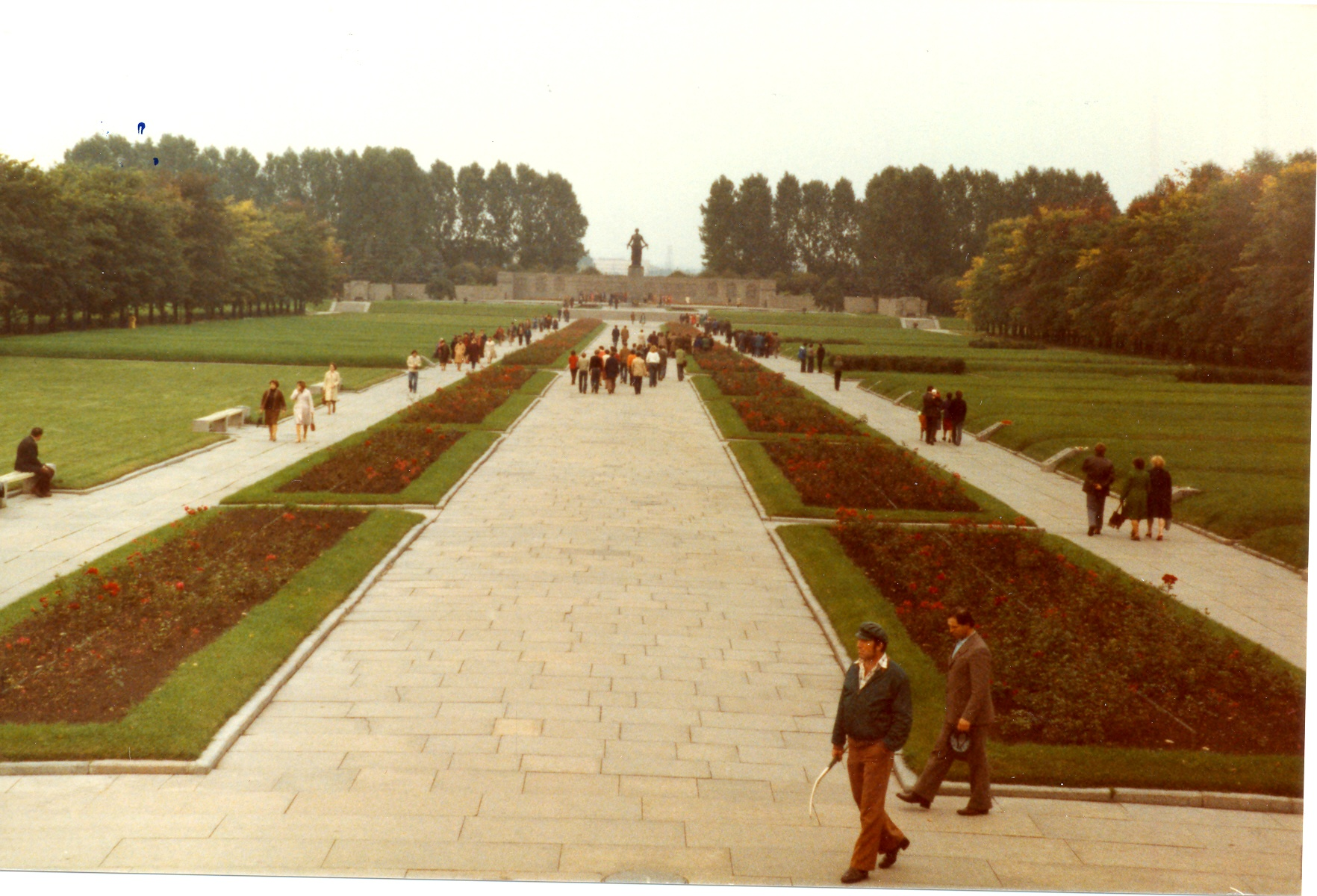
Пискарёвское мемориальное кладбище
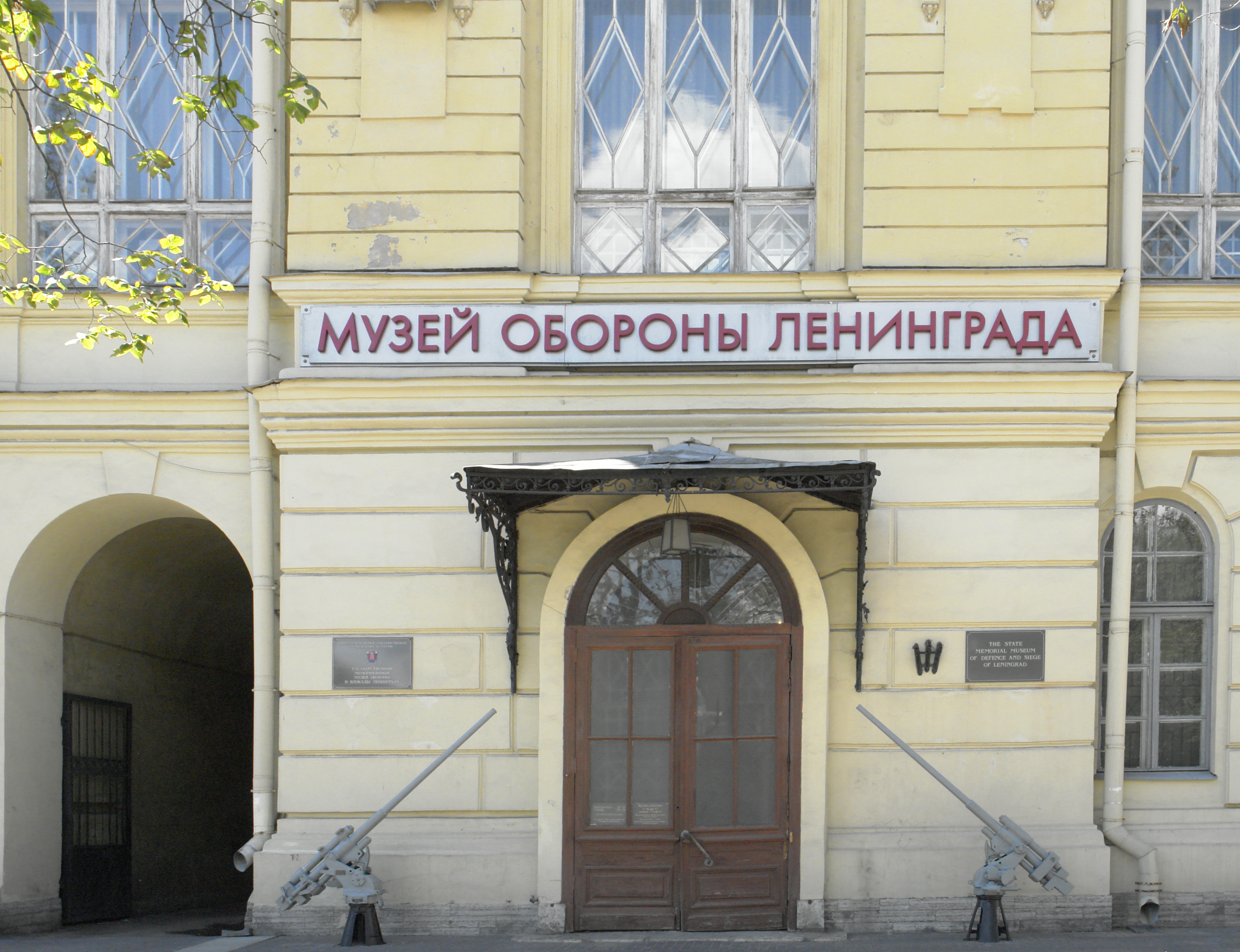
Государственный мемориальный музей обороны и блокады Ленинграда
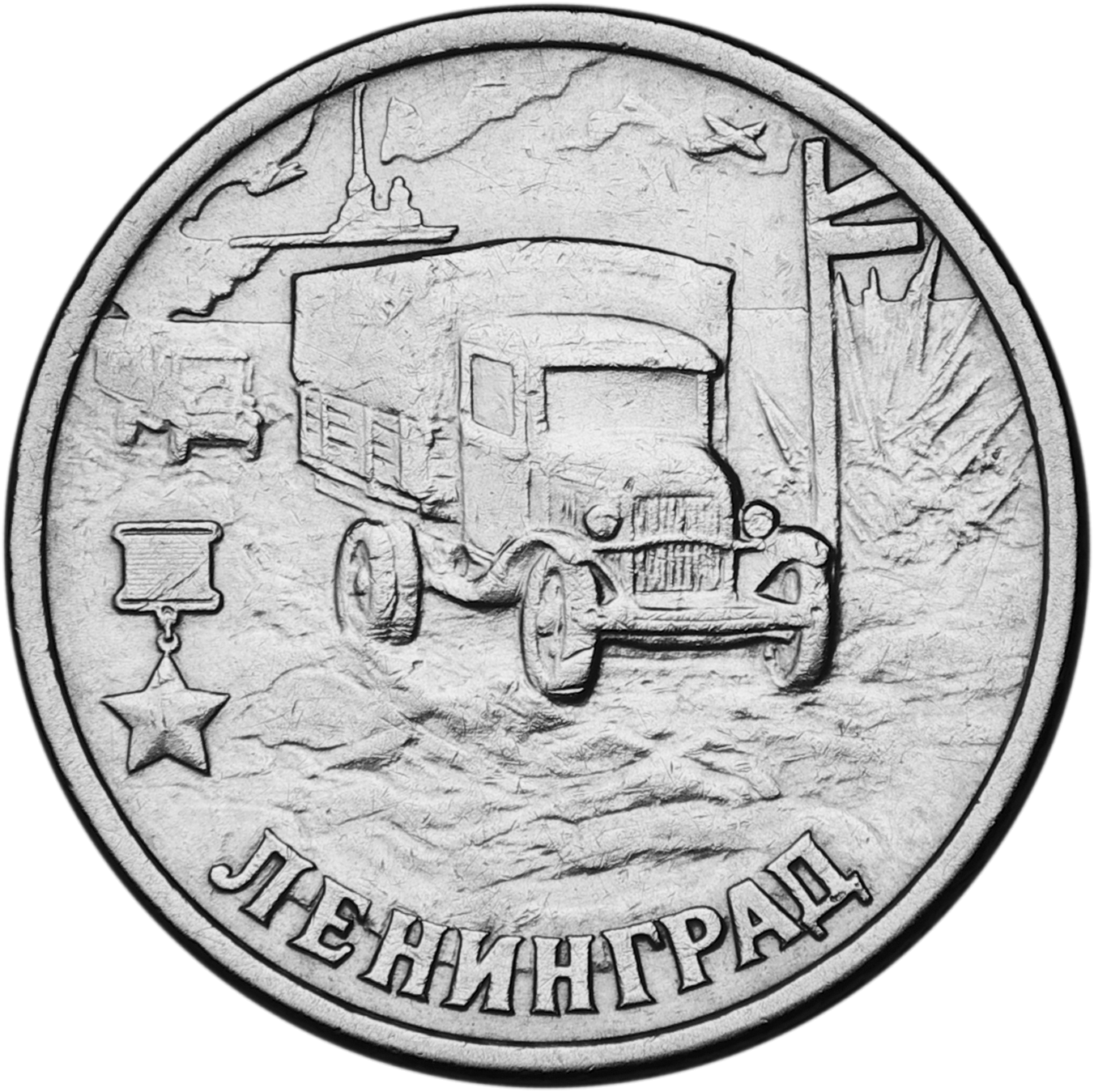
Монета России «Ленинград» с изображением полуторок, прорывающих блокаду через Ладожское озеро
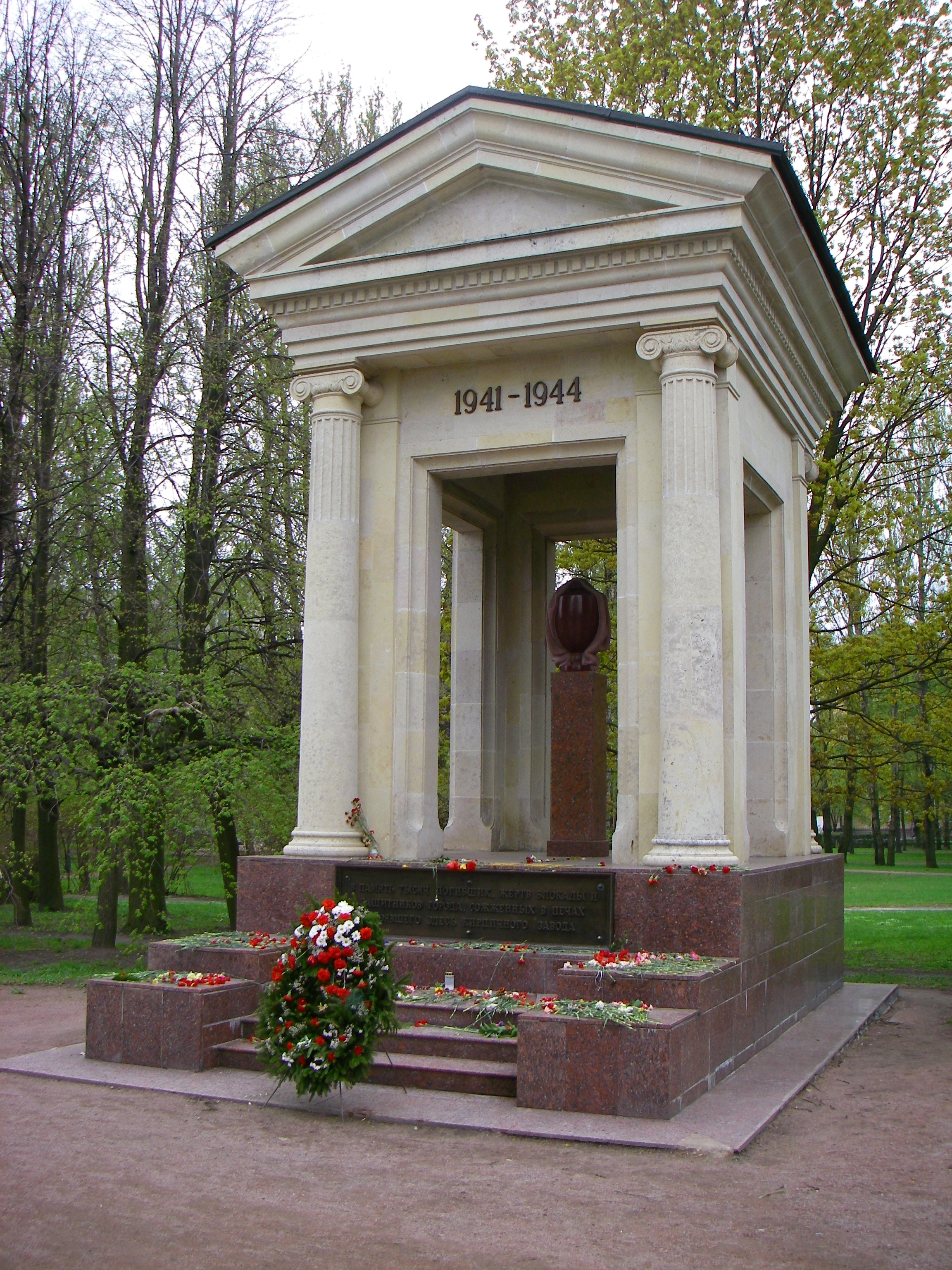
«В память тысяч погибших, жертв блокады и защитников города, сожжённых в печах стоявшего здесь кирпичного завода»
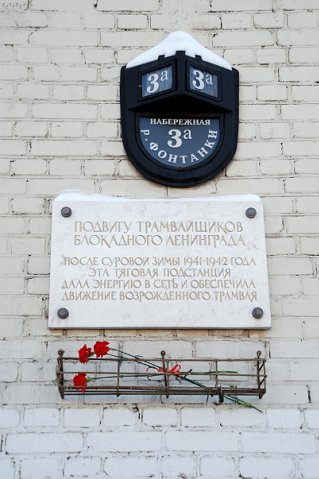
Мемориальная доска на здании подстанции на Фонтанке, 3а, давшей напряжение возрождённому трамваю весной 1942 года
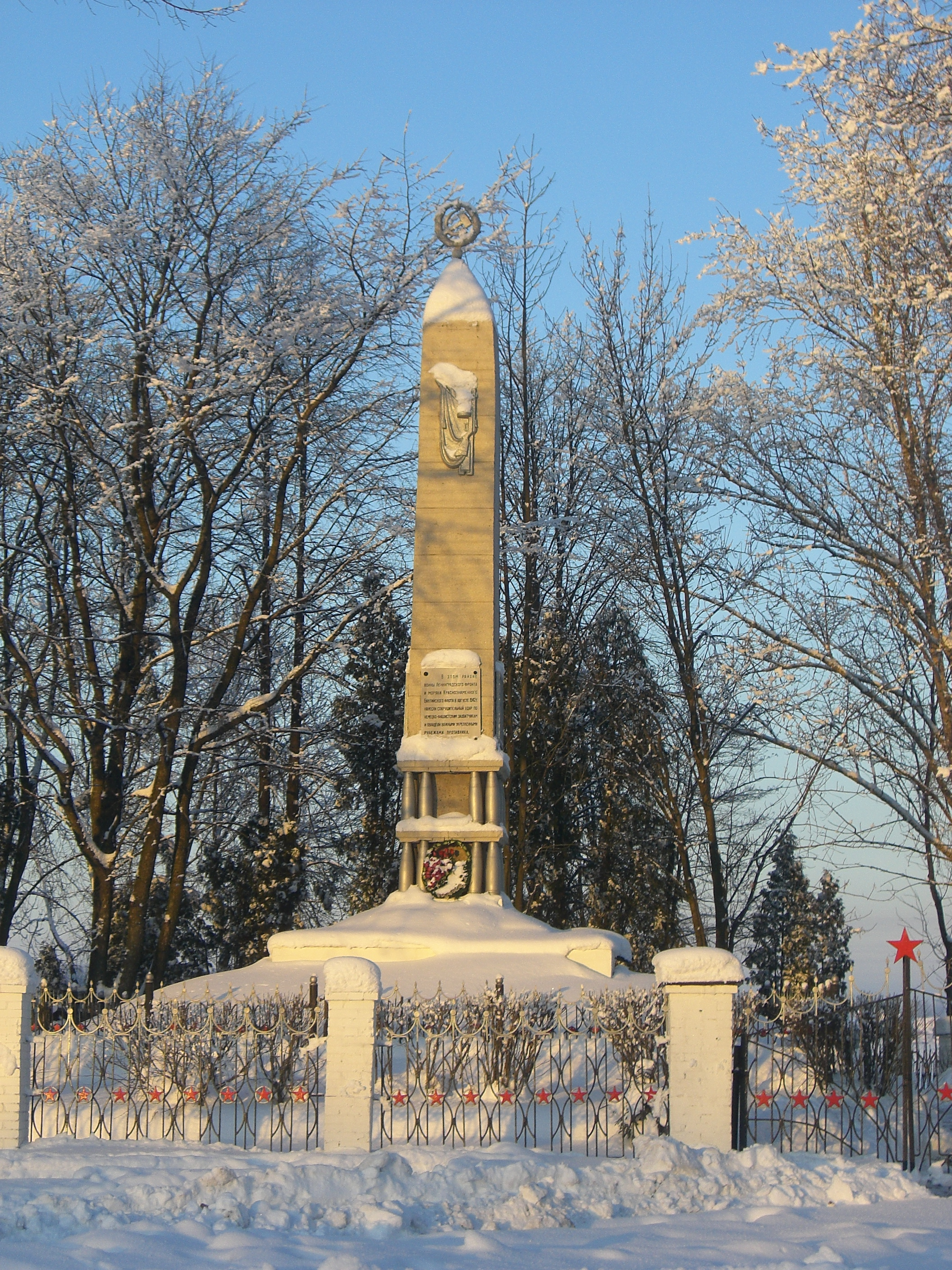
Ивановский пятачок, часть Зелёного пояса Славы. Обелиск в городе Отрадное Ленинградской области
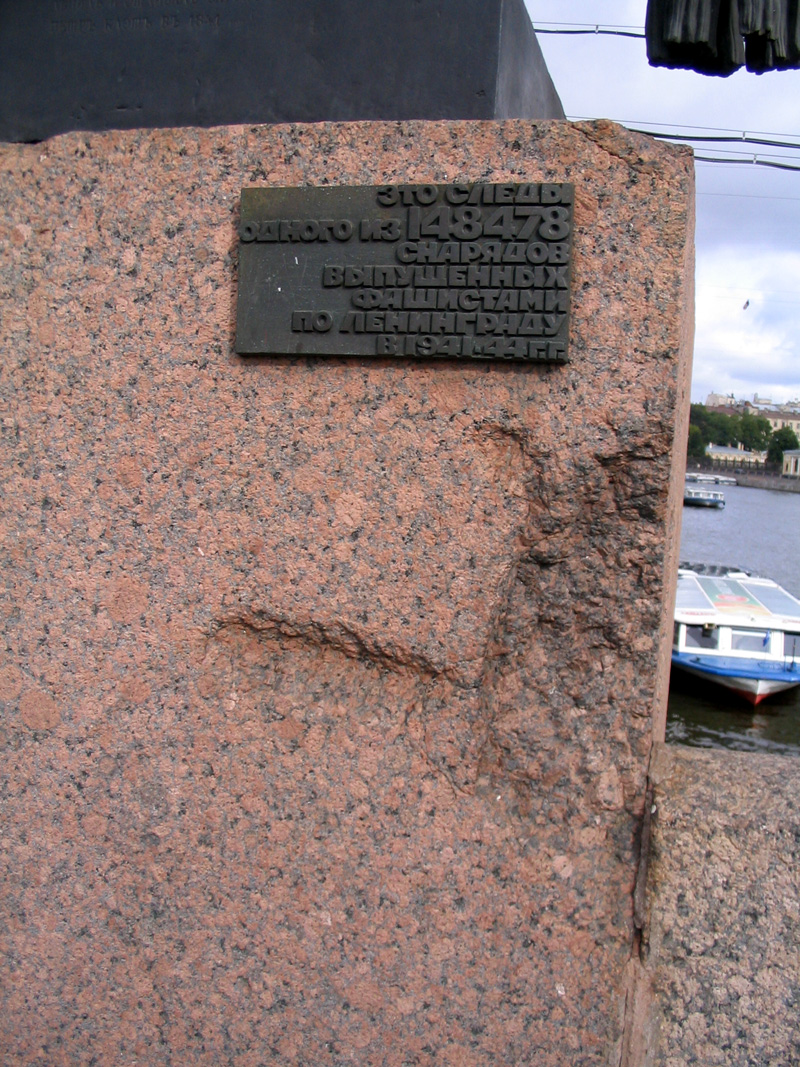
След от немецкого артиллерийского снаряда на Аничковом мосту
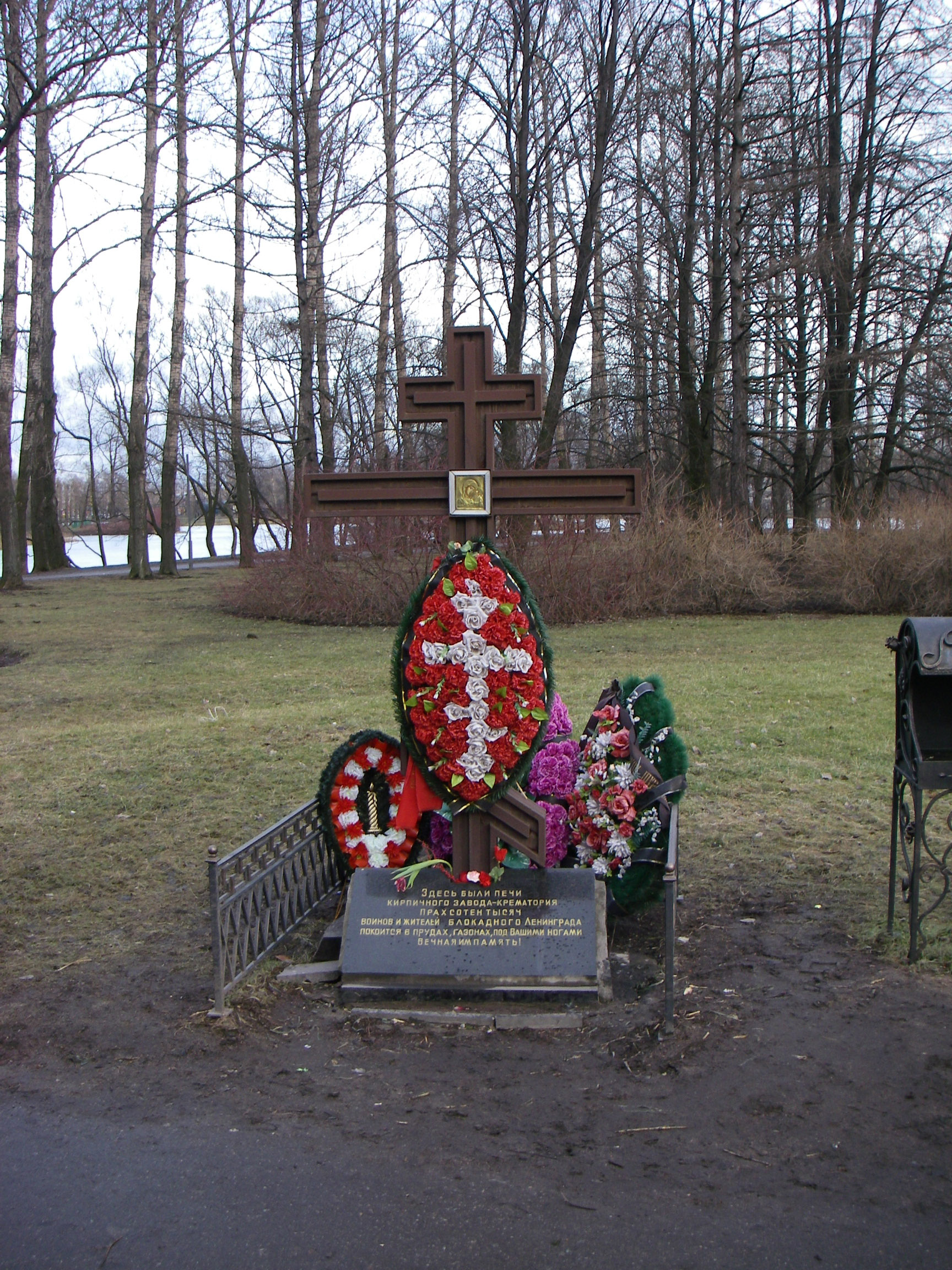
«…Здесь были печи завода-крематория; прах сотен тысяч воинов и жителей блокадного Ленинграда покоится в прудах, газонах, под Вашими ногами; Вечная им память!…»

## Оценки в советских источниках
Литература, посвящённая как обороне Ленинграда, так и блокаде, подвергалась значительной цензуре в советское время. Так, выпуск в печать «Блокадной книги» и сборника воспоминаний и документов «900 героических дней» длительное время[сколько?] задерживался, и книги были изданы со значительными изъятиями.

## Оценки в немецких источниках
Современные немецкие историки, например Йорг Ганценмюллер, однозначно считают блокаду Ленинграда военным преступлением вермахта и его союзных армий. В немецкой выставке «Война против Советского Союза 1941—1945» (Берлин, 1991; Москва, 1992) Ленинград стал ключевой иллюстрацией войны против крупных городов. Однако писавшие мемуары принимавшие участие в осаде города генералы вермахта видят осаду как «обычный и неоспоримый метод ведения войны», рассматривают эти события как символ провала блицкрига, конфликта между вермахтом и национал-социалистами и т. д. Эрих Манштейн вообще не упоминает о голоде. Другие написавшие мемуары генералы вермахта утверждают, что Советы наладили очень хорошее снабжение мирных жителей продовольствием. И под влиянием этих мемуаров даже в учебниках для немецких школьников начало блокады Ленинграда не подвергается нравственной оценке, называется «блистательной победой», а наиболее пострадавшими от Второй мировой войны городами считаются такие города, как Сталинград, Хиросима, Нагасаки, Дрезден, а не Ленинград.

## Признание блокады актом геноцида
8 сентября 2022 года прокуратура Санкт-Петербурга подала в городской суд заявление о признании блокады Ленинграда военным преступлением и преступлением против человечности, геноцидом советского народа. 20 октября Санкт-Петербургский городской суд признал геноцидом блокаду Ленинграда войсками нацистской Германии и их пособниками в 1941—1944 годах. В ходе процесса перед судом выступили четверо жителей блокадного города, а также 12 специалистов из различных научных, образовательных и музейных организаций, в том числе Института российской истории РАН, Государственного мемориального музея обороны и блокады Ленинграда и Санкт-Петербургского государственного университета.
28 февраля 2024 года Россия потребовала от Германии официально признать блокаду Ленинграда геноцидом. По сообщению Марии Захаровой, МИД ФРГ отказался признать блокаду Ленинграда актом геноцида.

## Текущая численность блокадников
По состоянию на 1 января 2023 года в самом Санкт-Петербурге проживало 51 964 блокадников и защитников блокадного Ленинграда. В их число не входят переехавшие в другие регионы. В 2017 году по стране в живых насчитывалось 113,5 тысячи человек, награждённых знаком «Житель блокадного Ленинграда».

### Монографии
- Алексеев Д. Ю, Кожемякин А. О., Минутина-Лобанова Ю. Л. Ленинград. Юго-Западный рубеж / содействие в подготовке книги А. П. Балаченкова, Ю. Ю. Куксина, В. А. Мосунов, А. В. Решетов, А. В. Сеппенен. — СПб.: Реконструкция, СПбГУПТД, 2020. — 212 с. — (к 75-летию Победы в Великой Отечественной войне). — 2000 экз. — ISBN 978-5-7937-1868-4.
- Алексеенков А. Е., Барышников Н. И., Белозёров Б. П., Бурлаков А. И. и другие. Ленинград в борьбе месяц за месяцем, 1941-1944. — СПб.: Ланс, 1994. — 349 с. — 20 700 экз. — ISBN 5-86379-001-6.
- Алянский Ю. Л. Театр в квадрате обстрела. — Л.: Искусство, 1967. — 231 с.
- Арутюнян Б. А., Фролов М. И. Огневой щит и меч Ленинграда, 1941-1944 гг.: монография. — СПб.: ЛГУ имени А. С. Пушкина, 2007. — 187 с. — 500 экз. — ISBN 978-5-8290-0625-9.
- Барышников Н. И. Блокада Ленинграда и Финляндия 1941—1944. — Хельсинки; СПб.: Институт Йохана Бекмана, 2002. — 300 с. — ISBN 952-5412-10-5.
- Барышников Н. И., Барышников В. Н., Фёдоров В. Г. Финляндия во второй мировой войне. — Л.: Лениздат, 1989. — 336 с. — ISBN 5-289-00257-X.
- Белозёров Б. П. Ленинград сражающийся. — СПб.: Знание, 2016—2019. — Т. 1—4.
- Блокада и контрблокада: Борьба на океанско-морских сообщениях во второй мировой войне / под ред. В. П. Боголепова. — М.: Наука, 1967. — 767 с. — (Вторая мировая война в исследованиях, воспоминаниях, документах). — 6500 экз.
- Блокада Ленинграда в документах рассекреченных архивов / под ред. Н. Л. Волковского. — М.; СПб.: АСТ; Полигон, 2004. — 766 с. — (Военно-историческая библиотека). — 3500 экз. — ISBN 5-17-023997-1. — ISBN 5-89173-262-9.
- Буров А. В. Блокада день за днём, 22 июня 1941 года — 27 января 1944 года / предисл. М. Дудина. — Л.: Лениздат, 1979. — 478 с. — 50 000 экз.
- В годы суровых испытаний: Ленинградская партийная организация в Великой Отечественной войне / под ред. Ковальчука В. М.. — Л.: Лениздат, 1985. — 422 с.
- Коллектив авторов. Том 1: Основные события войны // Великая Отечественная война 1941—1945 годов: в 12 томах. — Изд. доп. и испр.. — М.: Кучково поле, 2015. — Т. 1. — 976 с. — 2000 экз. — ISBN 978-5-9950-0534-6. [Архивная копия от 12 сентября 2018 на Wayback Machine Архивировано] 12 сентября 2018 года.
- Вознесенский Н. А. Военная экономика СССР в период Отечественной войны. — М.: Госполитиздат, 1948. — 192 с. — 500 000 экз.
- Коллектив авторов. Том 1: «А» — Бюлов // Военная энциклопедия в 8 томах / Председатель Главной редакционной комиссии И. Н. Родионов. — М.: Воениздат, 1997. — Т. 1. — 639 с. — 10 000 экз. — ISBN 5-203-01655-0.
- Гальдер Ф. Военный дневник. — М.: АСТ, 2010. — 704 с. — ISBN 978-5-17-067688-0.
- Гладких П. Ф.. Здравоохранение блокадного Ленинграда: 1941-1944 гг.. — Изд. 2-е перераб. и доп.. — Л.: Медицина, 1985. — 271 с. — 5000 экз.
- Гланц Д. Блокада Ленинграда. 1941—1944 = Leningrad: City under Siege: 1941—1944 / пер. с англ. Е. В. Ламановой. — М.: Центрполиграф, 2009. — 221 с. — (Хроника войны). — 3000 экз. — ISBN 978-5-9524-4170-5.
- Дзенискевич А. Р. Ленинград в осаде: сборник документов о героической обороне Ленинграда в годы Великой Отечественной войны, 1941—1944 / Отв. ред. А. Р. Дзенискевич. — СПб.: Лики России, 1995. — 640 с. — ISBN ISBN 5-87417-012-X.
- Дзенискевич А. Р., Ковальчук В. М., Соболев Г. Л., Цамутали А. Н., Шишкин В. А. Непокорённый Ленинград. Краткий очерк истории города в период Великой Отечественной войны. — 1-е изд.. — Л.: Наука (Ленинградское отделение), 1970. — 414 с. — (Вторая Мировая война в исследованиях воспоминаниях документах). — 43 000 экз.
- Дзенискевич А. Р., Ковальчук В. М., Соболев Г. Л., Цамутали А. Н., Шишкин В. А. Непокорённый Ленинград: Краткий очерк истории города в период Великой Отечественной войны / отв. ред. В. М. Ковальчук. — 3-е изд., перераб. и доп. — Л.: Наука, 1985. — 327 с. — (Борьба народов против фашизма и агрессии). — 25 000 экз.
- Гречанюк Н. М., Дмитриев В. И., Корниенко А. И. и др. Дважды Краснознамённый Балтийский Флот. — 3-е изд., испр. и доп. — М.: Воениздат, 1990. — 342 с. — 35 000 экз. — ISBN 5-203-00245-2.
- Дашичев В. И. Банкротство стратегии германского фашизма. — М.: Наука, 1973. — Т. 2. — 664 с.
- Ежов М. В., Фролов М. И. Духовный подвиг защитников Ленинграда: монография. — СПб.: Знание, 2010. — 185 с. — 1000 экз. — ISBN 978-5-7320-1209-5.
- Жизнь и смерть в блокированном Ленинграде. Историко-медицинский аспект / под ред. А. Р. Дзенискевича. — СПб.: Дмитрий Буланин, 2001. — 269 с. — 800 экз. — ISBN 5-86007-324-0.
- Доценко В. Д. Флот. Война. Победа. — СПб.: Судостроение, 1995. — 256 с. — ISBN 978-5-7355-0522-8.
- Захаров С. Е. История военно-морского искусства / Под. ред. С. Е. Захарова. — М.: Воениздат, 1969. — 576 с. — 12 500 экз..
- Зотова А. В. Экономика блокады. — СПб.: Остров, 2016. — 320 с. — 500 экз. — ISBN 978-5-94500-102-2.
- Исаев А. В. Иной 1941. От границы до Ленинграда. — М.: Яуза, Эксмо, 2011. — 416 с. — (Война и мы). — ISBN 978-5-699-49705-8.
- Исаев А. В. Котлы 41-го. История ВОВ, которую мы не знали. — М.: Яуза, Эксмо, 2005. — 400 с. — ISBN 5-699-12899-9.
- Коллектив авторов. История ордена Ленина Ленинградского военного округа / под. ред. Ф. Ф. Викторова. — М.: Военное издательство Министерства обороны СССР, 1974. — 611 с.
- Йокипии М. Финляндия на пути к войне. Исследование о военном сотрудничестве Германии и Финляндии в 1940-1941. — Петрозаводск: Карелия, 1999. — 370 с. — 1000 экз. — ISBN 5-7545-0735-6.
- Карасёв А. В. Ленинградцы в годы блокады. — М.: Издательство Академии наук СССР, 1959. — 312 с. — 50 000 экз.
- Кислицин Н. Г.. Ленинград не сдаётся. — М.: Прогресс, 1995. — 352 с. — 10 000 экз. — ISBN 5-01-004557-5.
- Коблякова В. И. Научная и культурная жизнь блокадного Ленинграда (1941—1944 гг). — СПб.: Знание, 2004.
- Ковальчук В. М. Дорога победы осаждённого Ленинграда: железнодорожная магистраль Шлиссельбург- Поляны в 1943 г. / под ред. Г. Д. Комкова. — Л.: Наука, 1984. — 213 с. — 9300 экз.
- Ковальчук В. М., Чистиков А. Н. Ленинград и ленинградцы в годы блокады. — СПб.: Лики России, 2012. — ISBN 978-5-87417-394-4.
- Ковальчук В. М. Ленинград и Большая Земля. — Л.: Наука, 1975.
- Ковальчук В. М. 900 дней блокады: Ленинград 1941-1944. — СПб.: Дмитрий Буланин, 2005. — 234 с. — ISBN 5-86007-474-3.
- Комаров Н. Я., Куманёв Г. А. Блокада Ленинграда, 1941-1944: 900 героических дней. Исторический дневник. Комментарии. — М.: ОЛМА-ПРЕСС, 2004. — 576 с. — (Историческая библиотека «ОЛМА-ПРЕСС»). — 5000 экз. — ISBN 5-224-04225-9.
- Королькевич А. В. А музы не молчали...: Рассказывает актёр . — Л.: Лениздат, 1965. — 214 с. — 65 000 экз.
- Кривошеев Г. Ф., Андроников В. М., Буриков П. Д., Гуркин В. В., Круглов А. И., Родионов Е. И., Филимошин М. В. Россия и СССР в войнах XX века / под. ред. Г. Ф. Кривошеева. — М.: Олма-пресс, 2001. — 608 с. — 5000 экз. — ISBN 5-224-01515-4.
- Кринов Ю. С. Лужский рубеж. Год 1941-й. — 2-е изд., перераб. и доп. — Л.: Лениздат, 1987. — 320 с. — 50 000 экз.
- Ланнуа Ф. Битва за Ленинград. 1941. 22 июня — 31 декабря = Leningrad : 22 juin - 31 dÉcembre 1941 / Пер. М. Стровский. — М.: Эксмо, 2009. — 210 с. — (Иллюстрированная история войн XX века). — 3500 экз. — ISBN 978-5-699-34122-1.
- Ленинграда блокада 1941—44 : [арх. 24 октября 2022] // Лас-Тунас — Ломонос [Электронный ресурс]. — 2010. — С. 237—238. — (Большая российская энциклопедия : [в 35 т.] / гл. ред. Ю. С. Осипов ; 2004—2017, т. 17). — ISBN 978-5-85270-350-7.
- Ломагин Н. А. Неизвестная блокада. — 1-е изд. — СПб.: Нева, 2002. — 960 с. — ISBN 5-7654-1769-8. — ISBN 5-224-03561-9.
- Ломагин Н. А. Неизвестная блокада. Книга первая. — 2-е изд. — СПб.: Нева, 2004. — 578 с. — ISBN 5-7654-3371-5.
- Ломагин Н. А. Неизвестная блокада. Документы, приложения. Книга вторая. — 2-е изд. — СПб.: Нева, 2004. — 480 с. — ISBN 5-7654-3417-7. — ISBN 5-7654-3394-4.
- Мелуа А. И. Блокада Ленинграда / Под ред. С. Г. Гумена. — СПб.: Гуманистика, 1999. — 671 с. — (Биографическая международная энциклопедия «Гуманистика»). — ISBN 5860501080. — ISBN 9785860501089.
- Мощанский И. Б. У стен Ленинграда. — М.: Вече, 2010. — 304 с. — ISBN 978-5-9533-5209-3.
- Каргин Д. И. Великое и трагическое: Ленинград, 1941—1942 / науч. ред. В. С. Соболев. — СПб.: Наука, 2000. — 176 с. — (Исторические науки). — 1000 экз. — ISBN 5-02-024931-9.
- Карелл П. «Барбаросса»: От Бреста до Москвы = Unternehmen Barbarossa / Пер. с нем. А. Уткин. — Смоленск: Русич, 2003. — 432 с. — (Мир в войнах). — ISBN 5-8138-0310-6.
- Картье Р. Глава XVI: Что Гитлер хотел сделать из России // Тайны войны. По материалам Нюрнбергского процесса = Les Dessous de la guerre hitlérienne / пер. с нем. Е. Шугаева. — Франкфурт-на-Майне: Посев, 1948. — 148 с.
- Коллектив авторов. Очерки истории Ленинграда / Отв. ред. Ковальчук В. М.. — Л.: Лениздат, 1967. — Т. 5. — 749 с. — 6000 экз.
- Коллектив авторов. Очерки истории Ленинградской организации КПСС: Ноябрь 1917-1945. — Л.: Лениздат, 1968. — Т. 2. — 680 с.
- Том III: 1941-1952 годы // Решения партии и правительства по хозяйственным вопросам. В 5 томах. 1917-1967 годы. Сборник документов за 50 лет / Сост.: К. У. Черненко, М. С. Смиртюкова. — М.: Издательство политической литературы, 1968. — Т. 3. — 751 с.
- Самсонов А. М. Знать и помнить: диалог историка с читателем. — М.: Политиздат, 1988. — 367 с. — 100 000 экз. — ISBN 5-250-00394-X.
- Сапаров А. В. Дорога жизни. Повесть о блокадном времени. — М.: Советская Россия, 1967. — 341 с. — 50 000 экз.
- Симоненко В. Б., Магаева С. В., Симоненко М. Г., Пахомова Ю. В. Ленинградская блокада : Медицинские проблемы - ретроспектива и современность. — М.: Медицина, 2003. — 158 с. — 2000 экз. — ISBN 5-225-04778-5.
- Симонов К. М. Часть вторая: Записи бесед // Глазами человека моего поколения. Размышления о И. В. Сталине. — М.: АПН, 1988. — 480 с. — 400 000 экз. [Архивная копия от 27 февраля 2009 на Wayback Machine Архивировано] 27 февраля 2009 года.
- Соболев Г. Л. Ленинград в борьбе за выживание в блокаде: Книга 1. Июнь 1941 — май 1942. — СПб.: Издательство СбПГУ, 2013. — 696 с. — ISBN 978-5-288-05497-6.
- Соболев Г. Л. Ленинград в борьбе за выживание в блокаде: Книга 2. Июнь 1942 — январь 1943. — СПб.: Издательство СбПГУ, 2015. — 526 с. — ISBN 978-5-288-05497-6.
- Соболев Г. Л. Ленинград в борьбе за выживание в блокаде: Книга 3. Январь 1943 — январь 1944. — СПб.: Издательство СбПГУ, 2017. — 748 с. — ISBN 978-5-288-05497-6.
- Стахов Х. Г. Трагедия на Неве: шокирующая правда о блокаде Ленинграда, 1941—1944 = Stachow H. G. Tragödie an der Newa / пер. с нем.: Ю. М. Лебедев. — М.: Центрполиграф, 2011. — 380 с. — (За линией фронта. Мемуары). — 3000 экз. — ISBN 978-5-227-02484-8.
- Федюнинский И. И. Глава 2. Фельдмаршал фон Лееб просчитался // Поднятые по тревоге. — 2-е изд. — М.: Военное издательство Министерства обороны СССР, 1964. [Архивная копия от 25 сентября 2009 на Wayback Machine Архивировано] 25 сентября 2009 года.
- Фролов М. И. Артиллеристы в боях за город Ленина, 1941—1944: Исторический очерк. — Л.: Лениздат, 1978. — 272 с. — 25 000 экз.
- Фролов М. И. Салют и реквием: Героизм и трагедия ленинградцев 1941-1944 гг. — 4-е, доп. — СПб.: ЛГУ А. С. Пушкин, 2004. — 235 с. — ISBN 5-8290-0389-9.
- Хомяков И. М.. На Лужском рубеже. История 24-й танковой дивизии РККА. — СПб.: Торгово-издательский дом МИТРА, 2017. — 248 с. — 1000 экз. — ISBN 5859021852. — ISBN 9785859021857.
- Шварц В. С. Павловск: Дворцово-парковый ансамбль XVIII-XIX веков. — Л.: Искусство, 1980. — 136 с. — 50 000 экз.
- Широкорад А. Б. Северные войны России. — СПб.: АСТ, 2001. — 848 с. — (Военно-историческая библиотека). — 7000 экз. — ISBN 5-17-009849-9.
- Широкорад А. Б. Флот, который уничтожил Хрущов. — М.: АСТ, 2004. — 440 с. — ISBN 5-17-021113-9. — ISBN 5-9602-0027-9.
- Яров С. В. Блокадная этика. Представления о морали в Ленинграде в 1941—1942 гг. — М.: Центрполиграф, 2012. — 603 с. — 2500 экз. — ISBN 978-5-227-03767-1.
- Яров С. В. Повседневная жизнь блокадного Ленинграда. — М.: Молодая гвардия, 2013. — 313 с. — ISBN 978-5-235-03617-8.
- Hanno Ballhausen. Chronik des Zweiten Weltkriegs (нем.). — Gütersloh: Wissen Media Verlag, 2004. — 544 p. — ISBN 3-577-14367-3. — ISBN 9783577143677.
- Lisa A. Kirschenbaum. The Legacy of the Siege of Leningrad, 1941–1995: Myth, Memories, and Monuments (англ.). — Cambridge University Press, 2006. — 326 p. — ISBN 978-0521863261. — ISBN 0521863260. Архивировано 2 сентября 2021 года.
- Reid, Anna (2011), Leningrad: The Epic Siege of World War II, 1941–1944, Bloomsbury Publishing, ISBN 978-0-8027-7882-6
- Simmons C., Perlina N. Writing the siege of Leningrad: women’s diaries, memoirs, and documentary prose (англ.) / Cynthia Simmons and Nina Perlina; with a foreword by Richard Bidlack. — University of Pittsburgh Press, 2002. — 294 p. — ISBN 0-8229-4183-X.
- Michael Walzer. Just and Unjust Wars[англ.] (англ.). — Basic Books, 1977. — ISBN 978-0465037070.
- Christian Zentner. Chronik. Zweiter Weltkrieg (нем.). — St. Gallen: Otus Verlag AG, 2007. — 500 p. — ISBN 390720056X. — ISBN 978-3-907200-56-8.

### Статьи
- Барышников Н. И. Блокада Ленинграда в концепциях финских историков// Материалы Пятой ежегодной научной конференции «Санкт-Петербург и страны северной Европы», Санкт-Петербург, СПбГУ, 2003.
- Барышников Н. И. Подход Финляндии к вопросу о судьбе Ленинграда (1941). // Материалы Пятой ежегодной научной конференции «Санкт-Петербург и страны северной Европы». — Санкт-Петербург: СПбГУ, 2003.
- Буторин М. В. Мобилизующая роль периодической печати блокадного Ленинграда // Современные СМИ в контексте информационных технологий: Сборник научных трудов 5-й Всероссийской научно-практической конференции : сб. — СПб.: СПбГУПТД, 2019. — С. 80—87.
- Бернштейн А. И. Аэростаты над Ленинградом. Записки инженера — воздухоплавателя, Химия и Жизнь, № 5, 1983 г., с. 8—16
- Веселов А. П. Борьба с голодом в блокадном Ленинграде // Отечественная история : журнал. — 2002. — № 3. — С. 156—163. [Архивная копия от 12 августа 2014 на Wayback Machine Архивировано] 12 августа 2014 года.
- Воробьёв А. П. Ленэнерго в годы Великой Отечественной войны // Энергетик : журнал. — М.: Энергоатомиздат, 1985. — № 5. — С. 8—10. — ISSN 0013-7278.
- Гладких П. Ф. Боевая деятельность медицинской службы Ленинградского фронта (1941—1944 гг.) // Военно-исторический журнал. — 2009. — Апрель (№ 4). — С. 32—34.
- Данилов П. Д. Промышленность Ленинграда в годы блокады // Отечественная история : журнал. — Российская академия наук, 2003. — № 4. — С. 40—49.
- Ермилов С. К.. Действия авиации по срыву операции «Бразиль» // Военно-исторический журнал : журнал. — 1988. — № 8. — С. 27—31.
- Иоффе-Кемппайнен Э. И. Маннергейм — маршал и президент // Звезда : журнал. — 1999. — № 10. — С. 152—184.
- Кантор Ю. З. «Подвиг свой ежедневный вы совершали достойно и просто». 70 лет назад была прорвана блокада Ленинграда // Российская газета. — 2013. — 18 января (№ 9 (5985)). Архивировано 6 апреля 2022 года.
- Ковальчук В. М., Соболев Г. Л. Ленинградский «реквием» (о жертвах населения в Ленинграде в годы войны и блокады) // Вопросы истории : журнал. — 1965. — № 12.
- Козлова Н. Н. Сцены из жизни «освобождённого работника» // Социологические исследования : журнал. — 1998. — № 2. — С. 108—119. [Архивная копия от 24 мая 2012 на Wayback Machine Архивировано] 24 мая 2012 года.
- Коршунов Э. Л., Рупасов А. И.. «В ноябре 1942 г. всё было готово для открытия троллейбусной линии по Ладоге» // Военно-исторический журнал. — 2012. — № 2. — С. 37—40.
- Краев В. Блокада Ленинграда — как холокост для евреев // ИА REGNUM, 01.01.2019
- Красноженова Е. Е. Тотальный голод стал главной причиной многочисленных жертв среди ленинградцев. Продовольственная ситуация в блокадном Ленинграде в 1941—1944 годах // Военно-исторический журнал. — 2024. — № 1. — С. 58—65.
- Медведев А. А., Шишков В. В. Продовольственное снабжение блокадного Ленинграда // Военно-исторический журнал. — 2015. — № 11. — С. 33—36.
- Платонов А. В. План уничтожения Краснознамённого Балтийского флота // Научно-популярный сборник статей по истории флота и судостроения "Гангут" : сборник. — 2003.
- Рубцов Ю. В., Лурье В. М. Блокада Ленинграда: все ли жертвы учтены? // Военно-исторический журнал. — 2000. — № 3. — С. 30—33.
- Соболев Г. Л. Блокада Ленинграда: постижение правды // Новейшая история России : журнал. — 2012. — № 2. — С. 72—87.
- Тарасов М. Я.. Памятные этапы Битвы за Ленинград // Военно-исторический журнал : журнал. — 2013. — № 1. — С. 18—22.
- Фролов М. И. Адольф Гитлер: «Ядовитое гнездо Петербург… должен исчезнуть с лица Земли» // Военно-исторический журнал. — 2001. — № 9.
- Чекалев-Демидовский П. С. Газогенераторный транспорт как попытка решения проблемы топливного обеспечения блокадного Ленинграда // Новейшая история России : журнал. — Санкт-Петербург, 2018. — Т. 8, № 4. — С. 869—879.
- Хасс Герхарт. Германская оккупационная политика в Ленинградской области (1941—1944 гг.) // Новая и новейшая история : журнал. — 2003. — № 6.
- Хюртер Йоханнес. Вермахт под Ленинградом. Боевые действия и оккупационная политика 18-й армии осенью и зимой 1941/42 годов. Архивировано 3 августа 2025 года.
- Maddox, Steven. These Monuments Must Be Protected! The Stalinist Turn to the Past and Historic Preservation during the Blockade of Leningrad (англ.) // The Russian Review, 70. — 2011. — No. 4. — P. 608—626.

### Документы
- Акт Ленинградской городской комиссии о преднамеренном истреблении немецко-фашистскими варварами мирных жителей Ленинграда и ущербе, нанесённом хозяйству и культурно-историческим памятникам города за период войны и блокады. — Л.: Госполитиздат, 1945. — 40 с. — 10 000 экз.
- Книга Памяти «Блокада. 1941—1944. Ленинград.» — СПб., 1998—2006. — Т.1-35
- Постановление Совета Народных Комиссаров Союза ССР от 18 июля 1941 года № 1882 «О введении карточек на некоторые продовольственные и промышленные товары в городах Москве, Ленинграде и в отдельных городах и пригородных районах Московской и Ленинградской областей». — 1941. — 31 с. Архивировано 5 января 2020 года.

Воспоминания
- Антология, воспоминания блокадников. Блокада: Сестрорецкий рубеж. — 2004. — 208 с. — 3000 экз. — ISBN 5-85991-062-2.
- Колл. авт. Попов М. М. // Оборона Ленинграда, 1941-1944 : Воспоминания и дневники участников / Предисл. маршала М. В. Захарова. — Л.: Наука, 1968. — 792 с. — (Вторая мировая война в исследованиях, воспоминаниях, документах). — 14 500 экз.
- Полевое Управление Ленинградского фронта. Карта обстановки на фронте 23-й Армии к исходу 11.09.1941. — Архив Министерства обороны РФ. фонд 217 опись 1221 дело 33, 1941.
- Винницкий Л. Г. (сост.). Славная победа под Ленинградом. — Ленинздат, 1976. — 632 с. — 15 000 экз.
- Демидов В. И. Снаряды для фронта: Документальная повесть. — Л.: Лениздат, 1985.
- Кудрин И. Блокада Ленинграда, воспоминание. Дата обращения: 7 мая 2007. Архивировано 23 августа 2011 года.
- Ходикель А. Воспоминания о блокаде Ленинграда. Дата обращения: 29 января 2011. Архивировано 23 августа 2011 года.
- Из дневников ленинградцев
- Отчёт начальника Управления коммунального обслуживания Ленинграда А. Карпушенко о захоронениях жертв голода 1941—1942 гг.
- Баранов Н. В. Силуэты блокады: Записки главного архитектора. — Л., 1982.
- Гаршин Владимир Георгиевич (1887—1956). Там где смерть помогает жизни // Петербург Ахматовой: Владимир Георгиевич Гаршин / Сост. Т. С. Позднякова. — СПб.: Невский диалект, 2002. — С. 125—137; перв. публ: Журавлёва Т. Б. В. Г. Гаршин (1887—1956). — СПб., 1994. (время написания не обозначено)
- Гинзбург Л. Я. Записки блокадного человека. Вокруг «Записок блокадного человека» // Записные книжки: Новое собрание. — М.: Захаров, 1999. — С. 152—273; Проходящие характеры: Проза военных лет. Записки блокадного человека. — М.: Новое издательство, 2011.
- Глебова Людмила Николаевна. Смерть отца // Experiment/Эксперимент: Журнал русской культуры. № 16: Шестнадцать пятниц: Вторая волна ленинградского авангарда. Под ред. Е. Спицыной. LA (USA), 2010. Т. 2. С. 397—398.
- Глинка В. М. Блокада // Хранитель: В. М. Глинка: Воспоминания. Архивы. Письма: В 2 кн. / Авт.-сост. М. С. Глинка. — СПб., 2006. — Кн. 2. — С. 18—26.
- Григорьев Владислав Григорьевич (р. 1930). Ленинград. Блокада. 1941—1942: Воспоминания. — Изд. 2-е, доп. — СПб., 2003.
- Зальцман Лотта Павловна. Воспоминания об отце // Павел Зальцман. Жизнь и творчество. — Иерусалим: Филобиблон, 2007. — С. 28-35.
- Зальцман Павел Яковлевич. «А дальше началась страшная блокадная зима..» / Подг. текста, пред. и публ. А. Зусманович, И. Кукуй // Знамя, 2012, № 5.
- Иванова Тамара Григорьевна (1925-?). Блокада Ленинграда: (Воспоминания) // Человек в блокаде: Новые свидетельства. — СПб., 2008. 214—223
- Лихачёв Д. С. Воспоминания. — СПб.: Logos, 1995 ; Воспоминания. — М.: Вагриус, 2006. — С. 295—352: Блокада; Два письма о Ленинградской блокаде.
- Мануйлов Виктор Андроникович. Записки счастливого человека. — СПб.: Европейский дом, 1999.
- Маннергейм, Карл Густав. Мемуары. — М.: Вагриус, 1999. — ISBN 5-264-00049-2.
- Микоян А. И. В дни блокады (к вопросу о снабжении осаждённого Ленинграда). // Военно-исторический журнал. — 1977. — № 2. — С. 45—54.
- Нератова Римма Ивановна. В дни войны: Семейная хроника. — СПб.: Журнал «Звезда», 1996. — С. 5—108: Жизнь в Ленинградской блокаде (с рисунками автора)
- Новиков В. С. Блокада снится мне ночами: воспоминания. — СПб.: Детгиз, 2009. — 201 с. — 235 экз. — ISBN 978-5-8452-0420-2.
- Рабинович Михаил Борисович. Воспоминания долгой жизни. — СПб.: Европ. Дом, 1996. — С. 161—220: Война. Блокада: Пулково
- Сергей Спицын. Декабрь 1941 года… // Experiment/Эксперимент: Журнал русской культуры. № 11: Павел Николаевич Филонов / Под ред. Н. Мислер, И. Меньшовой, Д. Боулта. — LA (USA), 2010. — С. 297—300.
- Цирлин А. Д., Бирюков П. И., Истомин В. П., Федосеев Е. Н. Инженерные войска в боях за Советскую Родину. — М.: Воениздат, 1970. — 84 с.
- Траугот А. Г. Квартира № 6 // Ничто не забыто. С. 108—117; фотогр. "Апрель 1942 года. Семья художника Г. Н. Траугота (с. 117)
- Фрейденберг Ольга Михайловна (1890—1955). Осада человека / Публ. К. Невельского // Минувшее: Ист. Альманах. М., 1991. Вып. 3. С. 7—44
- Книга «Память сердца Архивная копия от 28 февраля 2014 на Wayback Machine». Воспоминания жителей МО Пискарёвка о Великой Отечественной войне 1941—1945 годов. Семь книг. ISBN 978-5-98220-042-X (ошибоч.)
- «Блокада голоса». Видеоархив воспоминаний жителей блокадного Ленинграда. Блокада.Голоса. Дата обращения: 13 апреля 2018.

Дневники
- В. П. Аргировский «Блокадные Дневники» // Новый журнал. 2004, № 4.
- Берггольц О. Ф. Из дневников 1939—1942 // Ольга: Запретный дневник. Дневники, письма, проза, избранные стихотворения и поэмы Ольги Берггольц / Сост. Н. Соколовская. СПб.: Азбука-классика, 2010. С. 55—137.
- Бианки В. В. Город, который покинули птицы // Звезда. 1994. № 1. С. 105—131; Лихолетье. СПб., 2005.
- Болдырев А. Н. Осадная Запись: (Блокадный дневник) / Подгот. текста В. С. Гарбузова, И. М. Стеблин-Каменский. — СПб.: Европейский Дом, 1998. — (Дневники и воспоминания петербургских учёных). — ISBN 5-8015-0011-1. Архивировано 20 июня 2017 года. (период с 9 декабря 1941 по 14 августа 1948 года).
- Вассоевич Т. Н. Военный дневник и блокадные письма. 22 июня 1941 — 1 июня 1945. Сост., отв. ред., автор вст. ст. А. Л. Вассоевич. СПб., 2019. 344 с.
- Великотная Т. (урожд. Берхман; 1894—1942). Дневник нашей печальной жизни в 1942 г. // Человек в блокаде: Новые свидетельства. — СПб.: «Остров», 2008. — С. 83—125.
- Глебова Т. Н. Рисовать, как летописец: (Страницы блокадного дневника) / Публ. и коммент. Л. Н. Глебовой; предисл. и подгот. текста В. Перца // Искусство Ленинграда. (Л.), 1990, № 1. С. 28—40; № 2. С. 14—28.
- Глебова Т. Н. Блокадный дневник (декабрь 1941 г.) // Experiment/Эксперимент : Журнал русской культуры. № 16: Шестнадцать пятниц: Вторая волна ленинградского авангарда. Под ред. Е.Спицыной: В 2 ч. LA (USA), 2010 / Т. 2. C. 374—397.
- Голлербах Э. Ф. Из дневника 1941 г. / Публ. Е. А. Голлербаха // Голоса из блокады: Ленинградские писатели в осаждённом городе (1941—1944) / Сост. З. Дичаров. СПб.: Наука, 1996. С. 163—186.
- Гордин А. М. Из блокадных заметок <1941—1942> // Там же. С. 469—476.
- Грязнов А. А.(1898—1973). Дневник <8 сент.> 1941-<6 февр.> 1942 // Человек в блокаде: Новые свидетельства. СПб.: Остров, 2008. С. 9—82.
- Грязнов Ф. А.(1896—1948). Дневник. 7 сент. 1941—7 февраля 1942 // Доживём ли мы до тишины: Записки из блокадного Ленинграда. СПб., 2009. С. 9—190—
- Друскин Я. С. Дневники. СПб.: Гуманитарное агентство «Академический проект». 1999. С. 94—138.
- Заболотская Л. К. (1894—?). Дневник 23 августа 1942-6 июня 1943 // Человек в блокаде: Новые свидетельства. СПб.: Остров, 2008. С. 126—144.
- Зеленская И. Д. (1895—1981). Дневник. 7 июля 1941-6 мая 1943 // «Я не сдамся до последнего…»: Записки из блокадного Ленинграда: [Сб.] / Сост. В. М. Ковальчук и др. СПб.: Нестор-История, 2010. С. 10—156.
- Ильин Л. А. (1880—1942) Прогулки по Ленинграду. СПб: Государственный музей истории Санкт-Петербурга. 2012.
- Инбер В. М. (1890—1972). Почти три года (Ленинградский дневник). Избранное. М.: Художественная литература, 1981.
- Конашевич В. М.. По страницам блокадного дневника <1941-июль 1943> // Подвиг века. С. 85—89.
- Левина Э. Г. Военные грани архитектуры // Подвиг века. С. 297, 302—305, 306—307 (отрывки из дневника: осень 1941, январь-май 1942, ноябрь 1942 — ноябрь 1943)
- Левина Э. Г. (1908—?). Дневник. 12 января 1942—23 июля 1944 // Человек в блокаде: Новые свидетельства. СПб.: Остров, 2008. С. 145—213.
- Лепорская А. А. Из записей <1941—1943> // Подвиг века. С. 168—170.
- Лукницкий П. Н. Сквозь всю блокаду: [Дневник воен. корреспондента]. — Л.: Лениздат, 1988. — 719 с. — 100 000 экз.
- Никольский А. С. <Блокадный дневник: Отрывки> // Подвиг века. С. 273—274. С. 278—282.
- Островская Софья Казимировна (1902—1983). Блокадные дневники [1941—1943] / Публ. Л. И. Бучиной // Русское прошлое. 2006. № 10. С. 191—323.
- Остроумова-Лебедева А. П. Ленинград в блокаде // Автобиографические записки. Т. 3 / Сост. Н. Л. Приймак. Изд. 2. М.: Центрполиграф, 2003. С. 248—339.
- Павлов Д. В. Ленинград в блокаде. — М.: Военное издательство Министерства обороны СССР, 1958. — 161 с. Архивировано 22 июля 2010 года.
- Л.Пантелеев Приоткрытая дверь…: Рассказы. Очерки. Разговор с читателем. Из старых записных книжек Л.: Сов. писатель, 1980. С. 348—443: Из старых записных книжек (1941—1942)
- Пантелеев Л. В осаждённом городе: Из записных книжек 1941—1944 г. //Собрание сочинений: В 4 т. Т. 3. Л.: Дет. лит., 1984. Первая публикация (отрывки): М., 1957. No. 6; Нева. 1964, No. 1.
- Пунин Н. Н. Дневник. 1941 <26 августа-13 декабря> // Пунин Н. Н. Мир светел любовью: Дневники. Письма / Сост. Л. А. Зыков. М.: АРТ, 2000. С. 343—353
- Рябинкин Ю. И. Дневник Юры Рябинкина.
- Сапаров А. В. Страницы блокадного дневника // Невский альманах, 2013, № 6, С. 21—25.
- Шапорина Л. В. Дневник: В двух томах / подгот. текста, коммент. В. Ф. Петровой и В. Н. Сажина. — М.: Новое литературное обозрение, 2011. — Т. 1. — С. 247—460. — 592 с. — (Россия в мемуарах). — 1000 экз. — ISBN 978-5-86793-894-9. — ISBN 978-5-86793-892-5.
- Блокадные дневники и документы: [Сб.] / Сост. С. К. Бернев, С. В. Чернов. Изд. 2, испр., доп. СПб.: Европ. дом, 2007. (Архив Большого дома). 1-е изд — 2004. Содерж.: С. 9-213: Горшков Н. П. (Николай Павлович; 1892—1951, в лагере), бухгалтер. Блокадный дневник (1941—1943, 4 дек.); С. 214—265: Винокуров А. И. (Алексей Иванович; р. 1904—1943, расстрелян), учитель географии; С. 266—307: Кузнецов С. И. (Степан Иванович; 1907—1997), мастер инструментального цеха; С. 308—359: Путяков С. Ф. (Семён Фёдорович; 1905—1942, расстрелян), красноармеец.
- «Сохрани мою печальную историю…». Блокадный дневник ленинградской школьницы Лены Мухиной / Издательство «Азбука», 2011 год.
- Блокада глазами очевидцев. Дневники и воспоминания: Антология / Сост. С. Глезеров: Остров, 2012

### Сборники
- Блокада рассекреченная: [Сборник] / Междунар. ассоц. блокадников города-героя Ленинграда; Сост. В. Демидов. — СПб.: Бояныч, 1995. — 254 с. — 10 000 экз. — ISBN 5-7199-0027-6.
- Блокадные дневники и документы: [Сб.] / Сост. С. К. Бернев, С. В. Чернов. Изд. 2, испр., доп. СПб.: Европ. дом, 2007. (Архив Большого дома). 1-е изд — 2004.
- Блокадный дневник: Живопись и графика блокадного времени [из фондов ГМИ СПб.]: Альбом-каталог / Авт.-сост. В. Е. Ловягина, при уч. И. А. Силантьевой, Ю. В. Усатовой; Под ред. Ю. Б. Демиденко. СПб.: ГМИ СПб., 2005.
- Военная медицина на Ленинградском фронте. — М., 1946.
- Воздушный мост над Ладогой: [Сборник очерков и воспоминаний] / Сост. В. И. Краснояров, М. И. Ялыгин. — Л.: Лениздат, 1984. — 256 с. — 25 000 экз.
- Голоса из блокады: Ленинградские писатели в осаждённом городе (1941—1944): [Сб.] / Сост. З. Дичаров. СПб.: Наука, 1996.
- 900 блокадных дней: [Сб. воспоминаний] / Отв. ред. Л. А. Волкова. Новосибирск: ГПНТБ СО РАН, 2004.
- «Доживём ли мы до тишины?»: Записки из блокадного Ленинграда: [Сб.] / Сост. В. М. Ковальчук и др. СПб.: Нестор-История, 2009.
- Ничто не забыто: 320 страниц о 900 днях блокады Ленинграда / Ред.-сост. Д.Колпакова; Макет и оформл. А.Веселова. — СПб.: ДЕТГИЗ-Лицей, 2005.
- Память о блокаде. Свидетельства очевидцев и историческое сознание общества. Материалы и исследования. Под ред. М. В. Лоскутовой. СПб.: Новое издательство, 2006.
- Память о блокаде: Свидетельства очевидцев и историческое сознание общества. М., 2005.
- Подвиг века: Художники, скульпторы, архитекторы, искусствоведы в годы Великой Отечественной войны и блокады Ленинграда: Воспоминания. Дневники. Письма. Очерки. Лит. записи: [Сб.] / Авт.-сост. Н. Паперная. Л.: Лениздат, 1969.
- Сурис Б. Д. «… больше, чем воспоминания»: Письма ленинградских художников 1941—1945: [Сб.: В 2 кн.]. СПб.: КультИнформПресс, 1993.
- Художники города-фронта: Воспоминания и дневники ленинградских художников / Ред.-сост. И. А. Бродский. Л.: Художник РСФСР, 1973.
- Человек в блокаде: Новые свидетельства: [Сб.] / Сост. В. М. Ковальчук и др. СПб.: Остров, 2008.
- «Я не сдамся до последнего…»: Записки из блокадного Ленинграда: [Сб.] / Сост. В. М. Ковальчук и другие СПб.: Нестор-История, 2010.

Оборона Ленинграда 1941—1945. Документы и материалы. РОССПЭН. М., 2019.

### Публицистика
- Алесь Адамович, Даниил Гранин. Блокадная книга.
- Эттингер И. Л. Город не горит... «Химия и жизнь» (1 ноября 1984). Дата обращения: 25 сентября 2007.
- Даниил Гранин рассказывает о блокаде Ленинграда (mp3).
- Солсбери Г. Е. 900 дней: [Блокада Ленинграда] = Salisbury G. E. The 900 days. – New York, 1969 / пер. с анг. И. С. Вольской; предисл. А. Адамовича.. — СПб.; М.: РИК «Культура»; Прогресс. Литера, 1994. — 607 с. — 25 000 экз. — ISBN 5-01-003299-6.